# Хрущёвка
Пе́рвое поколе́ние сове́тского типово́го индустриа́льного домострое́ния — секционные (реже коридорные, коридорно-секционные) крупнопанельные, каркасные и каркасно-панельные, кирпичные, крупноблочные (реже кирпично-блочные, объёмно-блочные) многоквартирные жилые дома, серии которых были разработаны в СССР с 1955 года до 1963 года. Крупнопанельные дома по фамилии руководителя СССР Н. С. Хрущёва несут разговорное название «хрущёвки», иногда это название переносится на все серии первого поколения. Используется также понятие «пе́рвые ма́ссовые се́рии».
Серии опирались на западноевропейский опыт, экспериментальное сталинское строительство и новые разработки. Индустриализация строительства в 1950-е годы была вызвана затянувшимся жилищным кризисом и потребностью в быстровозводимом дешёвом жилье. Одновременно с перестройкой строительной отрасли началась реформа жилищной политики. Ключевую роль в этих преобразованиях играл Н. С. Хрущёв.
Начало строительства домов первого поколения условно относят к 1956 году. С конца 1960-х годов активно вытеснялись сериями второго поколения. По строительству квартир СССР вышел на первое место в мире, с 1956 по 1963 год национальный жилищный фонд вырос почти в два раза. Жилищное строительство стало одним из символов эпохи оттепели.
В качестве основы строительства был выбран сборный железобетон, также широко применялся кирпич. Имелось большое разнообразие видов бетонов и теплоизоляции, иногда применялись довольно необычные изделия, например, виброкирпичные панели. Большое разнообразие материалов и конструктивных схем объясняется начальным этапом индустриализации строительства и необходимостью определить на практике наиболее перспективные решения.
Архитектурные решения были куда более однообразны. СССР благодаря Н. С. Хрущёву совершил поворот в сторону современной архитектуры и по своим внешним параметрам первые массовые серии типичны для послевоенного функционалистского строительства в Европе. Но советские условия привели к тому, что проработка и отделка фасадов отличалась крайней примитивностью, а застройка — безликой монотонностью. Поначалу фасадные поверхности панелей обычно не подвергались обработке и, в лучшем случае, окрашивались. Кирпичные дома оживлялись за счёт декорирования кладки карниза, сочетания керамического и силикатного кирпича. В 1962 году выпущены архитектурные рекомендации, вносившие разнообразие в варианты отделки панелей, в колористические решения, в дизайн входных групп и балконов. Однако по роли архитектора в строительном процессе уже был нанесён непоправимый урон, что не позволяло использовать этот потенциал в полной мере.
Переселение из коммунального жилья, общежитий и бараков сталинского периода в квартиры с централизованным отоплением, водопроводом и канализацией, а также переориентация с покомнатного заселения семей на поквартирное, доступное более широким слоям общества, сыграли важную роль в улучшении бытовых условий и индивидуализации личной жизни. С другой стороны, неудобные планировки квартир стали предметом критики ещё в советское время, когда предлагались пути модернизации этих домов. На опыте стран Евросоюза и отдельных примерах в России показано, что именно модернизация и реконструкция домов — в большинстве случаев более экономичный и экологичный путь, чем снос. Однако в Москве первые массовые серии подверглись сносу под новую уплотнительную застройку.

## История появления

### Истоки типового и индустриального советского домостроения

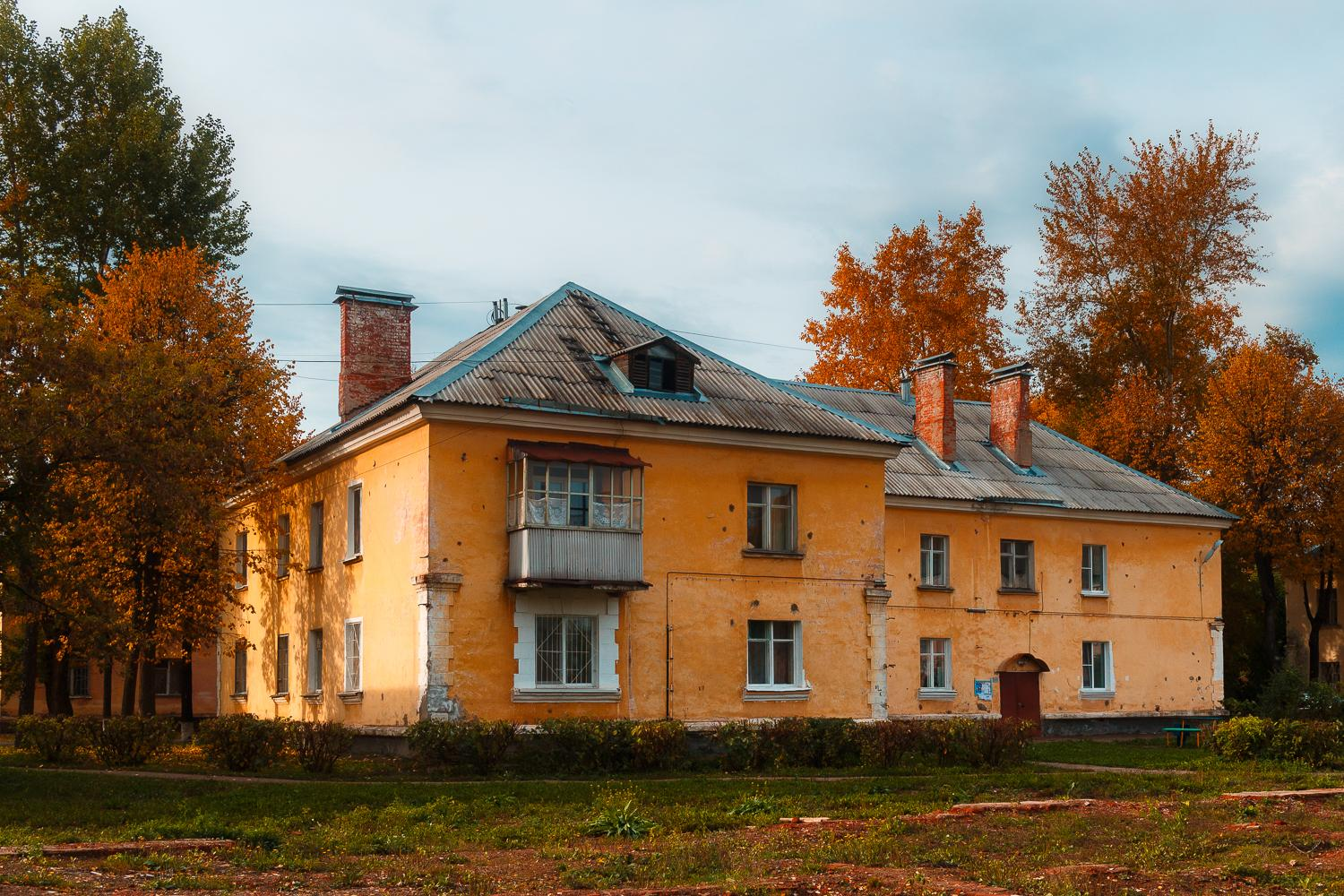
Типичный пример послевоенного малоэтажного типового кирпичного строительства. Двухэтажная «сталинка» серии 1-201 в Глазове

В 1920-е годы советская делегация ознакомилась в Германии с опытом строительства социального жилья Э. Мая из панелей. В это время в советском строительстве отсутствовали система типоразмеров и чёткие схемы организации работ, имел место полукустарный способ изготовления деталей, что снижало экономичность строительства.
В 1936 году постановление СНК СССР и ЦК ВКП(б) «Об улучшении строительного дела и удешевлении строительства» положило начало процессу индустриализации и типизации. В предвоенное время изредка уже применялись, например, железобетонные ступени, плиты перекрытий, в крупных городах выстроены первые дома из крупных блоков, при застройке Большой Калужской улицы в Москве опробованы поточно-скоростные методы строительства, но задача разработки полноценных серий не ставилась. Индустриализация и типизация не имели ничего общего с упрощением пластики фасадов. На примере «Ажурного дома» А. К. Бурова и Б. Н. Блохина 1940 года было показано, что индустриальное домостроение и качественная, разнообразная архитектура не противоречат друг другу.
На Западе при восстановлении городов после войны применяли в том числе крупнопанельные дома. В СССР принятый в конце 1940-х годов серийный метод проектирования (создание серии, включающей ряд типовых проектов, единых по характеру архитектуры) позволил восстановить жилой фонд до довоенного уровня за счёт типовых малоэтажных домов из кирпича и местных материалов.
В практике строительства до 1950-х годов применялись малометражные квартиры со совмещёнными санузлами и проходом в кухню через жилую комнату, с кухнями, освещаемыми вторым светом, с пониженными потолками. Из-за практики покомнатного заселения такие квартиры тогда не получили распространения.

### Первые советские крупнопанельные дома
В 1931 году под руководством инженера А. С. Ваценко в Харькове начато строительство прототипа крупнопанельного дома. Две тонкие железобетонные оболочки панели были соединены рёбрами по периметру, пространство между ними засыпалось шлаком.
На Уралмашзаводе в 1937 году изготовлены образцы стеновых панелей для опытного дома (архитектор Г. И. Потапов, Г. Г. Ростковская, инженер М. Н. Овчинников), но из-за сложности конструкции строительство не было начато.

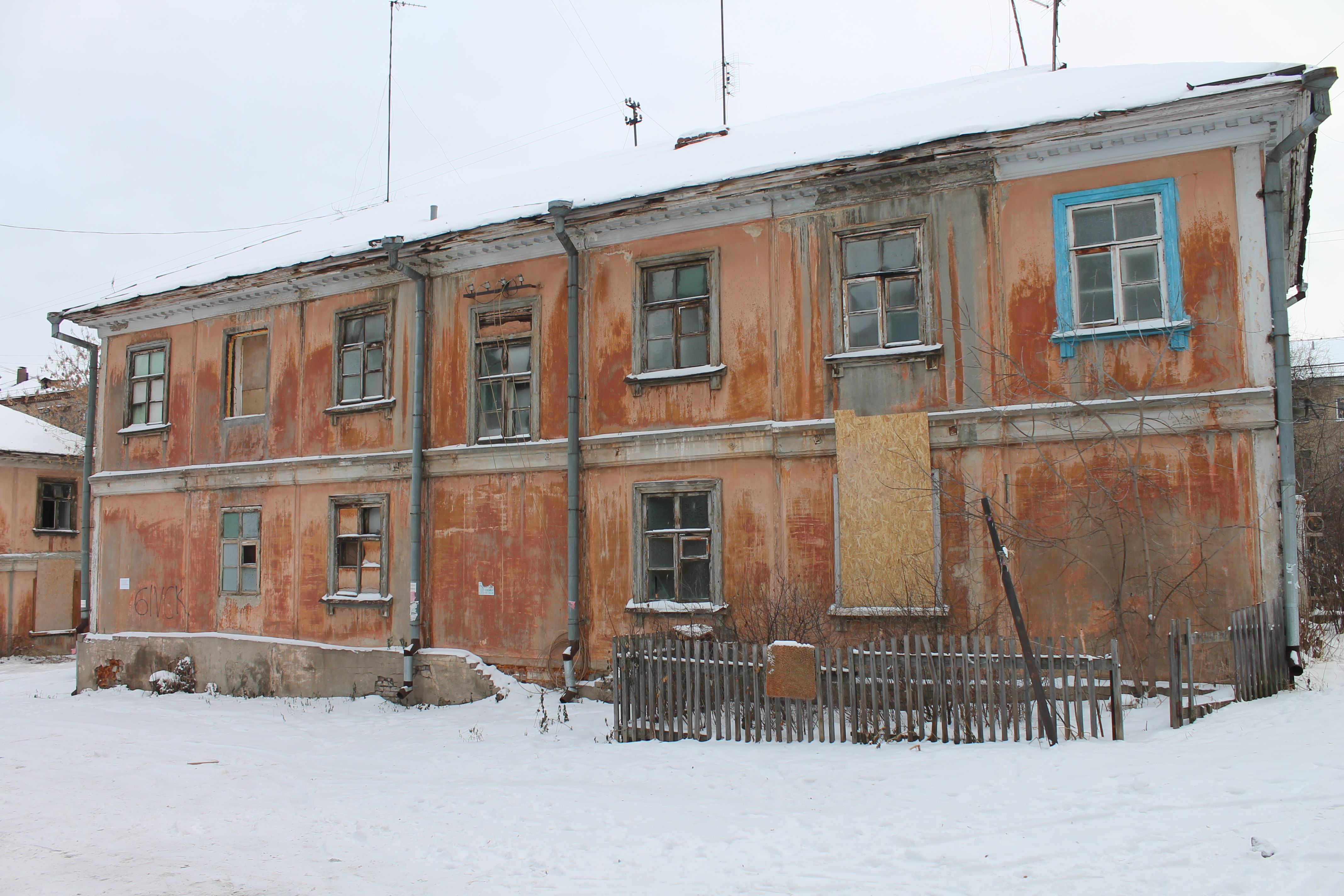
Расселённый крупнопанельный дом с неполным каркасом. По аналогичным проектам возводились первые крупнопанельные дома СССР. Екатеринбург. 1949 г.

Научная разработка проблем индустриализации жилищного строительства велась под руководством Г. Ф. Кузнецова.
Завод, находящийся в Берёзовском близ Свердловска (ныне Екатеринбург), построил там же в 1945 году один из первых в СССР крупнопанельных домов (архитектор Г. И. Потапов, Г. Г. Ростковская, инженер И. Т. Смирнов). Берёзовские одно- и двухэтажные дома с панелями 3×3 м тиражировались в Свердловске и рабочих посёлках области до 1951 года.
Первые экспериментальные каркасно-панельные дома в Москве стали вводиться в строй в 1948 году. Сначала был сдан 4-этажный дом коридорного типа по пр. Будённого, 43 на Соколиной горе (архитектор В. И. Богомолов, Н. М. Фукин, инженер Г. Ф. Кузнецов, Б. Н. Смирнов, Н. В. Морозов, В. А. Вольнов, В. Ф. Промыслов) с металлическим каркасом и навесными железобетонными панелями. Затем возведён целый квартал в 1-м Хорошёвском проезде (архитектор М. В. Посохин, А. А. Мндоянц, инженер В. П. Лагутенко) из 4- и 5-этажных домов с металлическими и железобетонными сборными каркасами. Дома в Хорошёвском проезде были украшены гирляндами под окнами и элементами, скрывающими вертикальные стыки панелей. Впервые применены сборные цельные марши. Архитектор М. В. Посохин считал, что новые методы строительства должны обогащать архитектуру. Даже с учётом того, что панели отливались прямо на стройплощадке, а стыки заделывались с лесов, дома возводились быстрее кирпичных.

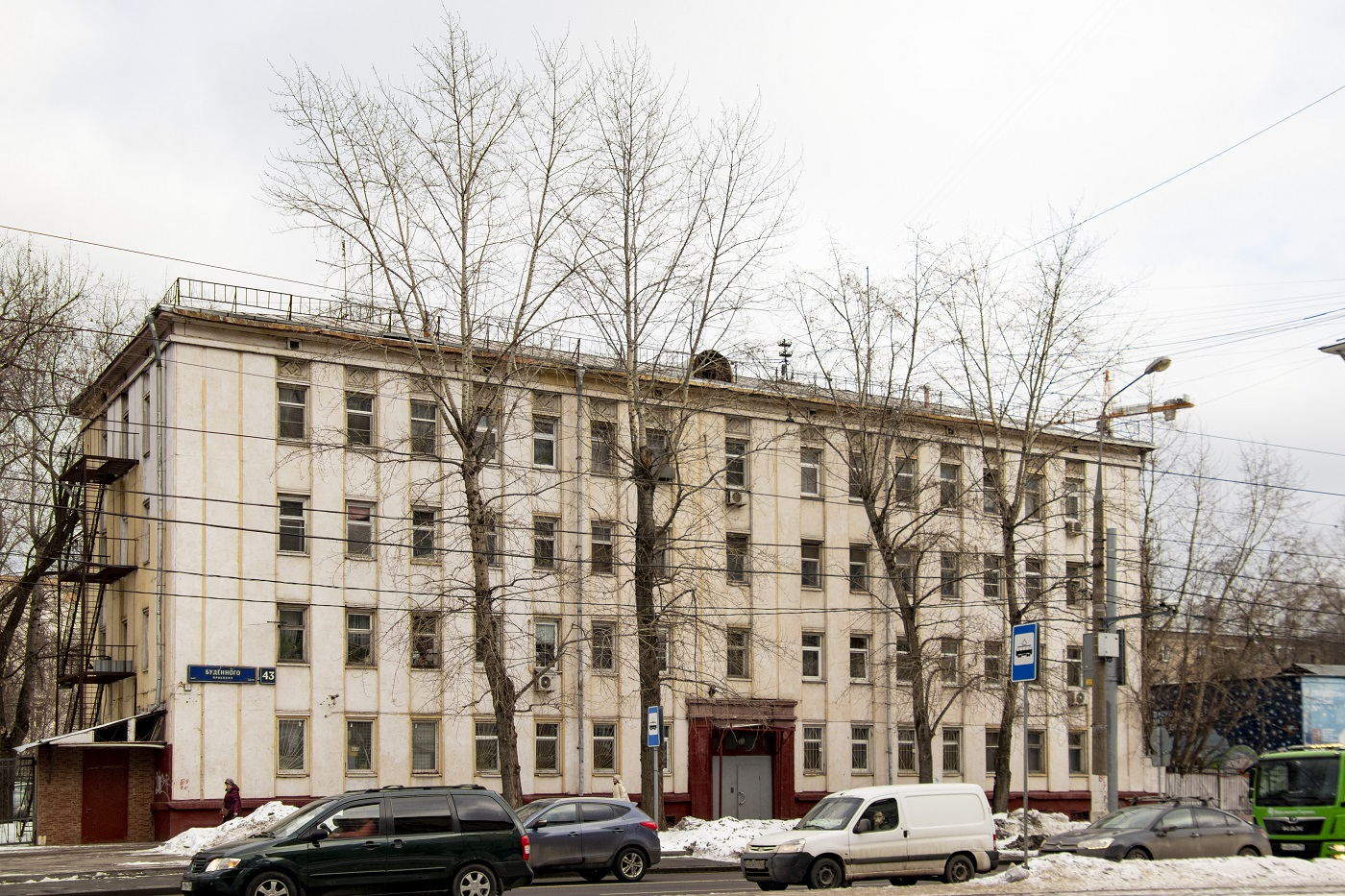
Каркасно-панельный дом в Москве, пр. Будённого, 43. 1948 г.

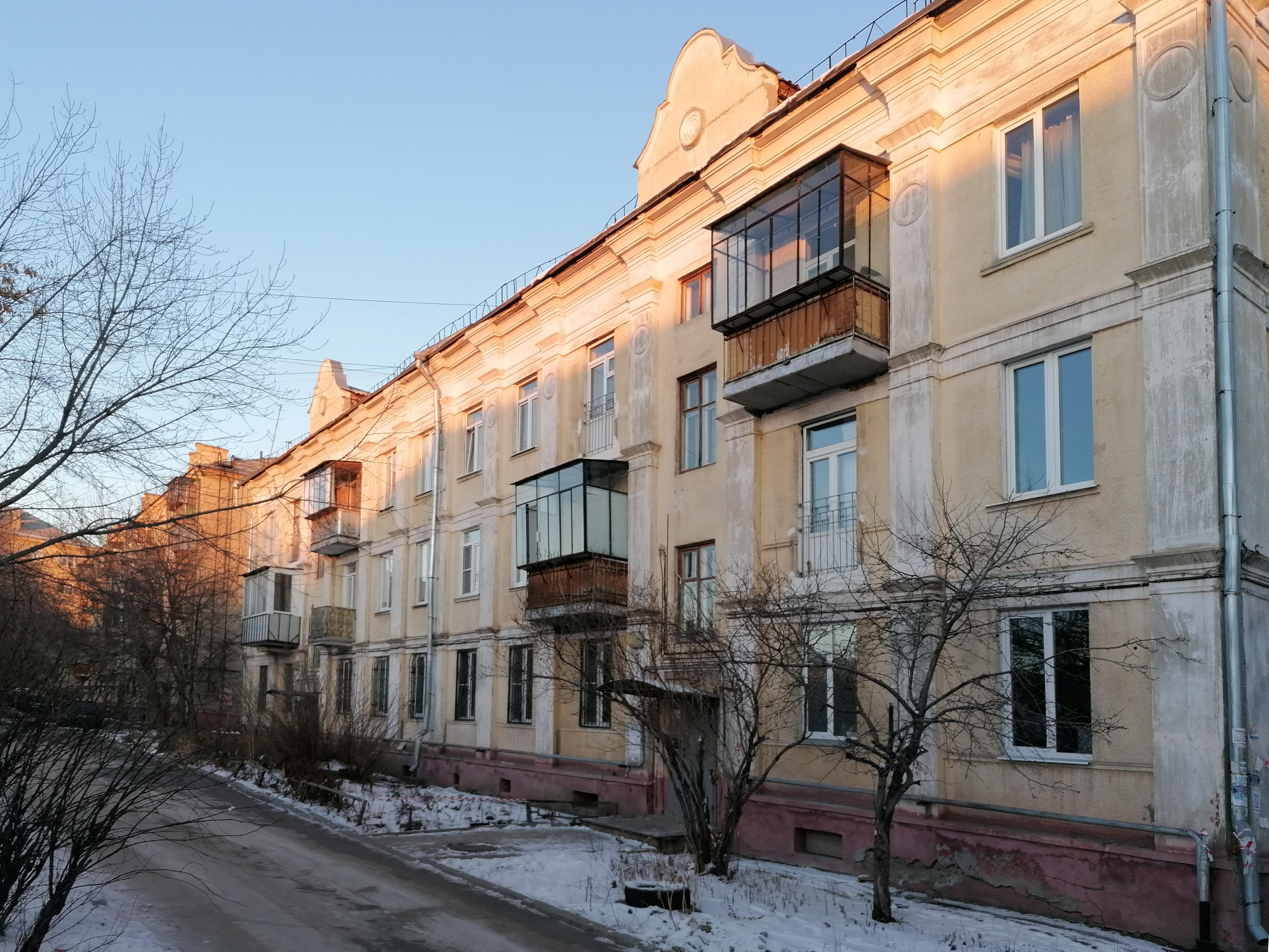
Первый в СССР крупнопанельный бескаркасный дом в Магнитогорске,
пр. Карла Маркса, 32. 1950 г.

В мае 1949 года по инициативе первого секретаря ЦК КП Украины Н. С. Хрущёва начато крупнопанельное домостроение на Украине. Дома в Макеевке и в Киеве спроектированы со сборным железобетонным каркасом и керамическими панелями стен. Таким образом, были раскрыты возможности применения в крупнопанельном строительстве широкого ассортимента материалов.
В 1950 году по проекту Института строительной техники Академии архитектуры СССР и треста Магнитострой (архитектор Л. О. Бумажный, З. Н. Нестерова, инженер Г. Ф. Кузнецов, Б. Н. Смирнов, А. К. Мкртумян, Н. В. Морозов) в Магнитогорске на пр. Карла Маркса, 32 построен первый бескаркасный крупнопанельный дом СССР. Дом имеет 3 этажа, внутренние несущие стены. Толщина наружных панелей — 300 мм, они состоят из двух слоёв по 40 мм с рёбрами по контуру и заполнением пенобетонными блоками. Швы панелей скрыты выступающими элементами. Панели перекрытий — плоские беспустотные с опиранием по трём сторонам.
В январском номере журнала «Техника-молодёжи» за 1951 год опубликована статья, рассказывающая о строительстве кварталов крупнопанельных домов, конструкции которых заранее были изготовлены на заводе. Опыт был признан удачным, началось проектирование первых заводов железобетонных изделий (ЖБИ). В Москве развитием крупнопанельного домостроения занимался Н. С. Хрущёв как секретарь московского горкома.

### Подготовка к реформе
Через неделю после похорон И. В. Сталина на заседании Верховного Совета СССР Г. М. Маленков призвал расширить жилищное строительство. 18 августа 1953 года была направлена секретная «Справка ЦСУ СССР Л. M. Кагановичу о состоянии городского жилищного фонда в 1940—1952 годах», а в марте 1954 года на имя Г. М. Маленкова была подана докладная записка о состоянии коммунального обслуживания городского населения. Сбор этих данных, по мнению историка советской архитектуры Д. С. Хмельницкого, свидетельствует о подготовке руководства страны к масштабной реформе с целью увеличения жилищного строительства. В 1954 году начали систематически выходить публикации о типовом строительстве, а в медиа стала звучать критика «большого стиля».

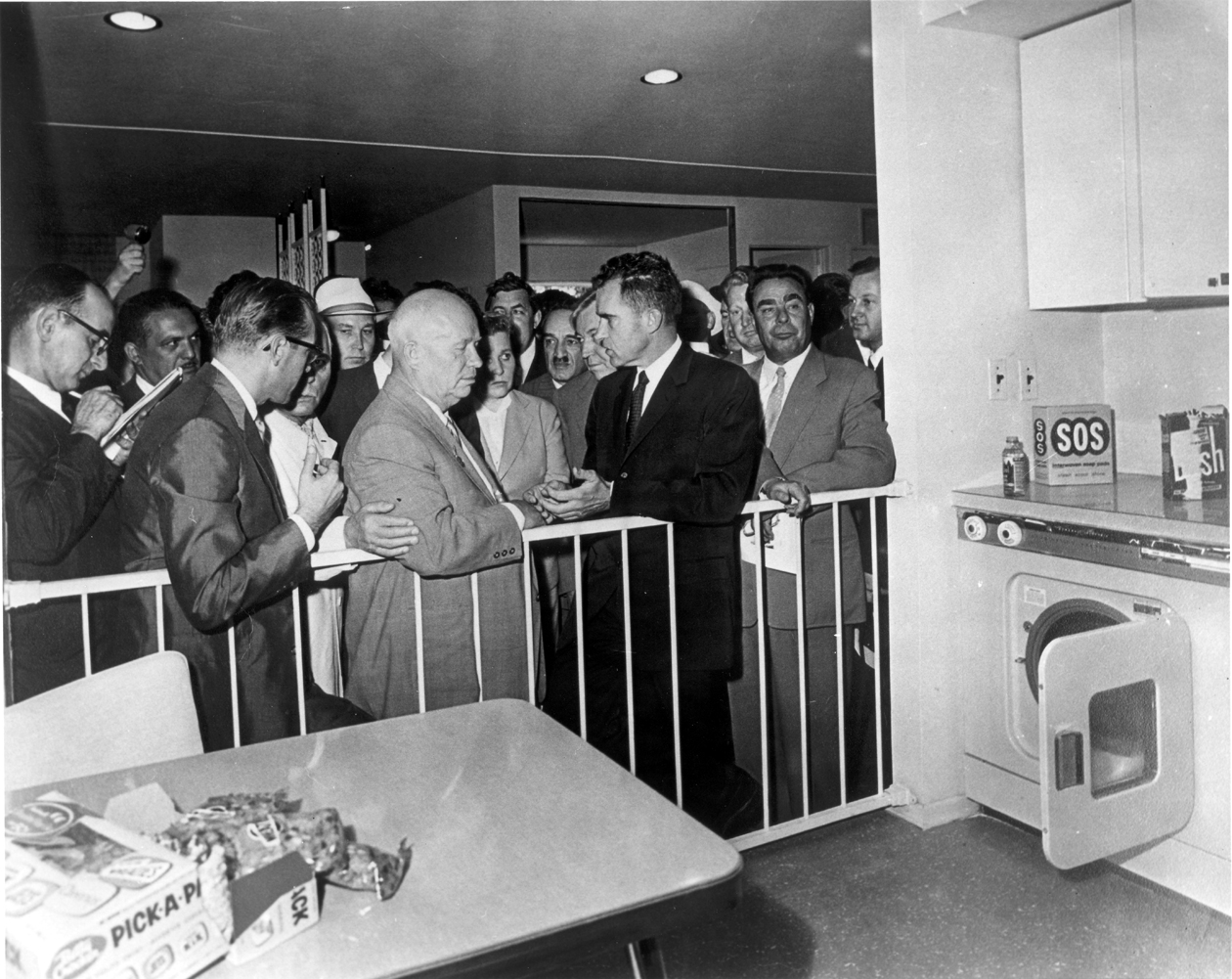
Н. С. Хрущёв и Р. Никсон на «кухонных дебатах», посвящённых быту советских и американских граждан

Причинами жилищного кризиса были: продолжавшаяся урбанизация; ветхость и износ городского жилого фонда; существенное отставание жилого строительства от промышленного в результате ускоренной индустриализации; последствия войны. Согласно справке ЦСУ, в 1952 году государственный жилой фонд городов составлял 208,2 млн м² против 167 млн м² в 1940 году в сопоставимых довоенных границах или 221,9 млн м² в границах 1952 года. Но составитель справки отмечал, что рост жилого фонда не успевает за ростом городского населения. Средний размер жилой площади на городского жителя на 1 января 1953 года в обобществлённом фонде составлял 5,6 м². С учётом временно проживающих и непрописанных обеспеченность жилой площадью была ещё ниже. По мнению Д. С. Хмельницкого, данные по жилой площади на человека в справке завышены. Кроме того, 8 % от всей жилой площади находилось в помещениях барачного типа: в 1952 году — 18 млн м², на которых проживало 3,76 млн человек. Доля жилой площади в каменных зданиях составляла 54 %, в деревянных — 37 %. Меньше половины жилой площади было оборудовано водопроводом и канализацией, только четверть — центральным отоплением. Существенная часть капитального жилищного строительства приходилась на дома для привилегированных слоёв общества.

### Речь Н. С. Хрущёва на Всесоюзном совещании строителей в 1954 году

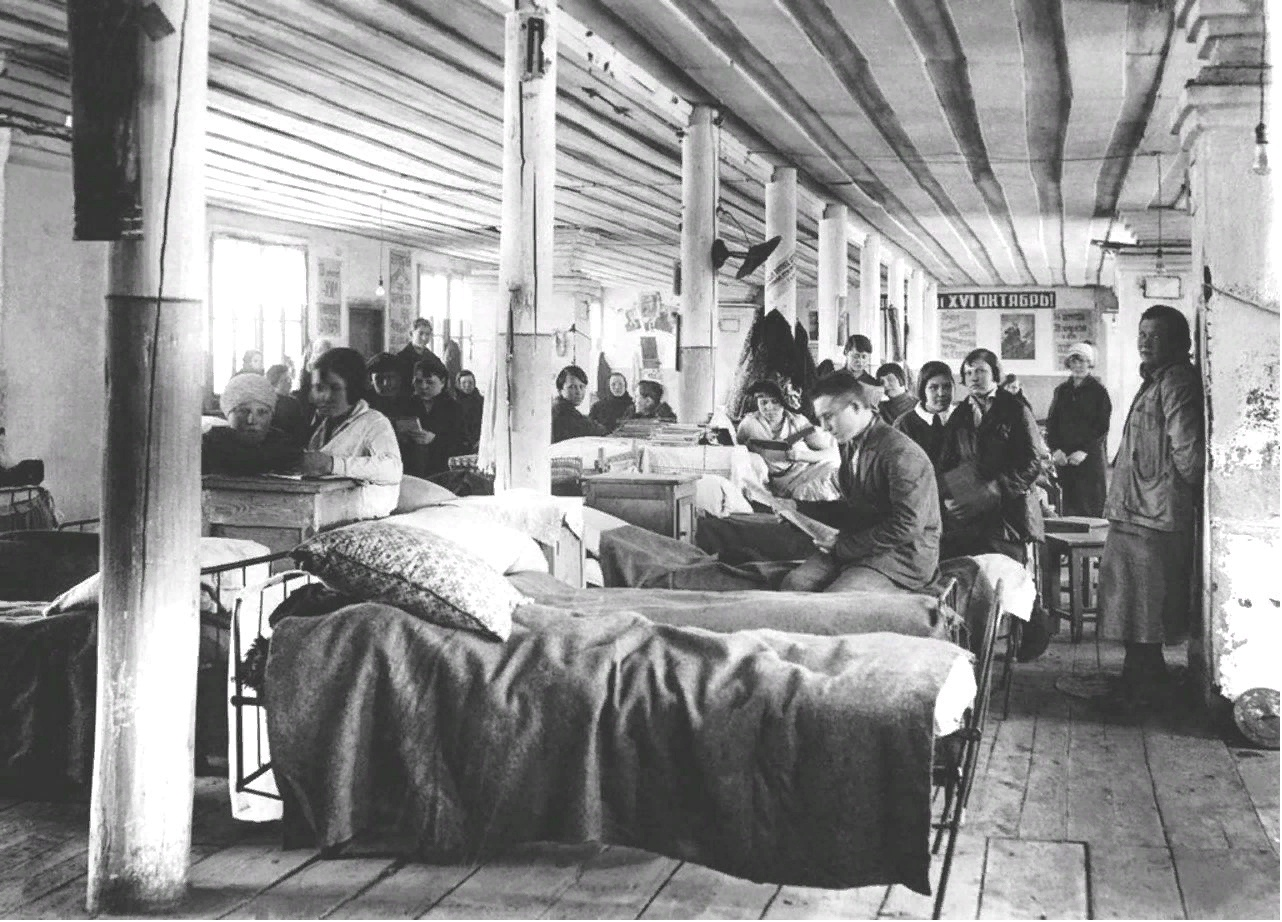
Барак. Типичное жилище сталинского периода

7 декабря 1954 года, в последний день «Второго Всесоюзного совещания строителей, архитекторов и работников промышленности строительных материалов, строительного и дорожного машиностроения, проектных и научно-исследовательских организаций», на трибуну вышел первый секретарь ЦК КПСС Н. С. Хрущёв и произнёс свою знаменитую речь, ставшую сюрпризом для делегатов. В ней он озвучил критику сталинской архитектуры, упрекнул её архитекторов в расточительстве и увлечении «излишествами», призвал к комплексной индустриализации строительства. Он со знанием дела говорил о деталях строительного процесса, приводил цифры (например, из-за сложной формы сталинских высоток значительную часть строительного объёма «съели» конструкции, а затраты на отопление оказались очень высоки). Судя по всему, речь была подготовлена с учётом предложений архитектора Г. А. Градова. Задержка с публикацией текста речи в газете «Правда» может свидетельствовать, что Н. С. Хрущёву пришлось преодолевать внутрипартийное сопротивление реформе.
Выступление имело не только внутриполитическое значение как шаг к десталинизации, но и внешнеполитическое как ещё одно соревнование с капиталистическими странами. Современное архитектуроведение рассматривает это выступление как один из важнейших манифестов архитектурного модернизма.

### Реформа жилищного строительства
В обществе середины 1950-х годов зрело недовольство: послания в адрес II Всесоюзного съезда советских архитекторов изобиловали жалобами на разрушающееся жильё на фоне новых роскошных сталинских высоток.
4 ноября 1955 года принято постановление ЦК КПСС и Совмина СССР «Об устранении излишеств в проектировании и строительстве», окончательно положившее конец периоду сталинского зодчества. Жилищное строительство в целях экономии почти полностью стало вестись по типовым проектам, с постепенно увеличивающейся долей индустриально изготовляемых элементов. Вышедшее годом ранее постановление ЦК КПСС и Совмина СССР «О развитии производства сборных железобетонных конструкций и деталей для строительства» намечало строительство 400 заводов ЖБИ.
Возобладал утилитаристский подход к жилой архитектуре, отодвинув художественный образ на второй план. Историк советской архитектуры С. О. Хан-Магомедов вспоминал, что в архитектурном сообществе признавали необходимость удешевления домов и развития крупнопанельного строительства, но вмешательство первого секретаря ещё и в вопросы стиля вызвало недовольство:

И создавалось впечатление, что художественный образ вообще уходит из архитектуры. На помощь архитекторам пришел теоретик Г. Б. Минервин. Он считал, что отдельные типовые жилые дома («коробки») могут иметь лишь художественный облик, а объединённые в комплексы (кварталы) они могут создавать общий, так сказать коллективный, художественный образ. Многих это тогда устроило.
Существовала идея, что каждый отдельный комбинат должен изготавливать уникальные панели. Но от такого метода отказались. На вопрос, почему так получилось, архитектор Н. П. Крайняя отвечала:

Мы были увлечены самой новизной задачи, считали, что отражение в архитектуре одинаковой комфортности жилья для всех и есть новая эстетика.

Были снижены нормы габаритов и площадей помещений. В агитационном фильме «Пора большого новоселья» диктор сообщал: чтобы приготовить борщ в старой квартире, нужно пройти 500 шагов, а в новой маленькой кухне всё рядом, до любой вещи можно буквально дотянуться рукой. Маленькие размеры квартир вынудили производить соответствующую мебель, так с типовой застройкой появилась особая эстетика компактных вещей. Измерению подверглась и застройка: математика и статистика помогали просчитывать жизнь в новых микрорайонах, определять потребности людей, рассчитывать оптимальные маршруты до рабочих мест, школ и поликлиник. Эгалитарное мышление эпохи оттепели вносило социальный смысл в строительство: на смену закрытым кварталам для элиты должна была прийти открытая комфортабельная универсальная среда для жизни всего населения. По воспоминаниям проектировщиков, строительство «пятиэтажек» воспринималось как «строительство для человека, о котором вспомнили среди серьёзных государственных дел и забот».

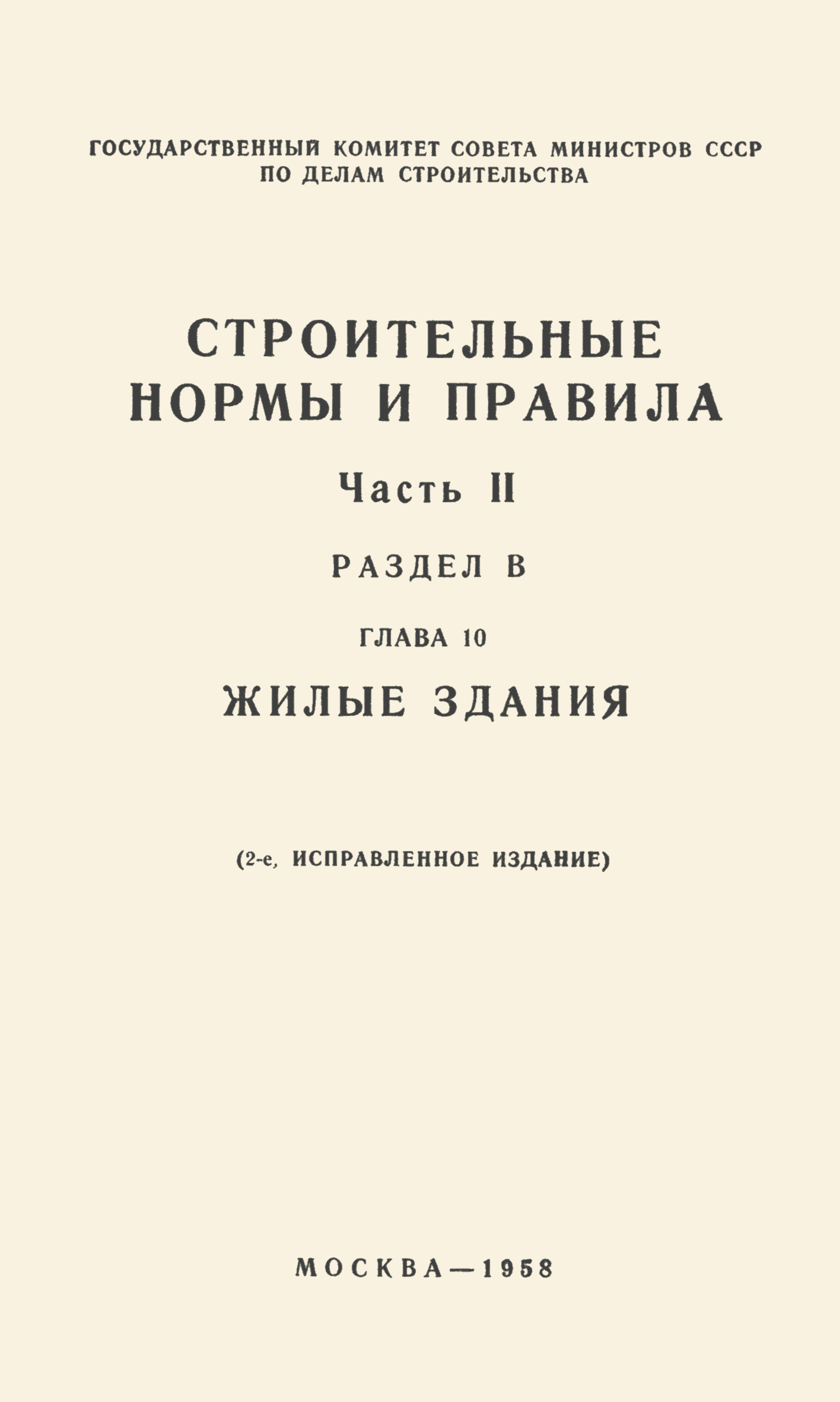
СНиП II-В.10-58 «Жилые здания»

Одно из важнейших положений реформы — переориентация с покомнатного заселения семей на поквартирное, что было значительным шагом в сторону улучшения качества жизни: больше половины городских семей не имело личного благоустроенного жилья, так как оно выделялось только за исключительные заслуги перед сталинизмом. Право на получение жилья для отдельной семьи от государства означало, что теперь социальное обеспечение распространилось на всех граждан (не только на детей и нуждающихся, как в государствах всеобщего благосостояния Запада). Власти вновь стали законодательно и финансово поддерживать строительство жилищно-строительными кооперативами, в которые вступали граждане с более высокими доходами. Строительство индивидуальных усадебных домов с 1963 года в городах с населением более 100 тыс. человек запрещено.
В результате реформы увеличилась роль градостроителей, инженеров, строителей, а архитектор отходил на второй план, что негативно сказалось на эстетических качествах домов. В 1958 году Хрущёв обратил внимание на «рецидивы архаики и украшательства» в проектах:

Перестройка в архитектуре ещё не закончена. Многие неправильно понимают задачи и рассматривают её только как сокращение архитектурных излишеств. Дело в принципиальном изменении направленности архитектуры и это дело надо довести до конца.
XX съезд КПСС в 1956 году поставил задачу положить конец жилищному дефициту за 20 лет. 31 июля 1957 года ЦК КПСС и Совмин СССР приняли постановление «О развитии жилищного строительства в СССР». Оно имело огромное значение, так как окончательно закрепляло сформировавшиеся к этому времени новые принципы строительства и архитектуры. Через год они были отражены в новой редакции СНиП II-В.10-58 «Жилые здания», пришедших на смену переходных СНиП II-В.10, которые действовали с 1 января 1955 года. Именно с постановления 1957 года и новой редакции СНиП начался период по-настоящему массового жилищного строительства по всей территории СССР. Планировалось только по линии государственного строительства построить 650—660 млн м² общей площади (15 млн квартир) до 1965 года.

### Прототипы массовых серий

Бескаркасный панельный дом в Санкт-Петербурге, ул. Полярников, 10. 1955 г.

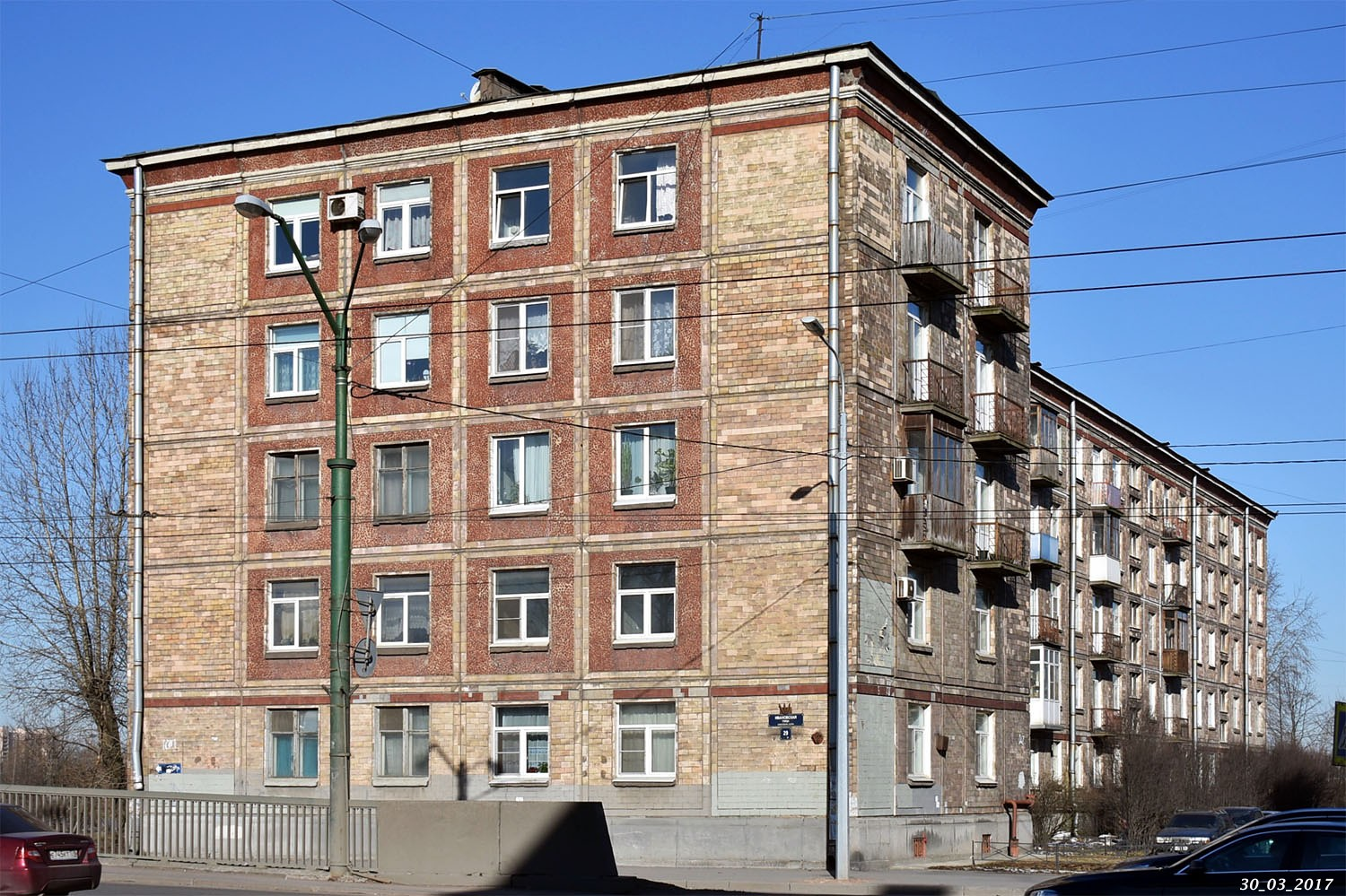
Дом в квартале № 123 Щемиловки, Санкт-Петербург. 1958 г.

#### Ленинград
Первый крупнопанельный жилой дом Ленинграда выстроен в 1955 году в Щемиловке (ул. Полярников, 10). 5-этажный 2-секционный бескаркасный дом имеет продольные несущие стены (Ленпроект, архитектор А. В. Васильев, инженер З. В. Каплунов). Наружные панели из шлакобетона размером на комнату, с вертикальными круглыми пустотами, облицованы полированными плитами из естественного гипса. Плиты перекрытий — с овальными пустотами.
В Щемиловке из аналогичных домов с высокой степенью готовности сборных элементов было выстроено два квартала (Ленпроект, архитектор Е. А. Левинсон, Д. С. Гольдгор, Г. Александров, А. В. Шприц, И. Райлян, И. Тевьян и А. Аланнэ). Были применены санитарно-технические блоки и панели с замурованными стояками инженерных систем. Панели доставлялись на стройку с фасадной облицовкой керамической плиткой. Е. А. Левинсон застраивал Щемиловку ещё в 1930-е годы, видимо, не случайно в архитектуре новых щемиловских кварталов заметна преемственность с ленинградской традицией Макет одного из кварталов демонстрировался на Международной выставке в Брюсселе.

#### Москва
В 1954—1957 годах между улицами Куусинена и Зорге в Москве выстроены жилые дома в 6—10 этажей (архитектор М. В. Посохин, А. А. Мндоянц, инженер В. П. Лагутенко) с железобетонным каркасом и крупными панелями. С точки зрения внутреннего комфорта это были ещё сталинские дома для привилегированных слоёв общества. С учётом опыта магнитогорского бескаркасного дома в 1955 году выстроили на Октябрьском Поле (ул. Маршала Бирюзова, 7) первый 7-этажный бескаркасный крупнопанельный дом с несущими поперечными стенами и плоскими беспустотными плитами перекрытий на комнату (архитектор Н. А. Остерман, Л. М. Врангель, З. Н. Нестерова, инженер Г. Ф. Кузнецов, Б. Н. Смирнов). Стыки между наружными панелями замаскированы пилястрами, что сближает их облик с традиционными зданиями тех лет. Хотя на фасадах уже заметно меньше «излишеств».
Конструкция дома на Октябрьском поле представляет собой своего рода переходный тип. По статической схеме его панели работают как каркас, так как состоят из стоек и ригелей, а основная часть панели — лишь заполнение. Сравнение указанных домов показало технико-экономическое преимущество бескаркасной конструктивной системы для зданий средней этажности.
Район близ подмосковной деревни Черёмушки на бывшем колхозном поле получил название Новые Черёмушки, а экспериментальный участок стал его 9-м кварталом. В отличие от домов в Щемиловке московские прототипы полностью разрывали связь с традиционной архитектурой. Руководителями проекта в Специальном архитектурно-конструкторском бюро (САКБ) были назначены инженер В. П. Лагутенко и молодой архитектор Н. А. Остерман, в военные годы строивший жильё для эвакуированных, а после занимавшийся восстановительным строительством. В 1956—1958 годах в квартале применены кирпичные, кирпично-блочные, крупноблочные, крупнопанельные конструкции. Особое внимание было уделено проработке всех элементов жилой среды: мебель, интерьеры, фасады, благоустройство и озеленение. Аскетичный облик новых 4-этажных домов компенсировался разными видами отделки, проработкой обрамлений входных групп и решёток балконов, установкой пергол.
Главная идея 4-этажного дома 1958 года в Новых Черёмушках по адресу ул. Гримау, 14 состояла в максимальном снижении массы здания, даже в ущерб эксплуатационным качествам и долговечности. Были применены поперечно расположенные с частым шагом несущие панели типа балка-стенка, часторебристые плиты перекрытий с отдельно монтирующимися потолочными панелями, ребристые навесные наружные панели. Лёгкие элементы позволяли возводить здание мобильными кранами грузоподъёмностью до 3 т.

#### Другие города СССР
Экспериментальное строительство 4-5-этажных крупнопанельных домов велось также в Череповце (внутренний каркас и несущие наружные стены, ребристые плиты и панели перекрытий), Донбассе (рамно-панельная система, рамные панели, ребристые плиты перекрытий) и т. д.
В 1958 году в Выксе Нижегородской области выстроен дом, в котором несущими были все поперечные стены и три продольные стены, они имели плоское сечение, а перекрытия представляли собой плиты толщиной 100 мм на комнату тоже с плоским сечением (Гипростройиндустрия, инженер В. А. Гирский, П. С. Мальцев, М. И. Васильев и другие). Такой конструктив оказался оптимальным для условий конца 1950-х годов. Он показал себя как экономичный и простой с точки зрения монтажа. Опирание плит по контуру задействовало все стены в передаче нагрузок, а небольшие габариты конструктивных ячеек позволили уменьшить толщины панелей и плит. Плоское сечение панелей и плит позволило упростить и удешевить производство.
Параллельно шло изучение зарубежного опыта крупнопанельного строительства, особенно французского. Система французского инженера Р. Камю (фр. Raymond Camus) — с поперечными несущими стенами с частым шагом — использовалась в середине 1950-х годов при реконструкции пострадавшего от войны Гавра во Франции по проекту О. Перре и стала широко известной по всему миру. В 1958 году с Камю был заключён договор на постройку заводов ЖБИ в Баку и Ташкенте, а в 1959 году район крупнопанельных домов в Гавре посетил Хрущёв.

#### Итоги экспериментального строительства
За годы экспериментального строительства было проверено множество крупнопанельных конструкций, методов производства и монтажа конструкций, в том числе, например, метод подъёма этажей. Значительным недостатком экспериментального строительства было отсутствие комплексности: архитектурно-планировочное проектирование велось в отрыве от разработки технологии производства изделий. Шагом вперёд был новый метод организации строительства силами домостроительных комбинатов (ДСК). С 1946 по 1956 годы в СССР было построено около 225 крупнопанельных зданий.
По пути индустриализации шло кирпичное строительство. Сборные железобетонные элементы заняли место в конструкциях перекрытий, фундаментов и лестниц. А вместо деревянных перегородок стали применяться гипсобетонные блоки. Кирпичные блоки по ряду причин не пришли к массовому распространению. Более перспективной технологией оказалось крупноблочное строительство. Предпринимались попытки строительства методом подъёма этажей, объёмно-блочного строительства.
В 1956 году по поручению правительства Госстрой СССР и Союз архитекторов провели конкурс на разработку типов квартир для посемейного заселения по трём темам: для I и II климатических районов, для III климатического района, для IV климатического района. Среди заказанных проектов по первой теме первую премию получил проект серии № 1 Горстройпроекта и Института жилища АСиА СССР. Серия имела хорошие технико-экономические показатели и была рассчитана на применение различных методов строительства и конструктивных схем без изменения планировок. Итоги конкурса повлияли на редакцию СНиП II-В.10-58. Серия № 1 стала отправной точкой для почти всех серий 1958—1963 годов, вошедших в историю как «хрущёвки».

## Массовое строительство

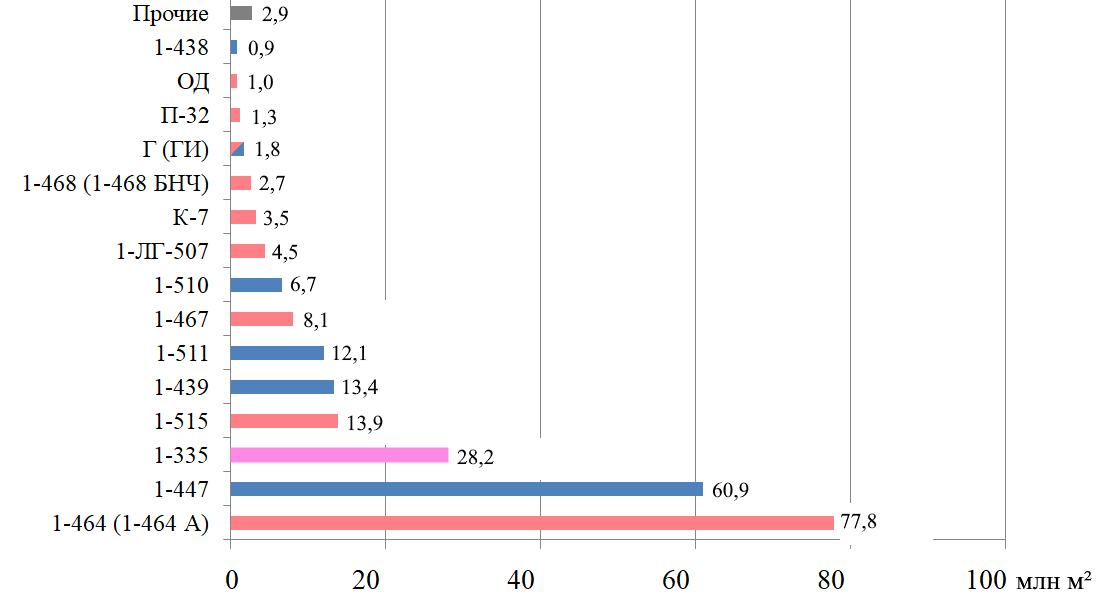
Общая площадь 4- и 5-этажных домов первых массовых серий в России.
Здания с полным и неполным каркасом
Крупнопанельные здания
Кирпичные, крупноблочные, кирпично-блочные здания Итого — 229,7 млн м². Данные на 2008 г.

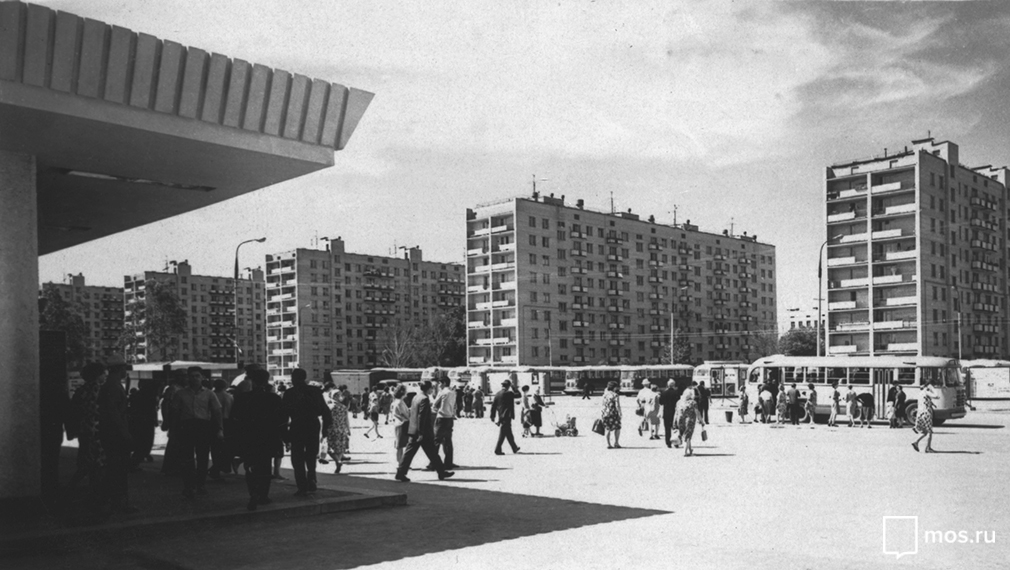
Застройка Фестивальной улицы в Москве. Дома серии II-29

В июле 1958 года постановление Совмина СССР «О расширении применения типовых проектов в строительстве» поставило задачу свести разнообразие типовых проектов к минимуму. В 1959 году семилетний план утвердил сборный железобетон в качестве основы индустриального строительства, за несколько лет было построено большинство ДСК страны.
Проект опытного дома в Выксе получил шифр 1-605а (1605) и был внедрён на десяти ДСК.

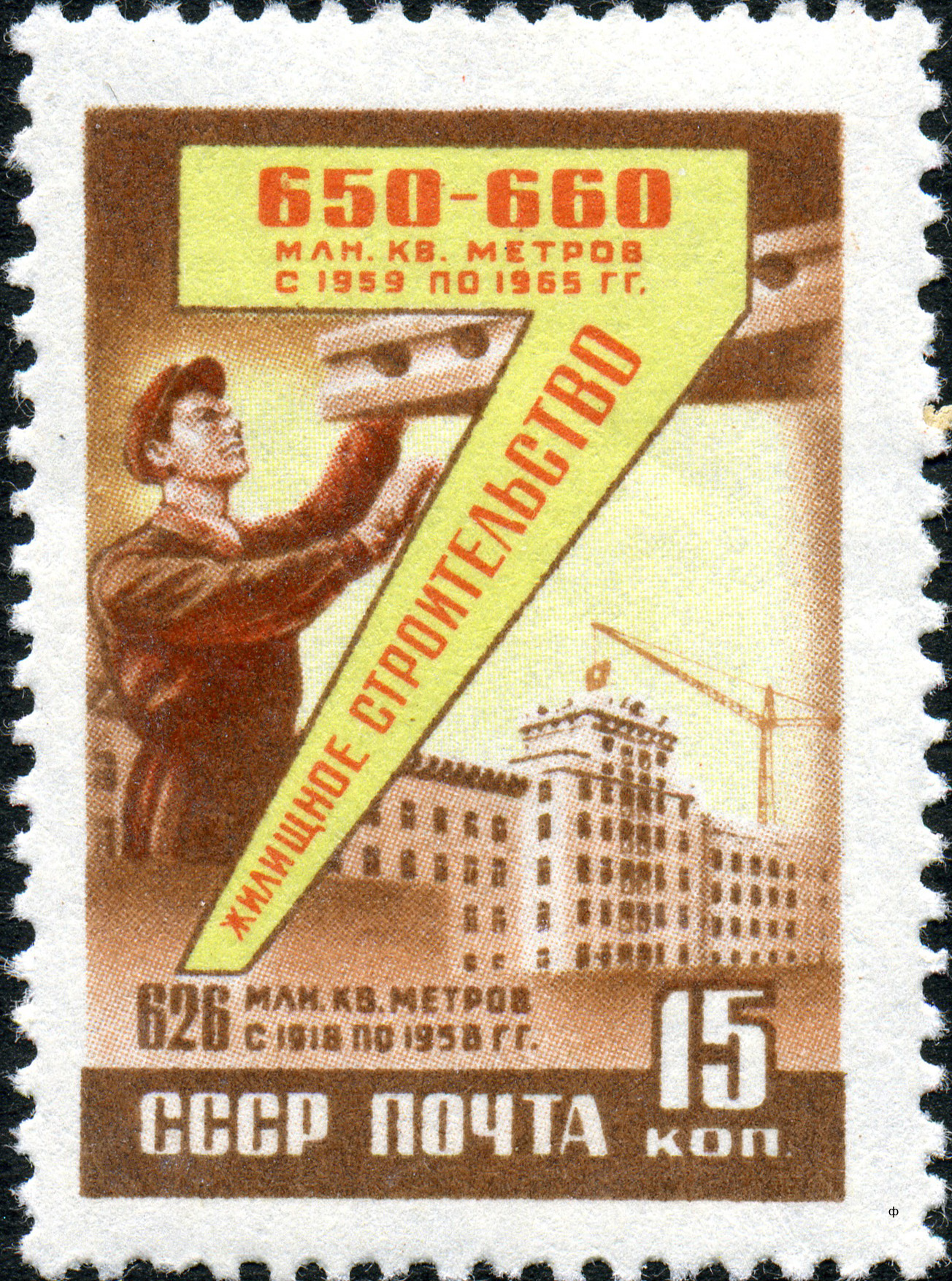
Почтовая марка СССР, посвящённая семилетке

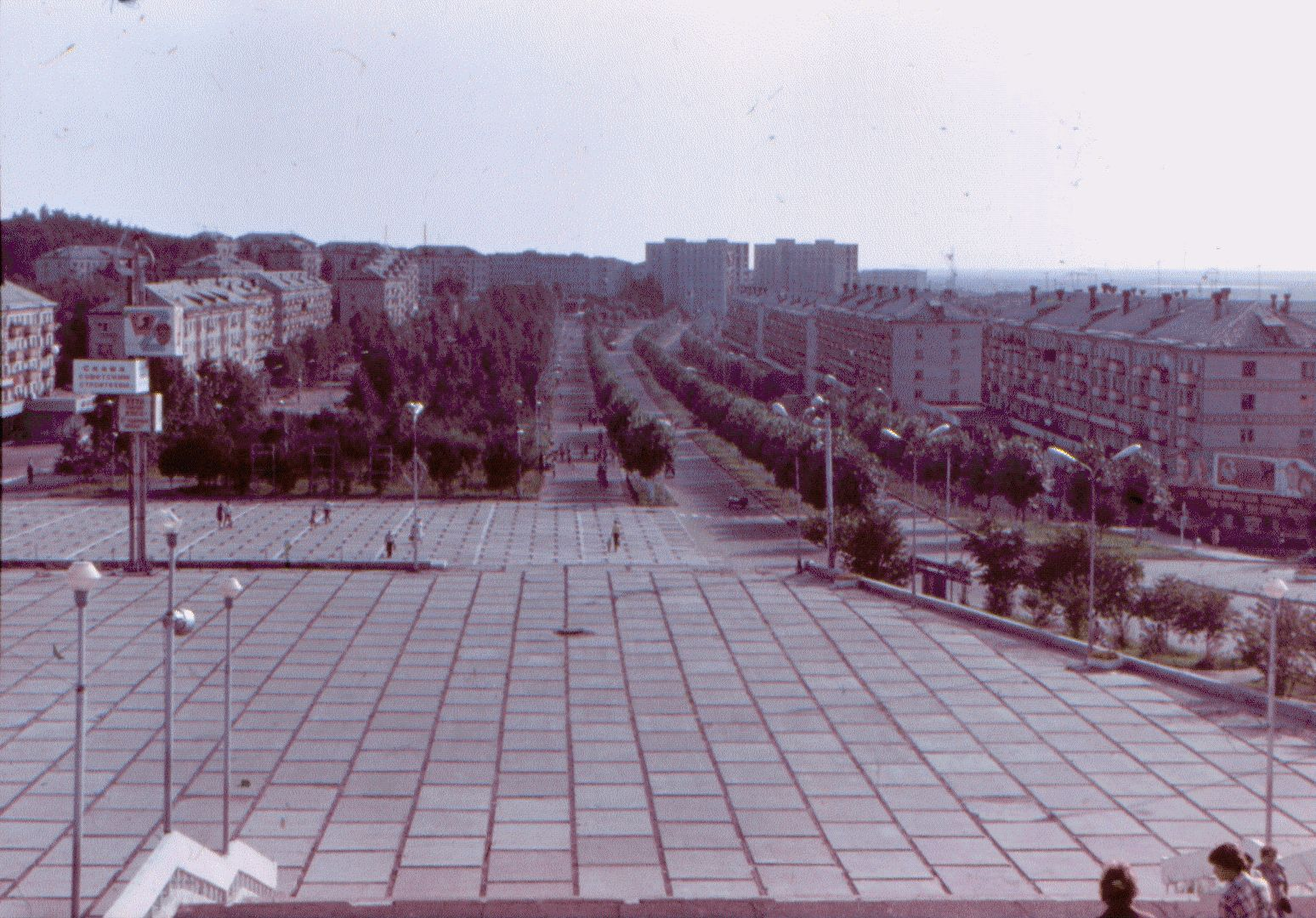
Советская кирпичная застройка в Амурске

В 1958 году проект дома в Выксе был доработан Гипростройиндустрией (архитектор Н. П. Розанов) и в том же году победил на конкурсе Госстроя СССР по составлению проектов экономичного крупнопанельного дома. На основе этого проекта появилась серия 1-464. По сравнению с домом в Выксе, уменьшился шаг поперечных осей с 3,4 и 2,65 до 3,2 и 2,6, снизилась высота этажа с 3 до 2,7 м. Строительство в разных климатических и геологических условиях показало высокую надёжность, простоту и технико-экономические преимущества 1-464. Под выпуск серии было оборудовано около 200 ДСК страны — более половины всех ДСК. Дома серии строились по всему СССР с 1958 года и с большим отрывом стали самыми распространёнными крупнопанельными «хрущёвками».
На основе экспериментального дома в Череповце, который получил шифр 1-420, Ленгорстройпроект (инженер Л. Г. Юзбашев, архитектор Б. Н. Баныкин) разработал проект с шифром 1-335. По сравнению с 1-420, доработан каркас, выбраны перекрытия, аналогичные 1-464. 1-335 и 1-464 крайне похожи друг на друга не только внешне, но и планировками. Их квартиры максимально приближены к серии № 1. Уникальное решение серии 1-335 — неполный каркас — был источником многочисленных проблем. Конструктивное решение было сложным, неудачная герметизация каркаса и наружной стены, а также мостики холода в местах опирания перекрытий, приводили к промоканиям и коррозии элементов. Из-за этого уже в начале 1960-х годов Госстрой отказался от строительства новых заводов для выпуска серии, а существующие было решено переориентировать на модификации 1-335К, 1-335А и 1-335АК с полным каркасом и ненесущими однослойными керамзитобетонными наружными панелями. Но не все заводы спешили отказываться от неполного каркаса, растягивая его производство до начала 1970-х годов. У серии 1-335 была обширная номенклатура проектов: помимо модификаций с полным каркасом разработаны варианты для жаркого климата, районов с высокой сейсмичностью и просадочными грунтами. Строившаяся с 1959 года 1-335 и её модификации стали второй по распространённости крупнопанельной серией.
Московский дом по адресу ул. Гримау, 14 положен в основу серии К-7 Мастерской № 7 Моспроекта (руководитель В. П. Лагутенко), которая была пущена в производство в 1961 году. За последующие 7 лет только в Москве было построено 64 тыс. квартир в домах К-7. Эта серия стала символом хрущёвского домостроения за счёт своей предельной монотонности. Она же подверглась самому заметному потоку критики. Хотя планировки отличались комфортом на фоне других серий (3 квартиры на этаже секции, кухни площадью почти 7 м², хорошие пропорции комнат, сквозное проветривание части квартир), серию «похоронила» её уникальная конструкция. Процесс эксплуатации выявил многочисленные недостатки, которые невозможно было преодолеть даже модернизацией. Из-за повышения расхода стали в тонкостенных элементах квадратный метр серии К-7 был слишком дорогой. Во 2-й половине 1960-х годов снята с производства, её конструктивные решения не получили развития. Ленинградским двойником К-7 была ОД.
Конструктивная схема с продольными несущими стенами из крупных панелей распространилась в столицах: 1-507 (планировочные решения взяты из дома на ул. Полярников, 10) в Ленинграде, 1-515 в Москве, 1-480 в Киеве. Её популярность объясняется схожестью решений с традиционным строительством, а также тем, что в условиях дефицита эффективных утеплителей панели делались толстыми и разумно было использовать их для передачи нагрузок.
Недостаточная развитость строительной и промышленной базы требовала компромиссов. Так, ленинградские серии Г и Ги демонстрировали возможность перехода от крупноблочной технологии к крупнопанельной без существенных изменений архитектурных решений. Другой пример — серия 1-467. В городах среднего размера с имевшейся промышленной базой строить полноценные ДСК было нецелесообразно. А изделия 1-467 имели маленькую ширину в пределах 1,2 м, которая подходила конвейерам уже существовавших заводов ЖБИ. На основе серии 1-467 были созданы проекты общественных зданий.

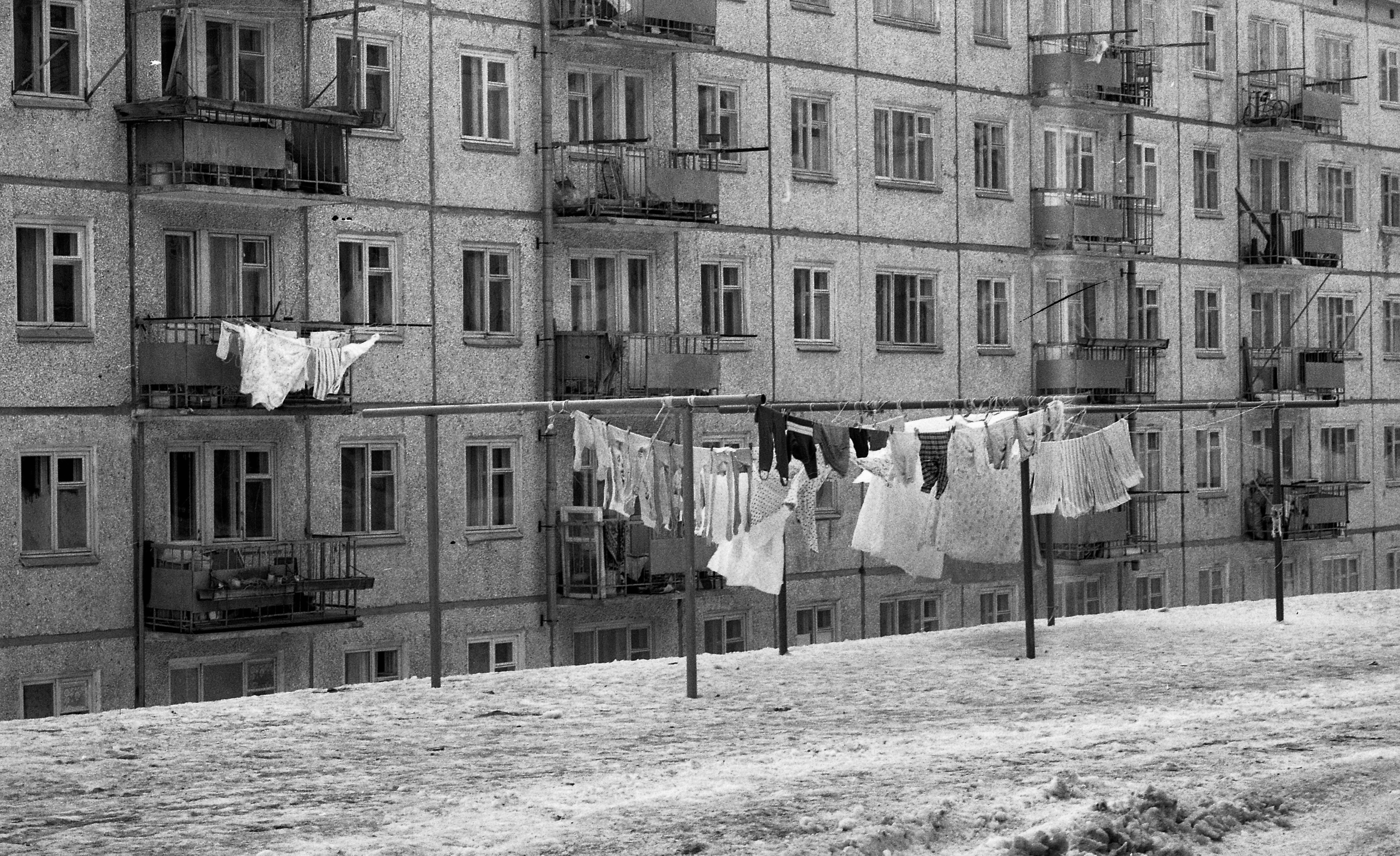
Типовой дом в Усть-Илимске

В странах Прибалтики были распространены крупноблочная серия 1-317 и кирпичные 1-316 и 1-318. Характерные серии Украины и Молдовы — 1-437, 1-438, 1-338, 1-311, 1-463, 1-480. В Казахстане строили кирпичные дома серии 1-308, в Узбекистане — кирпичные дома серии 1-310. Помимо этих серий в республиках строились дома общесоюзных серий, например, 1-464, 1-335, 1-439 и т. д.
Невозможно было на данном этапе полностью отказаться от кирпича. Даже в Москве и Ленинграде возводились целые микрорайоны из кирпичных домов столичных серий. В остальной стране монополистом кирпичного домостроения стала серия 1-447 (и её модификации 1-447С, адаптированные к СНиП II-В.10-58). В 1960-е годы это самая массовая серия в советском домостроении. Относительно хорошая теплоизоляция, возможность осуществлять перепланировки, скатные кровли удачной конструкции — эти особенности сделали 1-447 одной из лучших серий. Но массовое применение порой велось без учёта местных особенностей. Это стало причиной катастрофы в Нефтегорске, когда в результате землетрясения неадаптированные к сейсмоопасным районам дома рассыпались.
В 1963 году в стране имелось около 200 ДСК, полностью загруженных заказами. Монтажные бригады соревновались в скорости возведения конструкций, например, в Ленинграде удалось смонтировать остов дома за 5 дней. В поисках ещё более экономичных решений предлагалось использовать необычные материалы. Под руководством Б. М. Иофана был спроектирован дом с применением пластмасс в ограждающих конструкциях.
Крупнопанельная технология шла на экспорт. С небольшими изменениями советские серии строились в странах соцлагеря: во Вьетнаме, в Китае, на Кубе.

## Объёмы строительства
Пик жилищного строительства пришёлся на 1960 год. Тогда было введено 82,8 млн м² жилой площади против 41 млн м² в 1956 году. Хотя значительную долю составляли кирпичные дома серии 1-447 (даже в городах доля крупнопанельного строительства не превышала 25 % в 1963 году), процент крупнопанельного домостроения рос с каждым годом. Строительство квадратного метра крупнопанельных «хрущёвок» стоило 103—110 рублей, крупноблочных — 115 рублей, кирпичных — 122—130 рублей. Стоимость квадратного метра снизилась на 6 %, а стоимость квартиры — на 35-40 %.
По оценке урбаниста Блэра Рубла, 1957 год в СССР стал началом «возможно, самой амбициозной государственной жилищной программы в истории человечества». По объёмам строительства квартир после 1956 года СССР вышел на первое место в мире. Пресса тех лет писала, что с 1956 по 1963 года национальный жилищный фонд вырос почти в два раза — с 640 до 1184 млн м², то есть утверждалось, что за данный период в СССР было построено больше жилья, чем за предшествующие 40 лет. Жилой фонд Москвы в 1954—1963 годы пополнился на 36 млн м². При заселении домов первых массовых серий 95 % семей получали отдельную квартиру, тогда как в домах старого типа только 36 % семей заселялись в собственную квартиру, однако норма жилой площади на человека при заселении при этом не сильно изменилась и составляла в начале 1960-х годов 6,5-7 м².

## Опыт эксплуатации

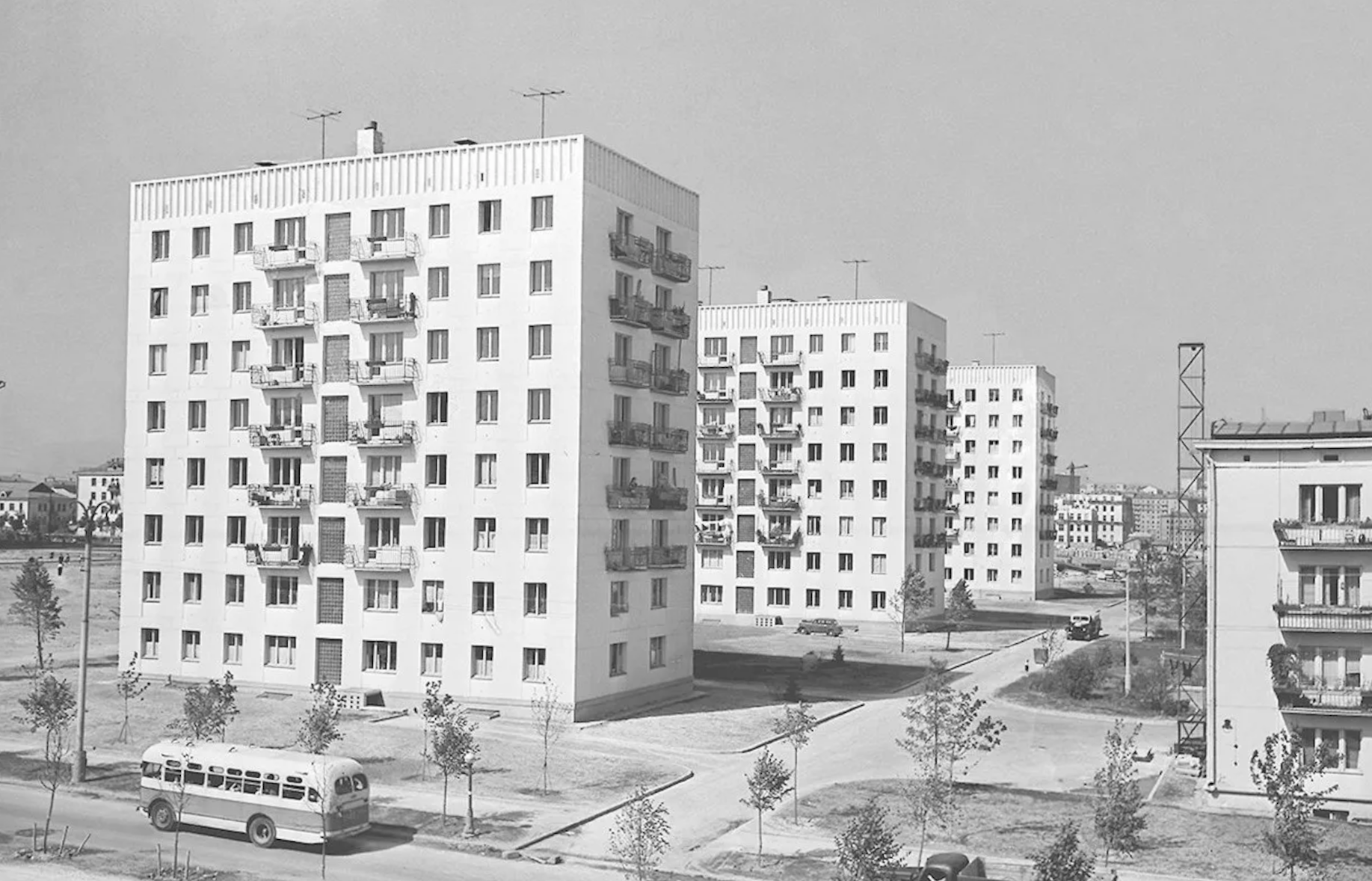
Дома разной этажности в Новых Черёмушках. Москва. 1958 г.

По оценке исследовательницы советской повседневности Н. Б. Лебиной, общество в начале хрущёвских реформ пребывало в состоянии эйфории, связанной с изменением условий жизни, а советское искусство искренне восхваляло жилищное строительство. Но наряду с восхищением стала звучать и критика. В 1959 году СССР посетил Э. Май, который в начале 1930-х годов участвовал в проектировании советских соцгородов. Э. Май оценил хрущёвское строительство как гигантскую строительную программу, для которой были предприняты «революционные меры». При этом он отмечал монотонность новых районов и отсутствие попыток оживить их хотя бы цветом. Имел место недостаточный учёт природно-климатических особенностей. В профессиональных кругах стали говорить о травматичности модернистских преобразований для исторической городской среды, а в народной культуре первые массовые серии спустя время стали предметом шуток.
В то время, как журнал «Архитектура СССР» сопровождал одну из выставок количественными показателями строительного производства, посетители выставки в книге отзывов жаловались на трудности с покупкой мебели для новых квартир. Новосёлов не устраивали проходные общие комнаты, в которых приходилось размещать спальные места, маленькие передние, затруднявшие пронос мебели, низкие потолки, недостаточная вентиляция кухонь, низкое качество строительства. Недовольство совмещёнными санузлами было характерно для семей с большим количеством человек. В коллективном письме к съезду Союза архитекторов в 1961 году высказывалось мнение, что слишком маленькие квартиры приведут в будущем к слишком большому спросу на жилищном рынке на более комфортное жильё.
Проекты включали ограниченный набор квартир. Жилая площадь одно-, двух-, и трёхкомнатных квартир отличалась в пределах всего лишь 12-13 м², что создавало неравномерную обеспеченность жилой площадью. Не были учтены потребности больших семей и одиноких. Дома для одиноких коридорного типа с общими кухнями строились, но в очень малом объёме.

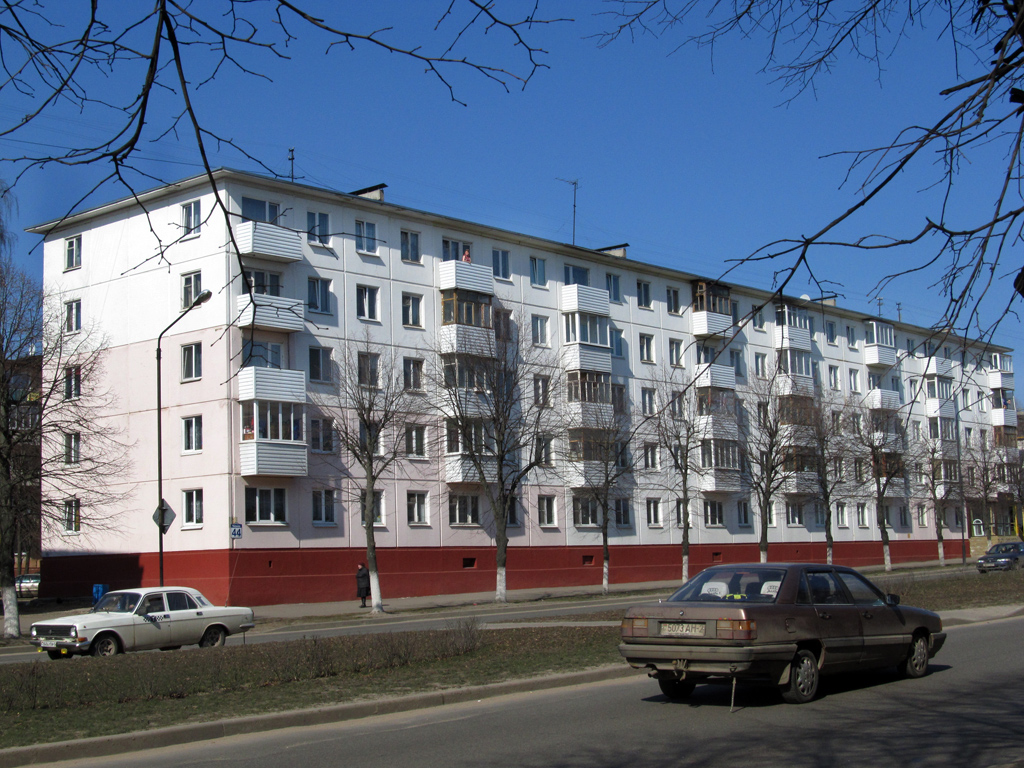
Дом 1-335 с единообразными ограждениями балконов после ремонта в Борисове (Беларусь)

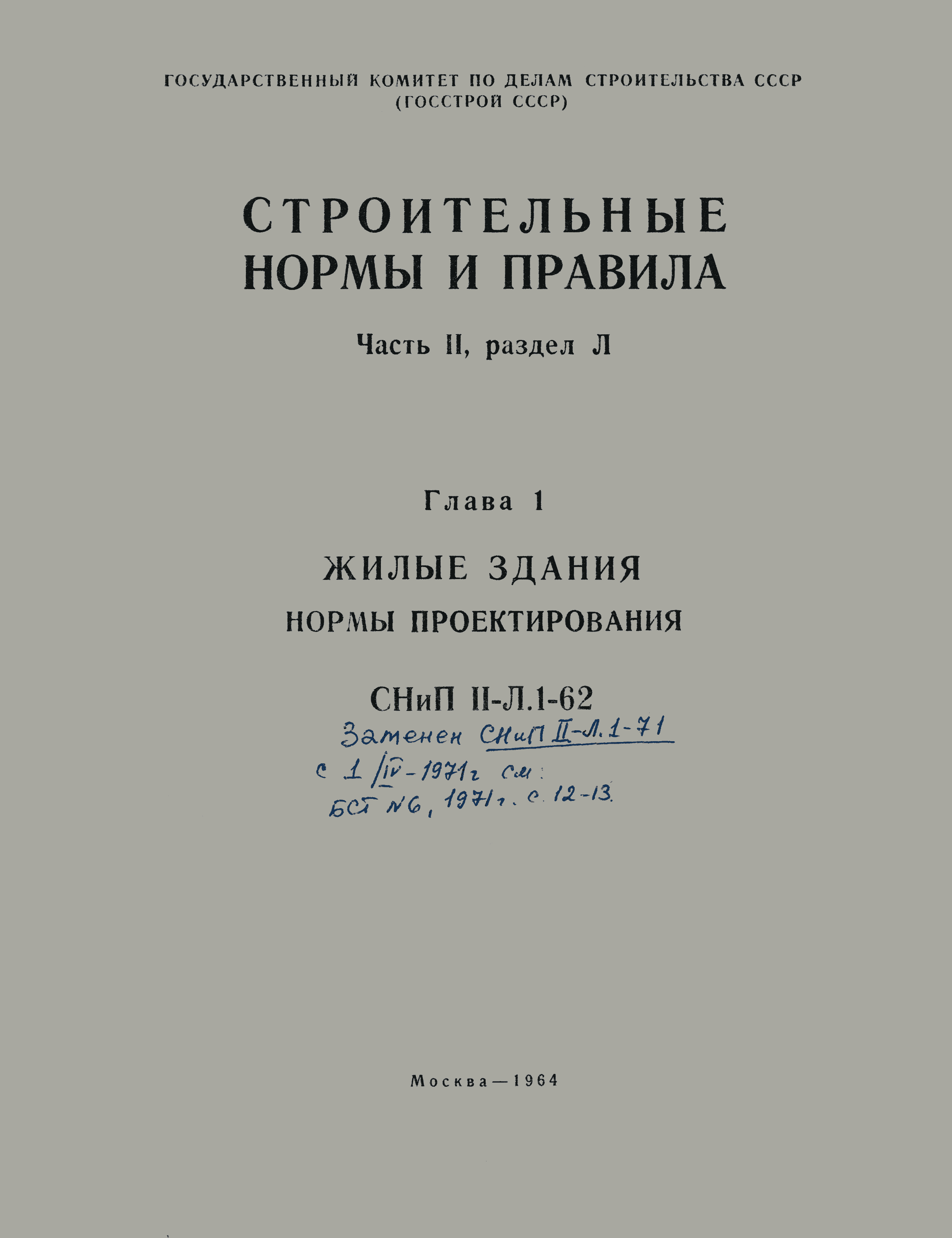
СНиП II-Л.1-62 «Жилые здания»

Выявлены недостатки конструктивных решений: протечки, промочки, появление конденсата внутри помещений из-за несовершенства стыков панелей, наличие мостиков холода в узлах, слишком большие отклонения размеров элементов, слишком тонкие наружные слои трёхслойных панелей, плохая звукоизоляция, низкая индустриальность некоторых серий, перерасход бетона на изделия нулевого цикла, влияющие на герметичность стыков температурные деформации из-за недостаточной пространственной жёсткости и применения разнотипных материалов в наружных и внутренних панелях, отсутствие эффективных средств контроля свойств смесей (в результате отдельные изделия имели сниженные показатели морозостойкости, прочности, однородности; разброс плотности по толщине однослойных керамзитобетонных стеновых панелей достигал 30 % и более; неоднородность бетона перекрытий К-7 приводила к прогибам и разрушению перекрытий).
Практика показала бесперспективность некоторых решений: виброкирпичных панелей, балок-стенок, многослойных потолков, кирпично-блочной технологии. Предметом критики была привязка домостроительного комбината к выпуску определённой серии заданным способом производства. Особенно неудачными были конструктивные решения серий 1-335, К-7 и II-35. Опыт строительства показал оптимальность конструктивной схемы с продольными и поперечными несущими стенами, схемы с поперечными несущими стенами с узким шагом.

## Переход ко второму поколению домов
В 1962 году на совещании в Моссовете Н. С. Хрущёв рассматривал планы застройки Москвы. Были приняты решения приступить к разработке серий до 12 этажей, отказаться от совмещённых санузлов, чаще применять встроенную мебель. В том же году для ряда серий Госстрой выпустил руководства по внешней отделке, которые должны были помочь преодолеть однообразие.
В 1963 году было объявлено о создании зональных проектных институтов. Это позволило повысить качество контроля за процессом унификации, а также давало проектировщикам возможность лучше учитывать региональные особенности. В следующем году вышла новая редакция норм: СНиП II-Л.1-62 «Жилые здания», которые делали робкий шаг в сторону увеличения площади квартир. Так, минимальная площадь общей комнаты увеличилась с 14 м² до 15 и 18 м² (в 2-, 3-комнатных квартирах и в 4-, 5-комнатных квартирах). Минимальная площадь кухни увеличилась с 4,5 м² до 6 м². Сокращалось количество проходных комнат, раздельные санузлы стали обязательными для больших квартир.
С выходом СНиП II-Л.1-62 начали появляться серии второго поколения, которые были не только комфортнее, но и давали возможность более гибкой и разнообразной застройки микрорайонов. Первоначально предполагалось, что средний срок действия первых массовых серий составит пять лет. Однако переход на серии второго поколения значительно затянулся из-за сложностей с переоборудованием ДСК. В 1969 году после постановления ЦК КПСС и Совмина СССР «О мерах по улучшению качества жилищно-гражданского строительства» строительство первых массовых серий стали окончательно сворачивать. В Москве эти дома возводились до 1972 года, в остальных населённых пунктах строились до конца 1970-х, отдельные серии — в 1980-е годы.

## В советской культуре
В 1959 году состоялась премьера комедийной оперетты Д. Д. Шостаковича «Москва, Черёмушки» о переезде молодой пары, их друзей и знакомых в новые квартиры. Оперетта стала популярной в СССР, на Западе и в США, вышла её экранизация «Черёмушки» Г. М. Раппапорта. С явным одобрением о «пятиэтажках» писали прозаики, например А. Н. Рыбаков в «Приключениях Кроша». В литературе звучала критика мещанства и старомодности. Зацикленность героини романа «После свадьбы» Д. А. Гранина на покупках вещей для украшательства новой квартиры начинает разрушать её семейные отношения. Борис из рассказа «Хочу быть счастливой» В. С. Чубаковой устаёт от безвкусицы и захламлённости интерьера, который создала его жена.
Поскольку стройка была типичной частью городского пейзажа, она не сходила со страниц прессы: детально описывался процесс переездов в новые квартиры, рассказывалось о буднях строителей. Публикации подавались через призму патерналистской идеологии («забота партии и правительства о простых рабочих людях»). В конце 1950-х годов с восторгом о темпах строительства сообщали иллюстрации «Крокодила», хотя там же публиковались и карикатуры на тему недоделок. Там же опубликовано стихотворение «Новые Черёмушки» драматургов В. З. Масса и М. А. Червинского, которые также работали над опереттой и фильмом. В живописи выделяются серия картин Ю. И. Пименова «Новые кварталы» и работы М. А Рогинского.
Градус одобрения снижался к началу 1960-х годов. Один из бригадиров в романе «Рассудите нас, люди» А. Д. Андреева осознал, что создаёт «клетушки» и «конурки». А после смещения Н. С. Хрущёва и осознания результатов однообразного строительства карикатуры «Крокодила» уже откровенно издевались над типовыми домами, типичным сюжетом пьес становилась ситуация, когда герой заблудился среди одинаковых домов. Авторы фельетонов высмеивали зацикленность прессы на теме новоселья, например, шутя, что космонавтку В. В. Терешкову следовало бы поздравить «С небесным новосельем!».

## Оценка

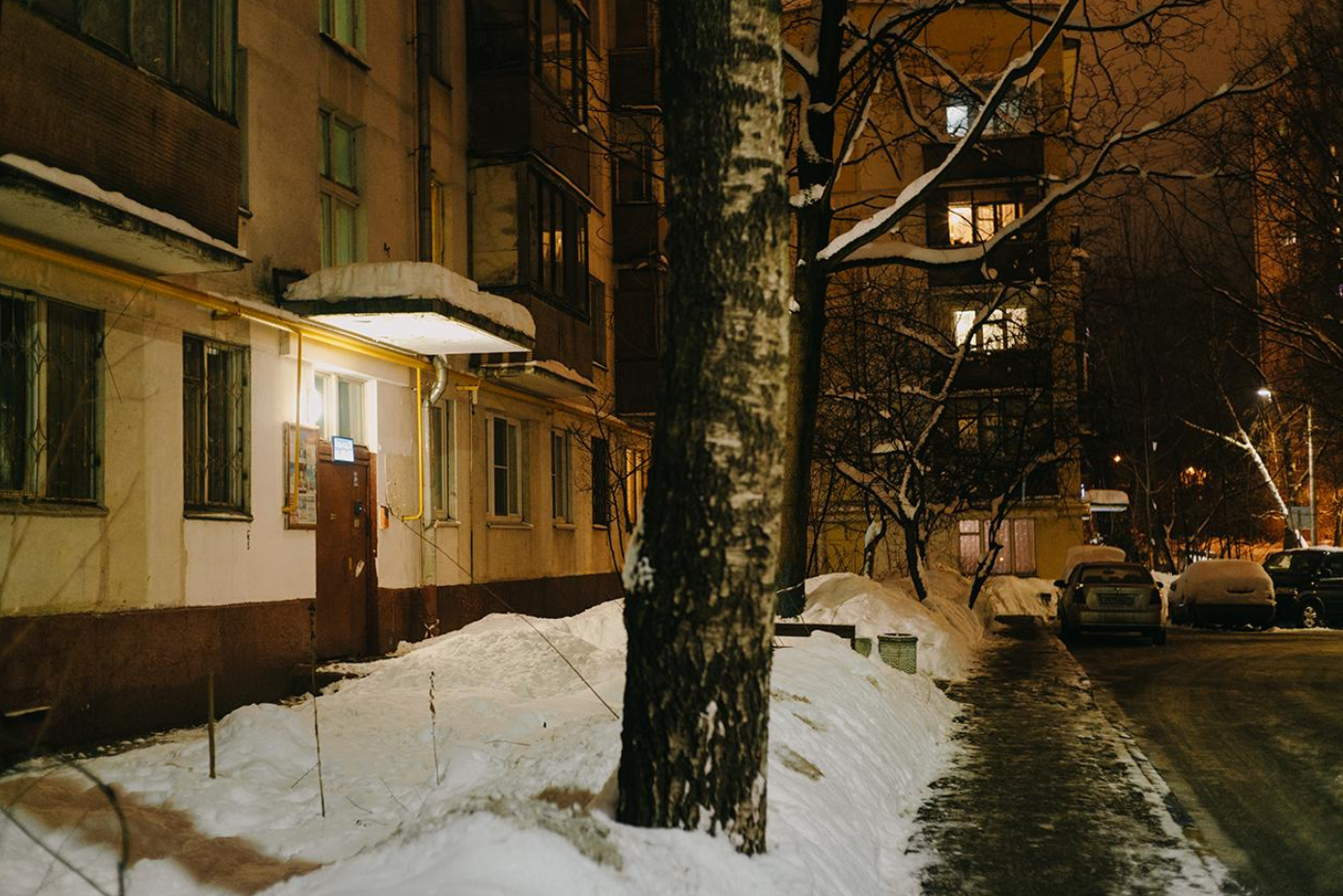
Вечерний двор дома 1-510

Новое жильё сыграло огромную роль в преодолении сталинского коммунального быта. Миллионы семей не просто переселились в новые квартиры, они переехали из коммуналок, бараков, подвалов и землянок в индивидуальное жильё с удобствами. Право на такое жильё стало диктовать совершенно новые потребности, вместе с массовым строительством расцвела потребительская культура. Однако, несмотря на большие объёмы строительства, полностью жилищный кризис так и не был преодолён ни Н. С. Хрущёвым, ни следующими руководителями страны.
Утверждается, что лауреат Притцкеровской премии архитектор О. Нимейер высказывался о хрущёвском строительстве:

Вы решили колоссальную социальную задачу с помощью этих домов. Когда я строил город Бразилиа, я мечтал, чтобы туда люди из фавел переехали. Вы эту задачу решили, а мы — нет. Да, я построил прекрасный город, в котором поселилась элита, а фавелы как были, так и остались.
Другой архитектор, удостоенный Притцкеровской премии, Р. Колхас высказывался:

Сегодня сложно найти, где простота, доступность и большие дворы сочетались бы в проекте массового жилья. Поэтому я восхищаюсь Хрущёвым и сроками, за которые всё удалось построить. Я очень терпимо отношусь к повторам как архитектурному методу… Берлин ошибся, когда после объединения уничтожил всё, что было частью коммунистической эстетики, поэтому, надеюсь, Москва не совершит ту же ошибку.
По мнению председателя Союза архитекторов России А. В. Бокова, хрущёвские районы, прежде всего, 9-й квартал Новых Черёмушек «куда человечнее, правильнее и социальнее», чем российские жилые комплексы начала XXI века. Отмечая, что типовой дом сам по себе не имеет особой ценности, историк градостроительства К. Снопек рассматривает хрущёвскую застройку как целостный объект, отмечает её дешевизну, удачный масштаб среды («качественнее, чем среда, в которой вокруг огромных дворов стоят 15-этажные „шкафы“»), высокий процент озеленения («буйство зелени, хотя вроде бы мы и не в парке»).
Историк архитектуры Д. С. Хмельницкий резюмирует:

Правительственная установка на массовое проектирование квартирного индустриального жилья потянула за собой необходимость резкого изменения принципов градостроительного и объемного проектирования, системы проектных институтов и архитектурного образования
<…>

Это был уже совсем новый, хрущёвско-брежневский город, основанный на типовых градостроительных приемах, типовом домостроении и типовых квартирах для низших слоев населения. От сталинского города, состоявшего из парадного центра с жильём для привилегированных слоев населения и барачных поселков для рабочих, он отличался принципиально. При Хрущеве в архитектуру вернулся социальный смысл, а телом города стало массовое квартирное жилье для всех. Это был революционный переворот в сознании и советского начальства, и советских архитекторов
<…>

В СССР начали поступать западные архитектурные журналы, издаваться переводные книги. Это быстро привело к восстановлению архитектурного образования…

Гораздо хуже дело обстояло с практической реализацией. Отпустив стилистические вожжи, Хрущев сохранил в полной неприкосновенности сталинскую систему организации проектирования, в которой не было места индивидуальному творчеству.
Историк советской архитектуры С. О. Хан-Магомедов, признавая, что благодаря хрущёвским преобразованиям удалось значительно улучшить жилищные условия населения и «возвратить советскую архитектуру на столбовую дорогу мирового зодчества», отмечает множество негативных последствий. Во-первых, приоритет готовых типовых решений, причём именно крупносборных конструкций, перед оригинальными отрицательно сказался на развитии архитектуры и инженерии — проектировщики отвыкли решать сложные инженерные задачи с использованием монолитного железобетона. Во-вторых, до абсурда была доведена борьба с «излишествами», которыми назывались вообще любые декоративные элементы и оригинальные композиции, в действительности же изготовляемые заводским способом декоративные элементы не могли сильно удорожить строительство. В-третьих, несмотря на некоторое смягчение в отношении к наследию советского авангарда, его наработки так и остались недоступны для широкого круга архитекторов. Хан-Магомедов писал:

В целом в архитектуре после 1955 года и в творчестве и в теории возобладал откровенный утилитаризм, что художественно обескровило нашу архитектуру на несколько десятилетий, архитектурная теория и практика пришли в упадок.

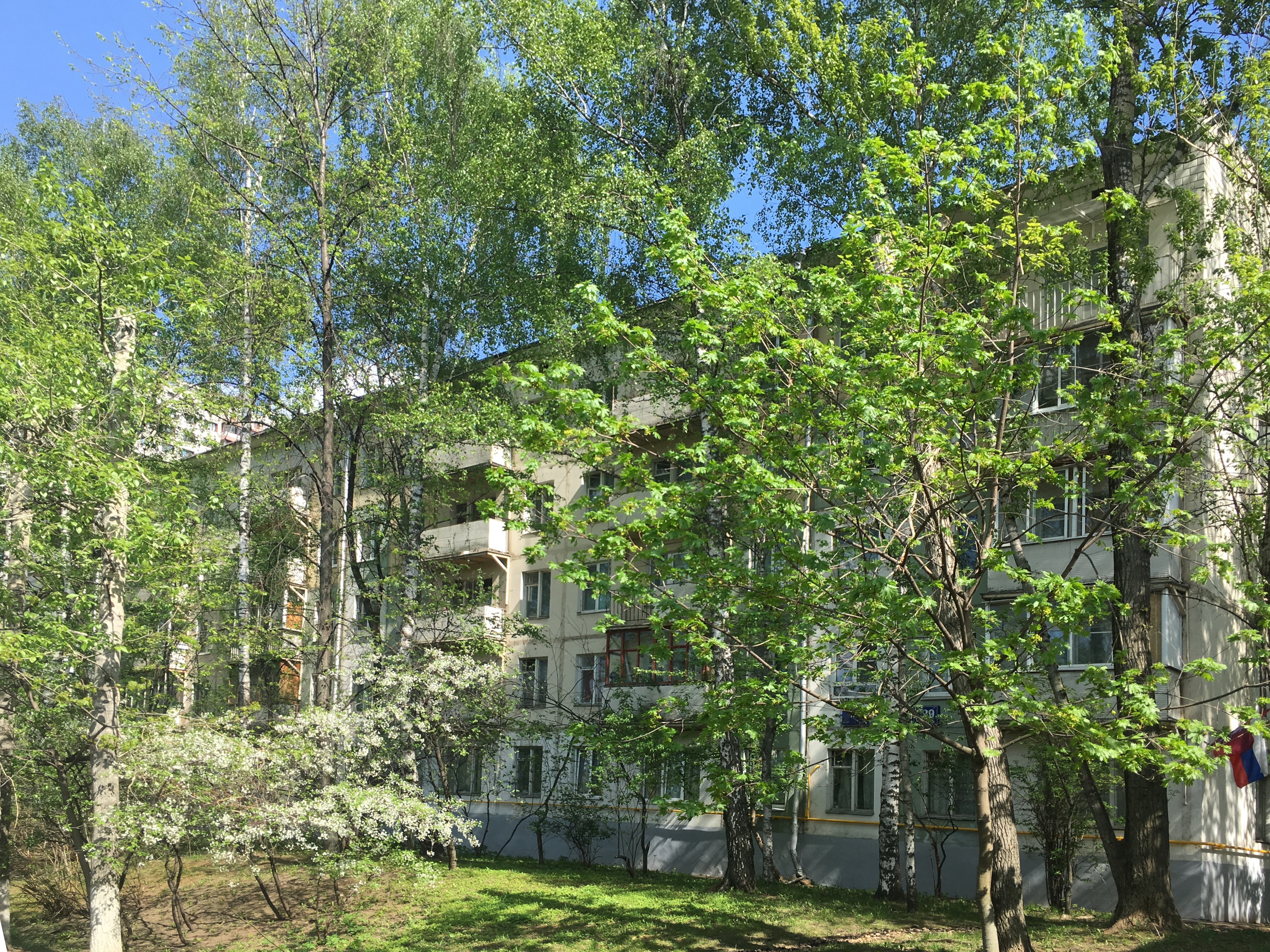
Зелёная зона перед домом 1-515/5

Кандидат архитектуры урбанист В. Э. Стадников отмечает, что именно в хрущёвском строительстве берёт начало популярность депрессивных многоэтажных микрорайонов в России:

С одной стороны, программа была очень успешной, поскольку никогда до этого в истории нашей страны в такой короткий срок (20-30 лет) не происходило столь массового переселения людей в индивидуальное жильё. В то же время это привело к чудовищным последствиям в отношении качества сформированной городской среды и, соответственно, к тяжелым социальным последствиям.
Сталинский нарком В. М. Молотов считал, что Н. С. Хрущёв «сыграл на обывателе, на мещанине»:

Домов настроили с низкими потолками, скопировали за границей у капиталистов, но те-то заинтересованы лишь бы как-нибудь впихнуть побольше рабочих!

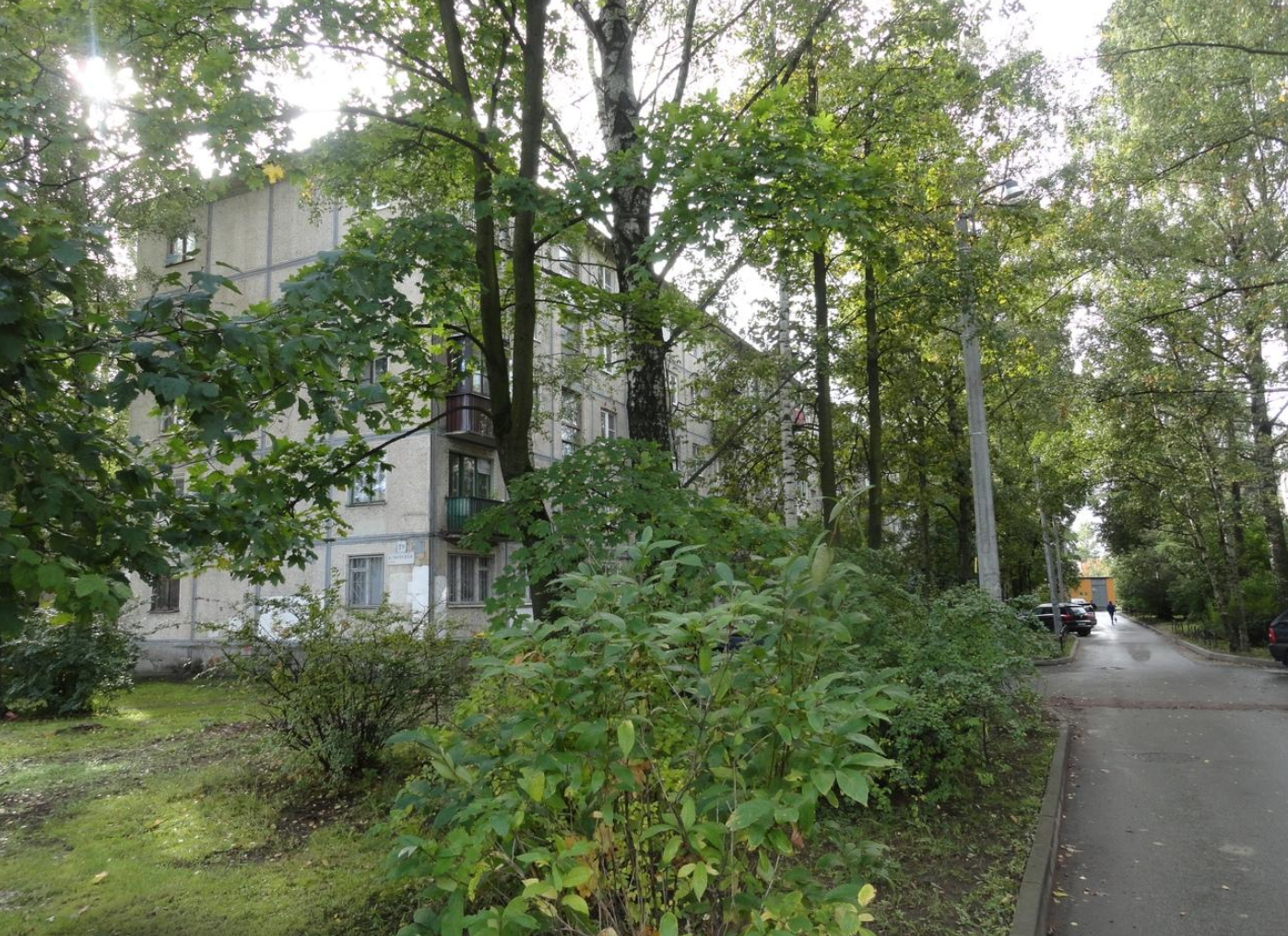
Внутриквартальный проезд домов 1-335

По замечанию исследовательницы советской повседневности Н. Б. Лебиной, посвятившей домам первого поколения книгу, они многими оцениваются как скучные и неудобные жилища, а в коллективной памяти эти здания ассоциируются только с термином «хрущёвка», в большинстве случаев несущим уничижительный окрас. Слово появилось в советский период наряду со словом «хрущоба» (от «трущобы»). В прессе и литературе они фиксируются с конца 1980-х годов, а в 1990-е годы были включены в словари как разговорные. Существует термин «первые массовые серии».

## Расположение и благоустройство

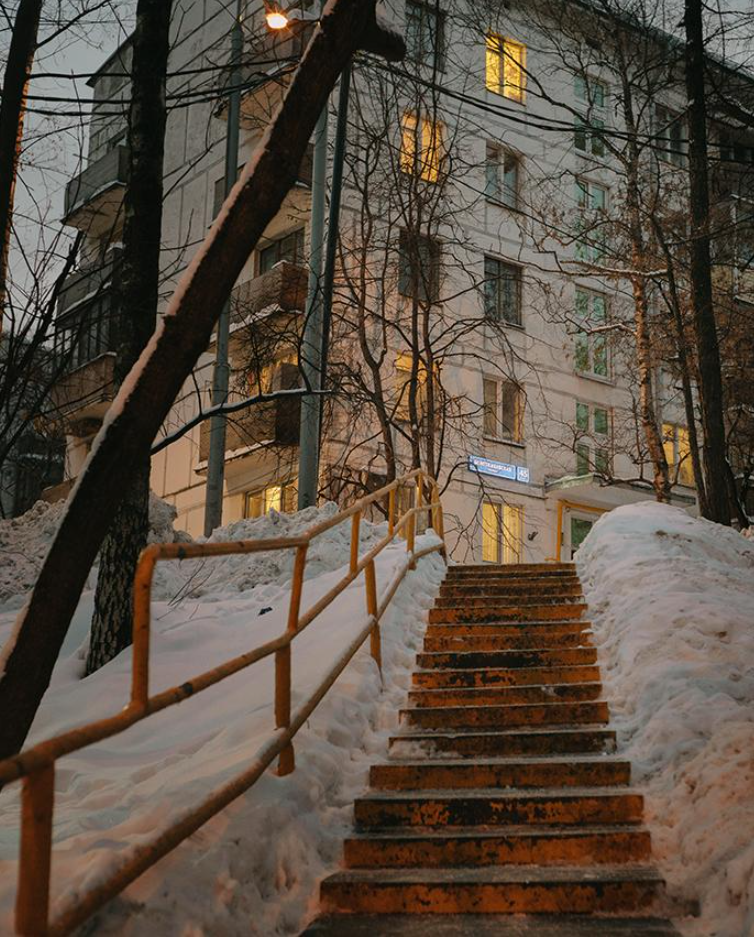
Дом 1-510 на пригорке

В домах не предусматривались деформационные швы, поэтому первичным элементом застройки становился целый дом, а не отдельная секция. Композиция застройки микрорайона формировалась из групп домов. Универсальность жилой среды функционализма заключалась в строчной застройке: дома размещались параллельно друг другу, на равном расстоянии, обычно вдоль оси север — юг, часто под углом к красным линиям. Это обеспечивало оптимальную инсоляцию, достаточное количество свободного пространства и зелени, экономичность застройки и её удобство с точки зрения передвижения кранов. Планировка микрорайона и подбор типов секций осуществлялись таким образом, чтобы каждая квартира получала одинаково хорошую инсоляцию, а во дворах обеспечивалась наилучшая аэрация. Нормы предписывали увеличение площади озеленения на человека. Пространство дворов стало открытым пространству города, исчезли характерные для сталинской застройки дворовые ворота и ограды. Минус новой планировки заключался в монотонности. Более удачными были микрорайоны с чётким разделением на группы зданий (Агенскалнские Сосны в Риге с противопоставлением 5- и 6-этажных домов 1-этажным общественным зданиям), с использованием преимуществ природных ландшафтов (Академгородок в Новосибирске, где пространство микрорайонов встроено в лесные массивы; 9-этажные «башни» серии Г, расставленные вокруг прудов Воронцовского сквера в Ленинграде).
На момент строительства микрорайоны зачастую располагались на периферии города, вблизи природных ландшафтов, которые использовались для популярного в 1960-е годы любительского лыжного спорта. Во дворах предусматривались детские площадки, элементарные спортивные площадки, парковочные места.
Проблемой новых микрорайонов были строительный мусор, грязь и необустроенность проездов и тротуаров, трудности с транспортом, нехватка кооперативных гаражей. Насильственным переселением были недовольны те, кто переезжая из частных домов с большими участками, лишался прибыльного приусадебного хозяйства. Жители жаловались на неразвитость инфраструктуры: отсутствие прачечных, магазинов, парикмахерских и т. д.. Более высоким уровнем благоустройства отличались микрорайоны Москвы, Ленинграда, Киева, Риги, Вильнюса.
Из-за небольших размеров жилой площади, досуг жителей переносился во дворы. Пропагандировалось участие жителей в субботниках по уборке лестничных клеток и дворов, участие в озеленении и благоустройстве дворов. Историк К. Варга-Харрис пишет, что жители и сами проявляли инициативу по участию в этой общественной жизни. Историк В. Н. Горлов отмечает противоречивое влияние массового строительства на общественную жизнь 1950—1960-х годов. Переезд в квартиры с централизованным отоплением, водопроводом и канализацией освобождал нерабочее время человека от бытовых забот. С другой стороны, существенно возросли затраты времени на поездки из-за маятниковой миграции, неразвитости инфраструктуры и мест досуга. Предположения градостроителей, что в микрорайонах сложатся такие же соседские сообщества, как во дворах «коммуналок», не подтвердились.
Районы домов первого поколения до сих пор остаются одними из наиболее озеленённых локаций города. Немногочисленные переулки и проезды соединены паутиной тропинок. Все асфальтобетонные участки забиты припаркованными машинами. На перекрёстках — ларьки и небольшие магазины. Районы хрущёвской застройки давно «вросли» в пространство города и имеют сложившуюся инфраструктуру.

## Конструктивные и архитектурные решения

### Объёмно-пространственная композиция
Дома первого поколения отличаются предельной простотой объёмно-пространственной композиции. Обычно — это 4-секционный 5-этажный прямоугольный в плане объём с небольшим количеством выступающих элементов на фасаде. Существовали дома с 2-9 надземными этажами. Пониженная этажность характерна для сельской местности. В Риге, Таллине и городах Украины строились двух- и трёхсекционные дома. На первом этаже могут быть встроенные общественные помещения. Дома для малосемейных и дома гостиничного типа имели коридорную или коридорно-секционную планировку.

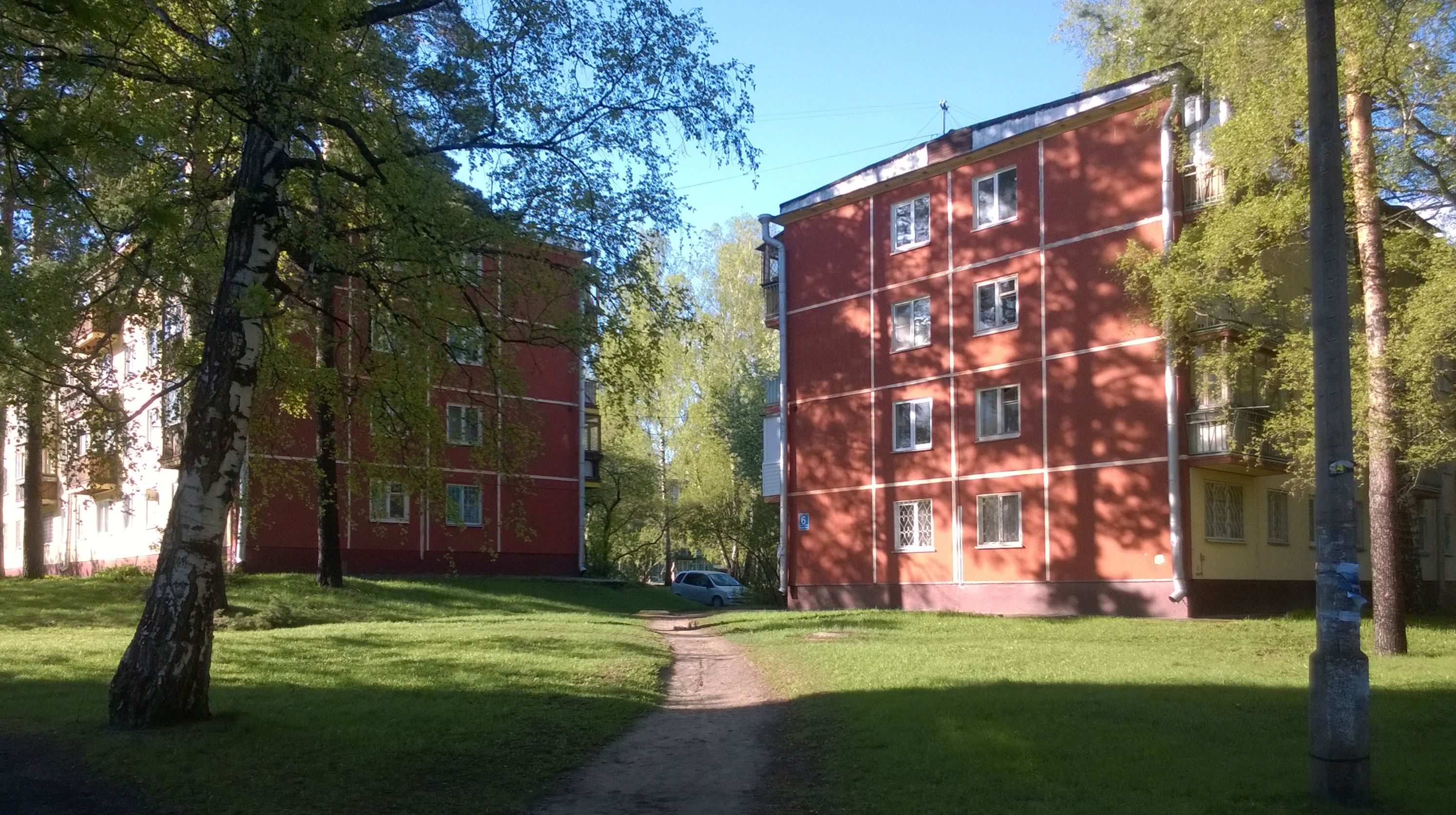
4-этажные дома в Академгородке. Новосибирск

Структуру плана секционного дома задаёт лестничная клетка. Лестница — двухмаршевая. На первый этаж ведёт один укороченный марш, так как отметка первого этажа значительно поднята над уровнем земли, за счёт чего в стенах подвального этажа размещены продухи. На этаже секции вокруг лестничной клетки сгруппировано от 2 до 4 квартир (чаще 4, двухквартирные секции проектировались для южных республик). Двери квартир находятся на лестничных площадках или примыкающих к ним коридорах. Мокрые зоны квартиры размещены смежно, присоединены к общим стоякам. Состав квартиры: жилые комнаты, кухня, передняя (прихожая), санузел, встроенные шкафы (кладовые), балкон или лоджия. Все жилые комнаты, кухни и лестничные клетки имеют естественное освещение. В «башнях» серии Г лестничные клетки расположены в центре плана и освещаются верхним светом. В зданиях выше 5 этажей на лестничной клетке размещён лифт. В некоторых домах имеется фрамужное окно между санузлом и кухней. Состав типов квартир в секции зависел от расположения дома: в домах с широтным расположением часть квартир имела двухстороннюю ориентацию. Площадь подсобных помещений квартиры — 12-13 м². Квартиры имели от одной до пяти жилых комнат.
Высота потолков по СНиП II-В.10-58 — не менее 2,5 м. Французские, шведские, финские проекты имели аналогичную высоту, а в целом по Европе высота потолков типовых домов варьировалась от 2,25 до 2,8 м. Снижение высоты обосновывалось тем, что в квартирах с посемейным заселением требования к воздухообмену ниже, чем в коммунальном жилье. Кубатура воздуха на человека в первых массовых сериях не становилась ниже, чем в квартирах старого типа с высотой потолков 3 м.

### Планировочные решения квартир
Для серии № 1 и серий на её основе характерны общая комната как проходная к спальне, вход в совмещённый санузел из передней, вход в кухню через альков (открытый шлюз или выступ) комнаты, гардеробные или кладовые в глубине спальни. Решение с альковом предложено в 1940-е годы В. А. Весниным и стало известно как «веснинский приём». Он обосновывался тем, что позволял увеличить жилую площадь и давал возможность хозяйке видеть из кухни, что происходит в комнате.

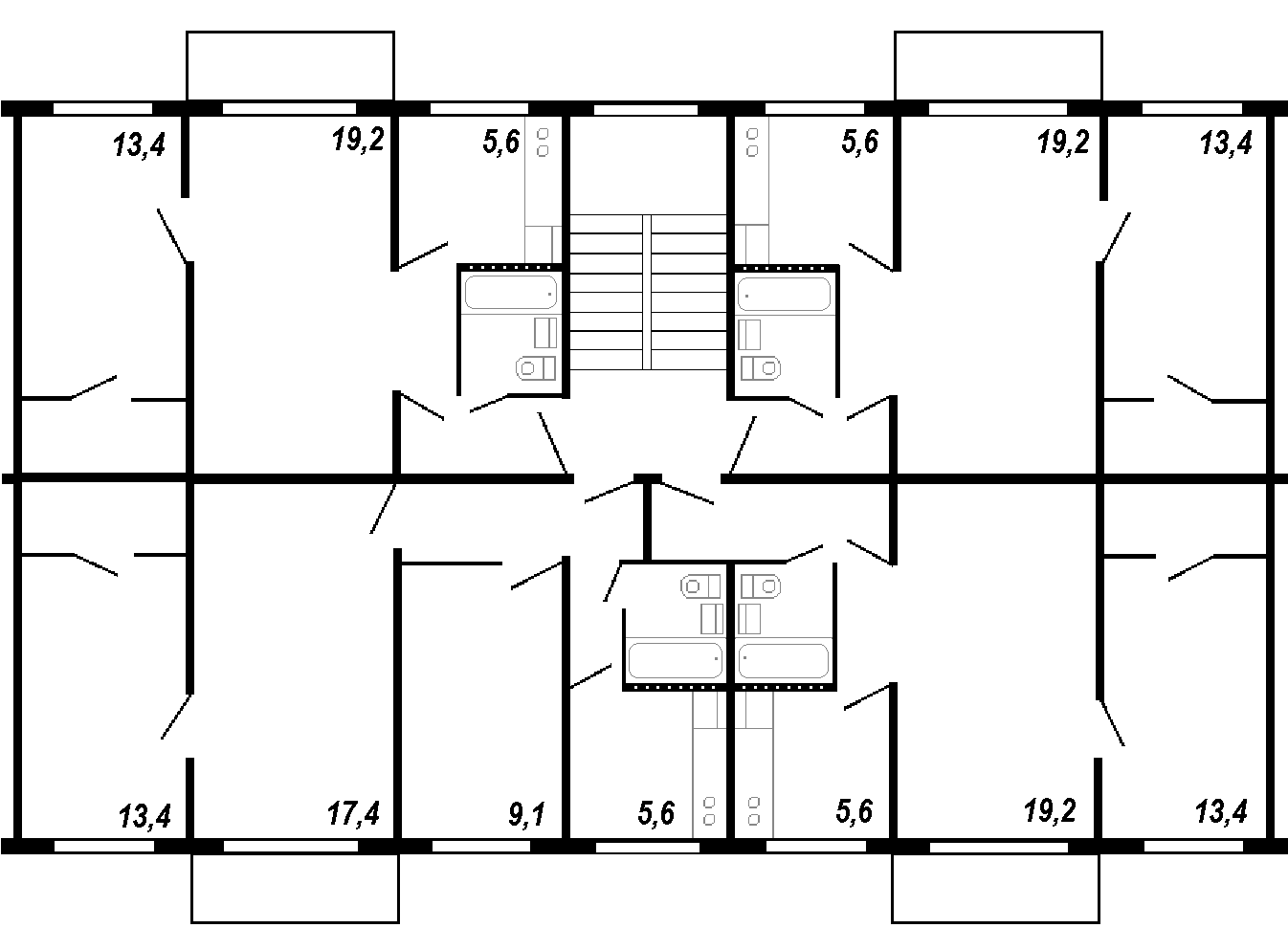
Секция 2-2-2-3 меридиональной ориентации серии 1-464

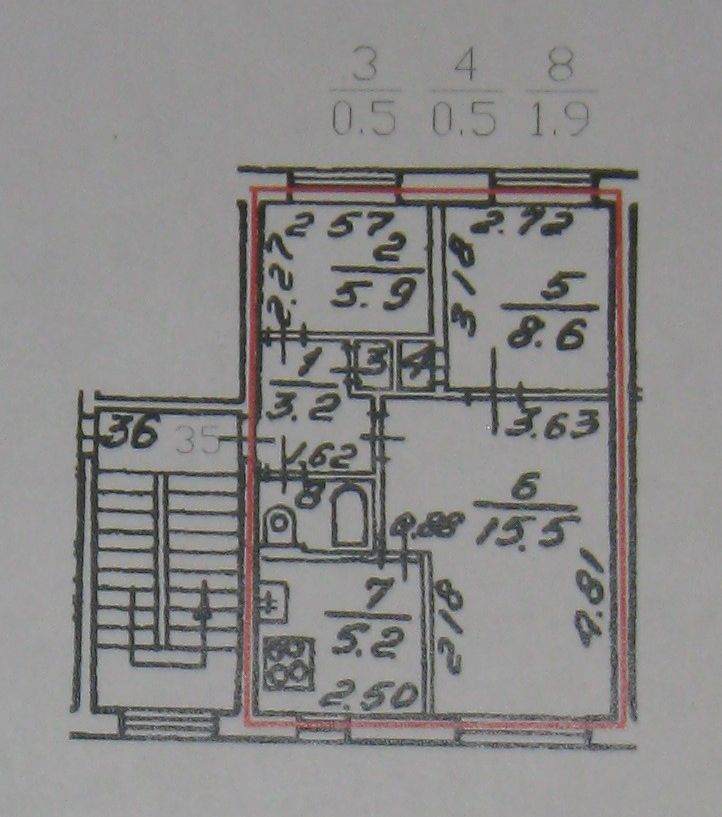
3-комнатная квартира серии Ги

Площадь кухни в секционных домах — от 4,6 до 7,9 м². Малогабаритные кухни сформировались под влиянием опыта конструктивизма, европейской практики, оптимистичных ожиданий от развития общественного питания и продажи полуфабрикатов. При этом на одну хозяйку в среднем приходилось больше площади кухни, чем в сталинских «коммуналках». В 1960-е годы начали распространяться холодильники. В некоторых кирпичных сериях имеются подоконные холодные стенные шкафы. Кухни также используются как кухни-столовые.
Санузлы в секционных домах предусматривались как раздельные (из двух помещений — туалет с унитазом, ванная комната с раковиной и ванной), так и совмещённые (одно помещение с унитазом, раковиной, ванной). В домах для малосемейных и домах гостиничного типа — одно помещение с унитазом (или с унитазом и душем) и входом из передней. Особенность домов 1-507 — «ленинградский скос» перегородки туалета, расширявший переднюю.
В жарком климате применялись лоджии и увеличенные балконы, например, вариант 1-335 с балконами 1,9×3 м, закрытых с торцов.
Площадь спальни — 8-13 м², в многокомнатных квартирах имеются спальни от 6 м², используемые как детские. Распространение индивидуальных непроходных спален поспособствовало интимизации сна, секса, ухода за собой. В спальнях 1960-х годов располагались компактные кровати и диваны-кровати, туалетные столики с зеркалами. Другая жилая комната — так называемая общая комната, обычно проходная к кухне и спальне. В ней располагали ещё одно место для сна, потому что при распределении квартир использовалась формула:

где:

{\displaystyle N} — количество комнат;
{\displaystyle n} — количество жильцов квартиры.
В условиях нехватки мест культурного отдыха жители новостроек приглашали гостей к себе домой для проведения досуга в общих комнатах. Таким образом, они сочетали в себе функции гостиной, столовой, спальни, комнаты для занятий.
Секция 1-464 состоит из четырёх «веснинских» квартир, в которых общая комната является проходной как к спальне, так и к кухне (кроме трёхкомнатных квартир). После 1961 года появилась модификация 1-464 с обособленным проходом на кухню. Площадь помещений двухкомнатной квартиры 1-464 1958 года: кухня — 5,6 м², общая комната — 19,2 м², спальня — 13,4 м². Шаг поперечных стен: 2,6 и 3,2 м. Планировочное решение 1-335 аналогично 1-464. С 1961 года появлялись модификации с трёхквартирными секциями.

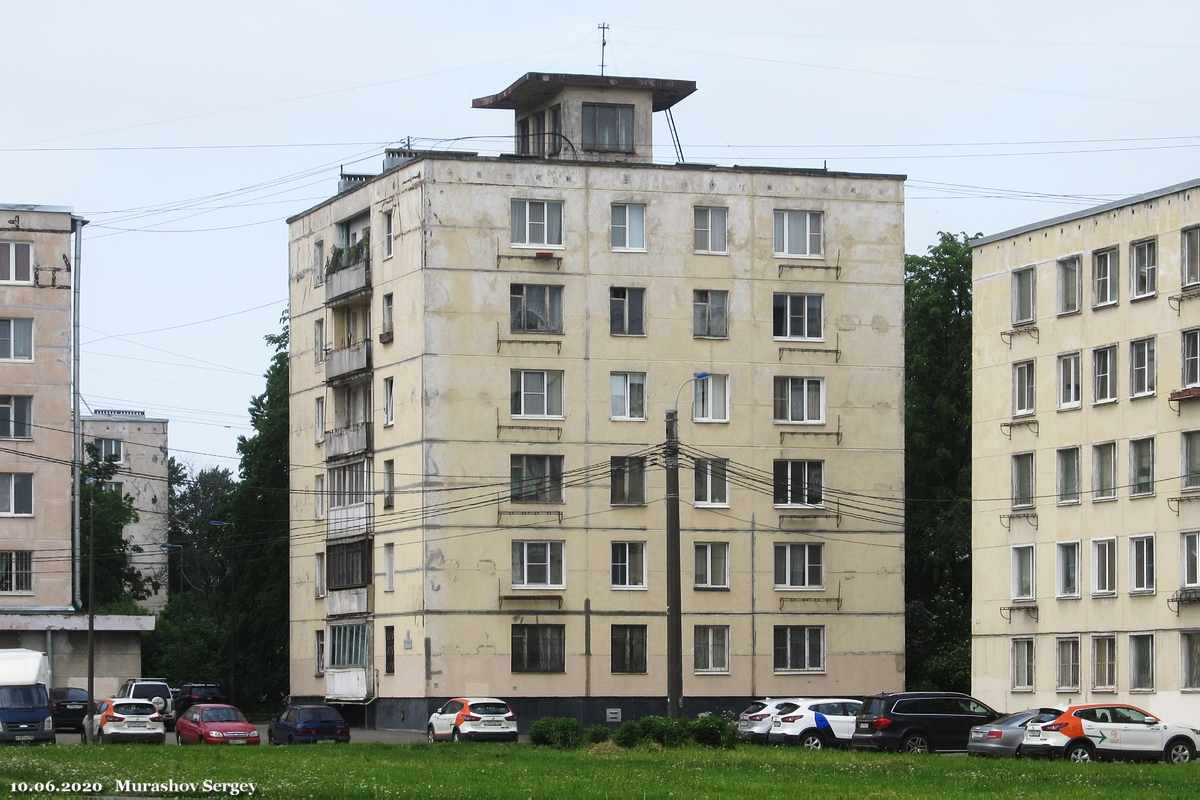
6-этажный проект Г-4п в Санкт-Петербурге

### Материалы и конструктивные решения
Для первых массовых серий характерно большое разнообразие конструктивных решений. Именно к поискам оптимального конструктива сводилось развитие домостроения на этом этапе.
Одной из наиболее перспективных была крупнопанельная конструктивная система. Имелись серии с тремя продольными несущими стенами (1-463, 1-465, 1-480, 1-507, 1-515, 1Р-303, ТКБ-3/4), с двумя продольными несущими стенами и внутренним каркасом (1-335), с продольными и поперечными несущими стенами (1-464, 1-466, 1МГ-300, 1-605а), с поперечными несущими стенами с широким шагом (Ги, 1-467, 1-468), с поперечными несущими стенами с узким шагом (II-07, II-32, II-35). Уникальное решение имели серии К-7 и ОД: расставленные с узким шагом поперечные несущие стены состояли из панелей рамной конструкции с полками и стойками, внутри которых — тонкая стенка (балки-стенки), нагрузка от перекрытий передавалась через полки на стойки по краям панелей — своеобразное сочетание каркасной и несущей стеновой систем. Имелись модификации с полным каркасом без несущих стен (1-335А, 1-335К, 1-335АК).
В условиях, когда промышленность ещё только начинала осваивать крупнопанельную технологию, получили распространение крупноблочная и кирпичная / кирпично-блочная конструктивные системы, чаще всего с тремя продольными несущими стенами (1-308, 1-310, 1-311, 1-316, 1-317, 1-318, 1-338, 1-434, 1-437, 1-438, 1-439, 1-447, 1-480, 1-510, 1-511, 1-528, II-29, II-34), существовали дома с поперечными несущими стенами с широким шагом (II-18/9, Г). Экспериментальным объёмно-блочным методом построены дома серии II-38.
Фундаменты из бетонных и железобетонных блоков, подвальные стены из панелей и блоков. Для слабых грунтов разработаны варианты свайных фундаментов.

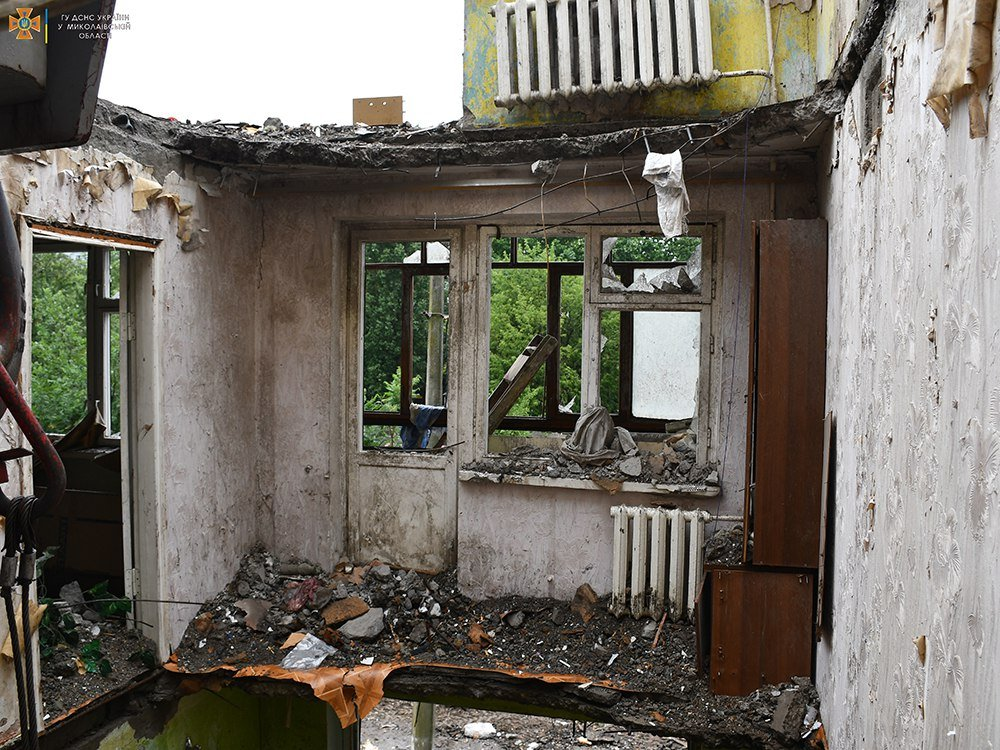
Последствия российского обстрела в Украине. Видна конструкция беспустотной плиты перекрытия, армированной одной сеткой. Толщина плиты благодаря опиранию по всем сторонам и небольшим габаритам достигает всего лишь 100 мм

Панели наружных стен: ребристые, утеплённые со стороны помещения пеностеклом (К-7) или пенобетоном (1-335); однослойные (II-07, 1МГ-300, ТКБ-3/4, 1-335, 1-465, 1-463, 1-480, 1-464, 1-468, 1-515) из керамзитобетона, газозолобетона, перлитобетона, шлакобетона, ячеистого бетона; двухслойные с внутренним слоем из керамзитобетона (1-480); виброкирпичные (II-32/в, II-07); трёхслойные с тонкими слоями железобетона, соединёнными рёбрами, внутренний слой — минеральная вата или лёгкие бетоны (1-464, 1-605а, 1-467); часторебристые железобетонные панели-«вафли» с минераловатным утеплителем (II-32, II-35). Несущие панели внутренних стен железобетонные. Определённые ограничения на скорость производства и вариативность размеров и форм панелей накладывал способ производства в кассетных формах.
Колонны зданий с каркасом сборные железобетонные на один этаж. Отличие серии 1-335 от 1-420 — в добавленных поперечных ригелях прямоугольного сечения, воспринимающих и передающих нагрузку от перекрытий на колонны и несущие панели наружных стен.
Перекрытия сборные железобетонные: плоские сплошные размером на комнату толщиной 80-100 мм (1-335, 1-464); часторебристые с подшивным потолком (К-7); шатровые с рёбрами по контуру вниз размером на комнату (1-463, 1-465, 1-480, 1-507); многопустотные (ТКБ-3/4, 1-467, 1-468, Ги, II-18/9).
Наиболее частое решение горизонтального стыка наружных панелей: с уступом внутренних слоёв. Вертикальные стыки заполнялись раствором и конопатились просмолённой паклей, но вместо такого негерметичного решения вскоре начали применять прокладки из пороизола и найрита, снаружи — фасадные герметики, мастики.
Санитарно-технические кабины выполнялись как из железобетона, так и из металлокаркаса с обшивкой асбестоцементными листами. Санитарно-технические блоки сборные железобетонные. Марши и лестничные площадки сборные железобетонные с готовой отделкой. Косоуры и наборные ступени применялись во входах в подвалы.
В крупноблочном строительстве применялись блоки из шлакобетона, ячеистого бетона. Наружные стены возводились из подоконных, простеночных и перемычечных блоков. В кирпичных домах отдавали предпочтение силикатному кирпичу, как более дешёвому, чем керамический. Применялся как пустотелый, так и полнотелый кирпич, в том числе с заполнением внутренних полостей стен лёгким бетоном. Перегородки возводились из тонких гипсобетонных, гипсоопилочных, гипсошлаковых, железобетонных и виброкирпичных панелей, гипсобетонных блоков. Конструкция из двух перегородок толщиной 80 мм с промежутком в 40 мм использовалась между квартирами. Локально применялись каркасные перегородки.

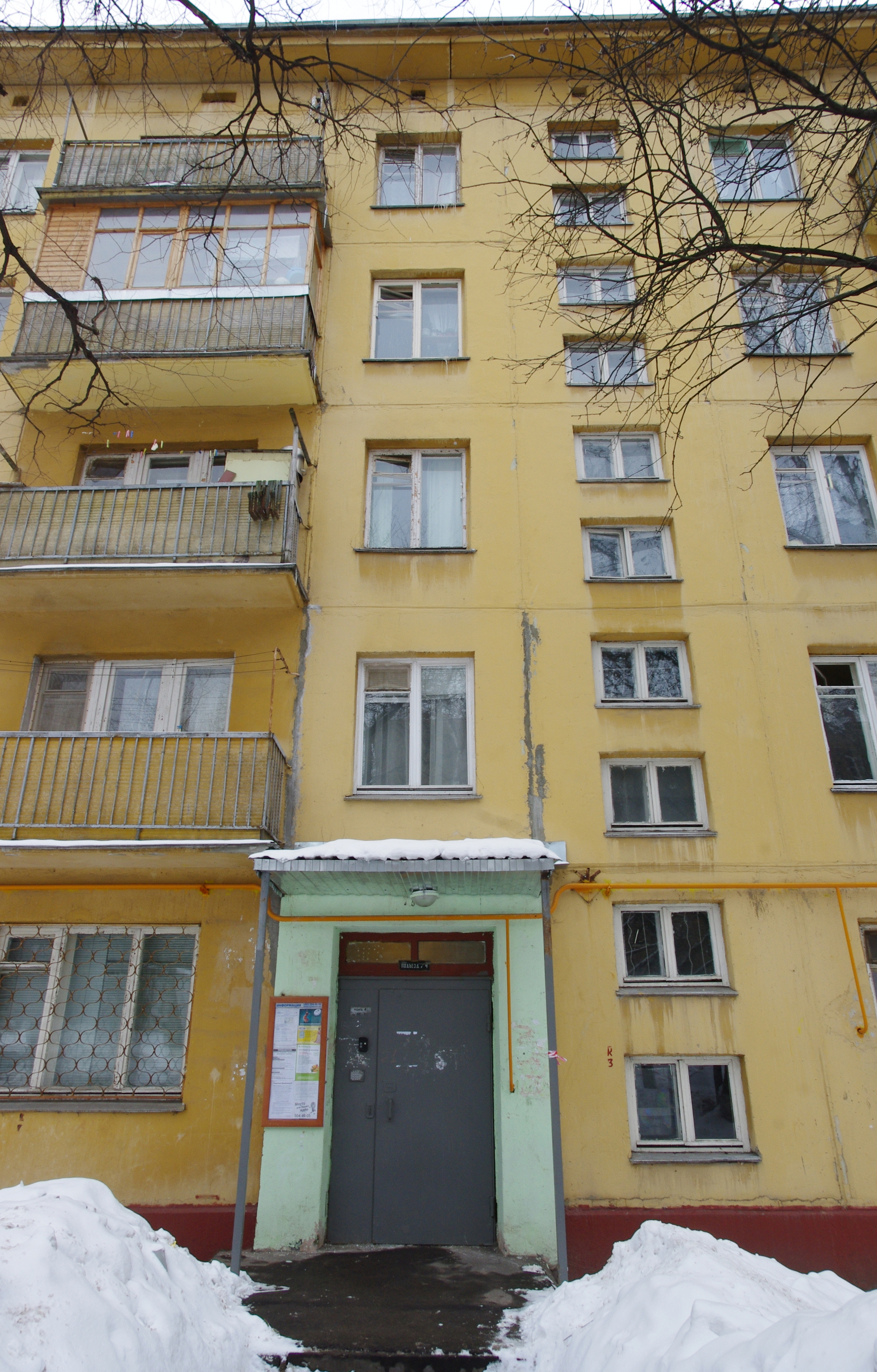
Вариант дома 1-515 со смещённым входом

В кирпичных и некоторых ранних крупнопанельных домах кровли скатные с деревянными стропильными системами. В дальнейшем стали применяться железобетонные элементы скатных покрытий и затем плоские совмещённые покрытия (как вентилируемые, так и невентилируемые) с организованным и неорганизованным водостоком.

### Экстерьеры
На фоне сталинской архитектуры заметно утоньшение и облегчение конструкций хрущёвских домов. По своим внешним параметрам они типичны для послевоенного функционалистского строительства в Европе. Но советские условия — экономия, политический нажим, подчинённость композиционных вопросов поискам оптимальных технологических решений привели к тому, что архитектурная проработка фасадов отличалась крайней примитивностью, а застройка — безликой монотонностью.
Облик экстерьеров крупнопанельных домов связан с характером и технологией производства железобетонных конструкций. Но их однообразный и ограниченный ассортимент не способствовал выразительности. Наружные панели самых распространённых серий обычно имели один и тот же внешний вид: квадратную форму (размер на комнату) и квадратное окно посередине. Характерны монотонные фасады с «сеткой» швов. Ситуацию усугубляло низкое качество строительства, отсутствие эффективных герметиков и отделочных материалов. В этих условиях дома выделялись лишь наиболее характерной особенностью серии: масштабом (1-464), простотой формы практически без выступающих деталей (К-7), формой окон лестничных клеток (1-507, 1-335). Зачастую возможности, которые давала архитекторам конструктивная схема, не использовались. Так было с сериями 1-467 и 1-468, в которых наружные стены не были несущими. В серии 1-467 необычная ленточная форма панелей никак не подчёркивалась.
Д. Задорин называет удачными фасады серий Г, Ги, II-18/9. У Г и Ги углы домов подчёркнуты глухими окончаниями стен, бросается в глаза продуманная композиция фасадов. «Башни» этих серий завершаются надстройкой над лестничной клеткой с крышей в виде «крыльев» — на эскизах застройки этот элемент романтически рифмуется с силуэтами ленинградских чаек. Серия II-18/9 характерна массивной тектоничностью окрашенных в белый цвет блоков, ребристыми аттиковыми блоками ранних модификаций. Односекционные 8- и 9-этажные дома серии II-18/9 служили доминантами в окружающей 5-этажной застройке.
Архитектор Г. А. Шемякин на примере 1-468 сформулировал сущность зарождающегося стиля новой советской архитектуры:

Непрерывно совершенствующиеся принципы типизации, стандартизации, внутривидовой, внутриотраслевой и межотраслевой унификации способствуют выработке общих устойчивых черт стиля. <…> Все основные параметры проектов этой серии назначены на основе Единой модульной системы, что позволяет сохранить единство планировочных решений при нескольких вариантах конструкций. Благодаря этому на основе ограниченного набора индустриальных изделий создана возможность осуществлять строительство не только жилых домов, различных наборов квартир, протяжённости и этажности, но и большинства культурно-бытовых зданий, обслуживающих население микрорайонов. Новые принципы проектирования комплексных серий, с одной стороны, способствуют выработке общих черт в структуре различных зданий, а с другой стороны, дают возможность сделать застройку жилых районов более разнообразной и выразительной.
Совершенно новой особенностью развития социалистического архитектурного стиля, особенностью, возникшей в последние годы, является его связь с заводским домостроением, поточно-конвейерным строительным производством.

Считалось, что оторванность композиционных решений от материалов — недопустима, а важным словом в дискурсе тех лет была «правдивость». В 1962 году Госстройиздат опубликовал альбомы фасадных решений для серий 1-464А, 1-335К, 1-468, подготовленные в ЦНИИЭП под руководством Б. Р. Рубаненко. Вариативность панелей обеспечивалась за счёт четырёх приёмов: механическая обработка бетона, фактурный слой из цветного бетона, фактурный слой с добавлением дроблённого камня, облицовка мелкоразмерной керамической плиткой (или смальтой) 48×48, 23×23, 65×120 и 165×250 мм. На практике также применялся бой плитки. Распространённым приёмом была покраска панелей на стройплощадке в пастельные цвета с выделением торцов домов более насыщенными цветами.
Рекомендуемые варианты фасадов были разработаны для разных климатических районов. Важную роль в них играли балконные ограждения, особенно характерны были металлические решётчатые ограждения в сочетании с асбестоцементными листами. Входные группы отличались формой козырьков, опорных железобетонных или металлических элементов. Были предусмотрены разные варианты остекления лестничных клеток (в том числе со стеклянными блоками), возможность размещения на фасаде цветочниц. Однако ДСК, несправлявшиеся с объёмами строительства, даже этот небольшой набор вариантов использовали не в полной мере. Необходимое разнообразие начали вносить уже на следующем этапе развития домостроения.
Архитекторы, особенно на ранних этапах «борьбы с излишествами», не упускали возможности оживить фасады кирпичных домов за счёт декорирования кладки карниза, поддерживающего скатные кровли. Излюбленным приёмом было сочетание керамического и силикатного кирпича в орнаментах и агитационных надписях.

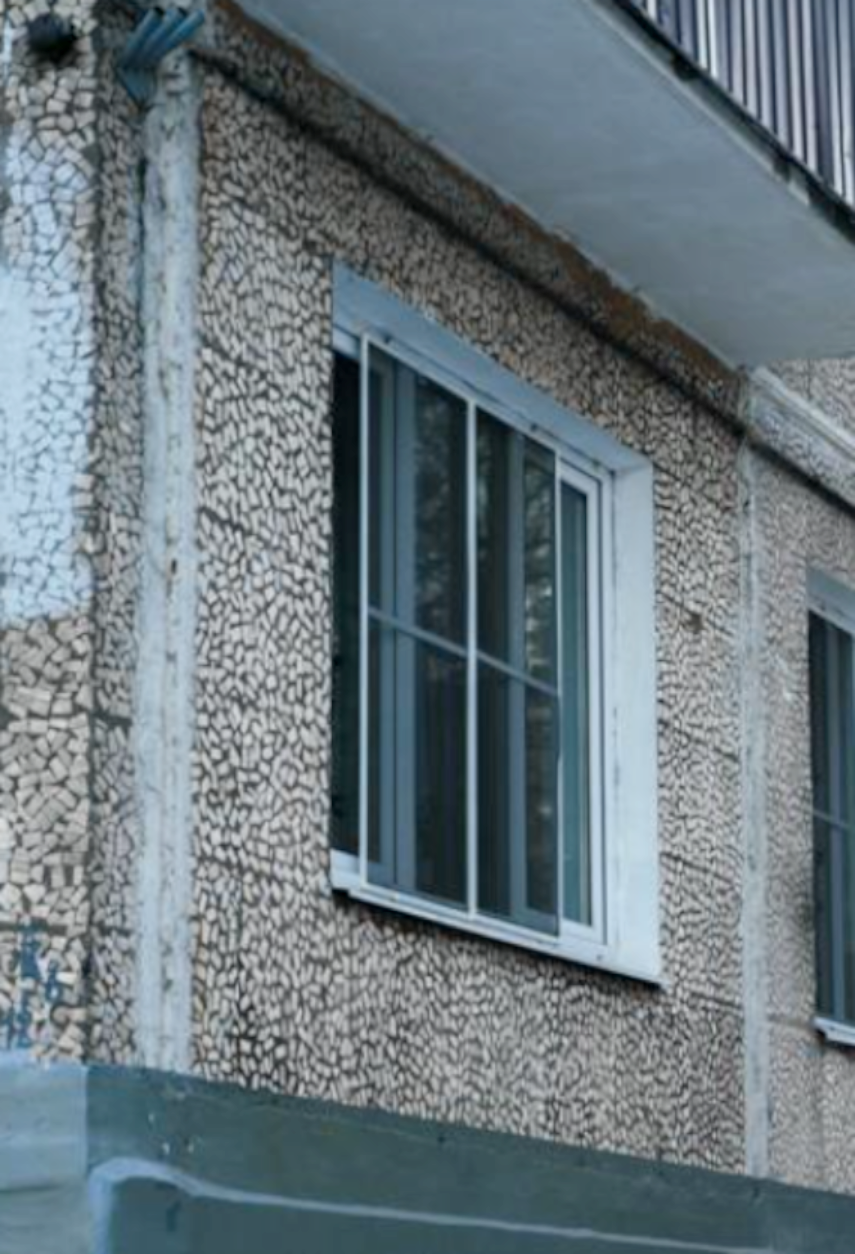
Отделка боем керамической плитки панелей 1-515/5 в Москве
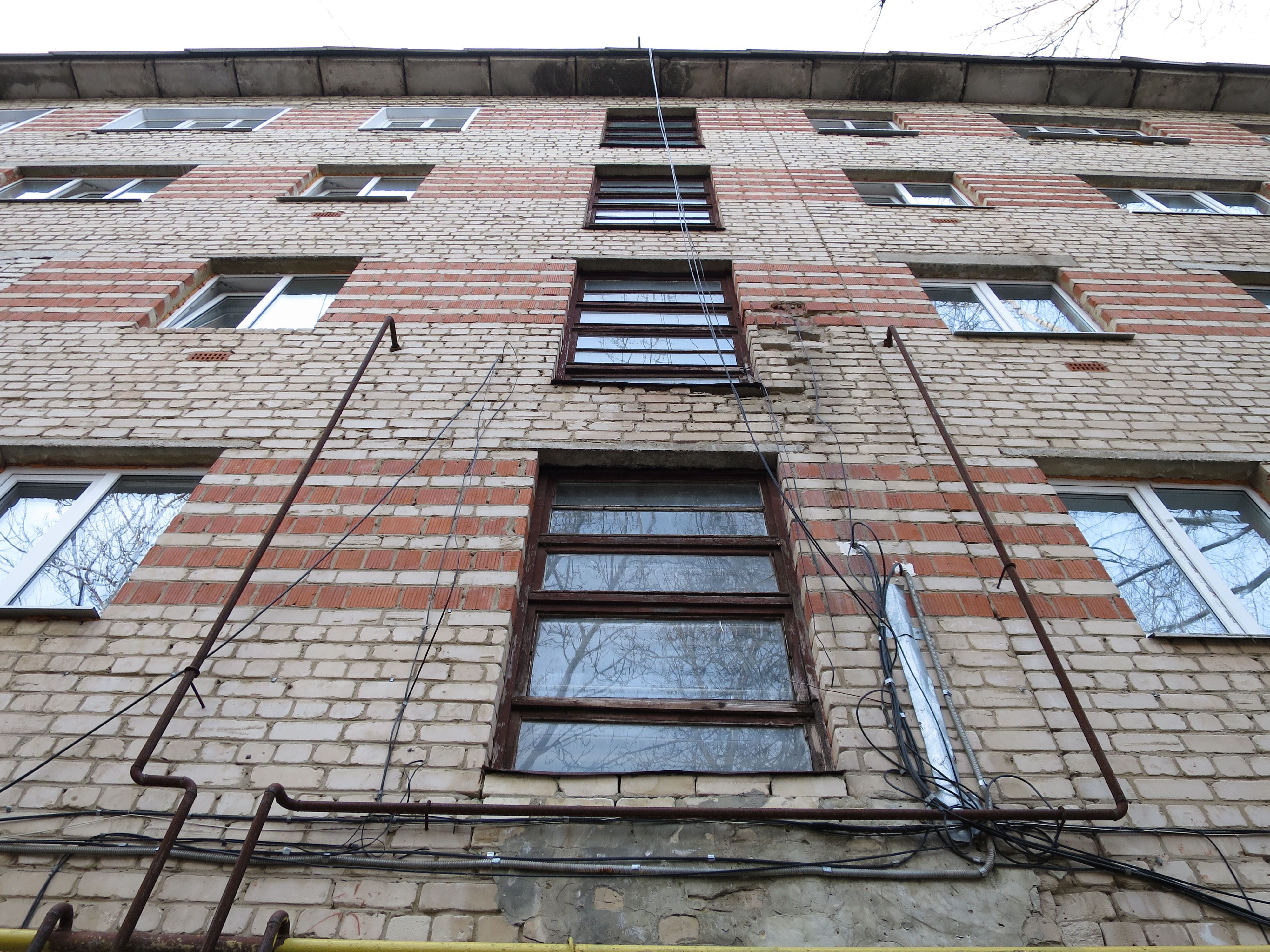
Кладка из керамического и силикатного кирпича, окна лестничной клетки дома 1-447 в Арзамасе
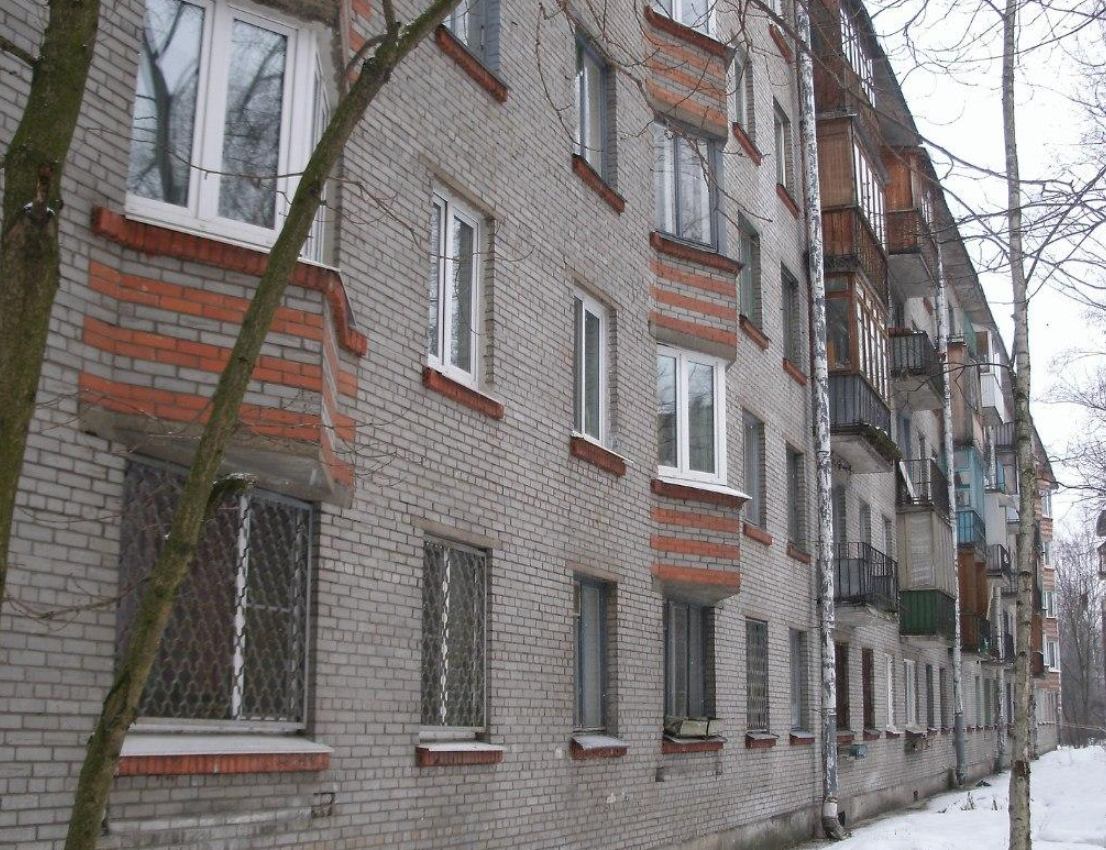
Эркеры дома 1-528 в Санкт-Петербурге
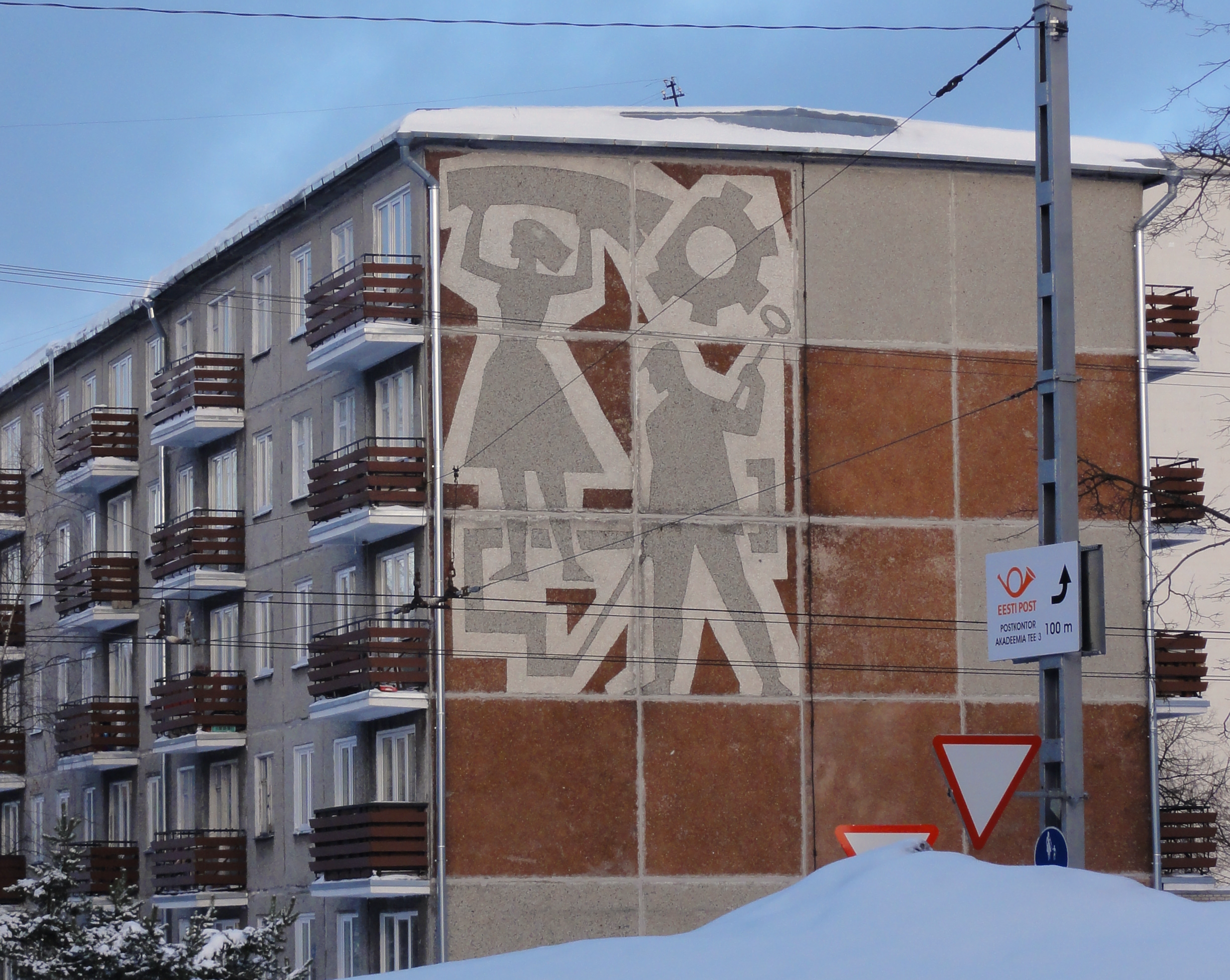
Оригинальные сграффито и отреставрированные решётчато-реечные ограждения балконов на доме 1-464 в Таллине
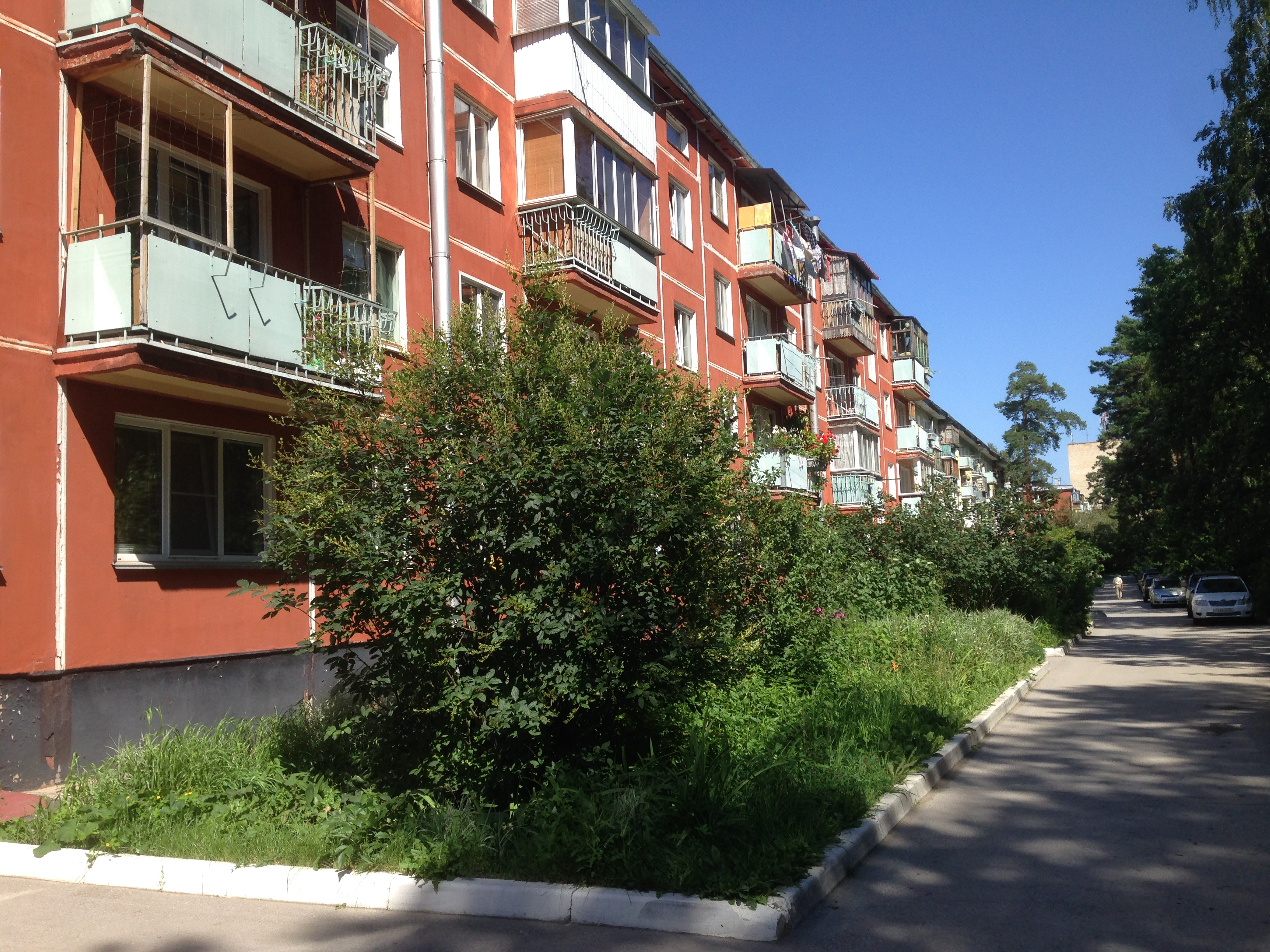
Дом 1-464 в Новосибирске. Слева — оригинальные решётчато-листовые ограждения балконов с цветочницами
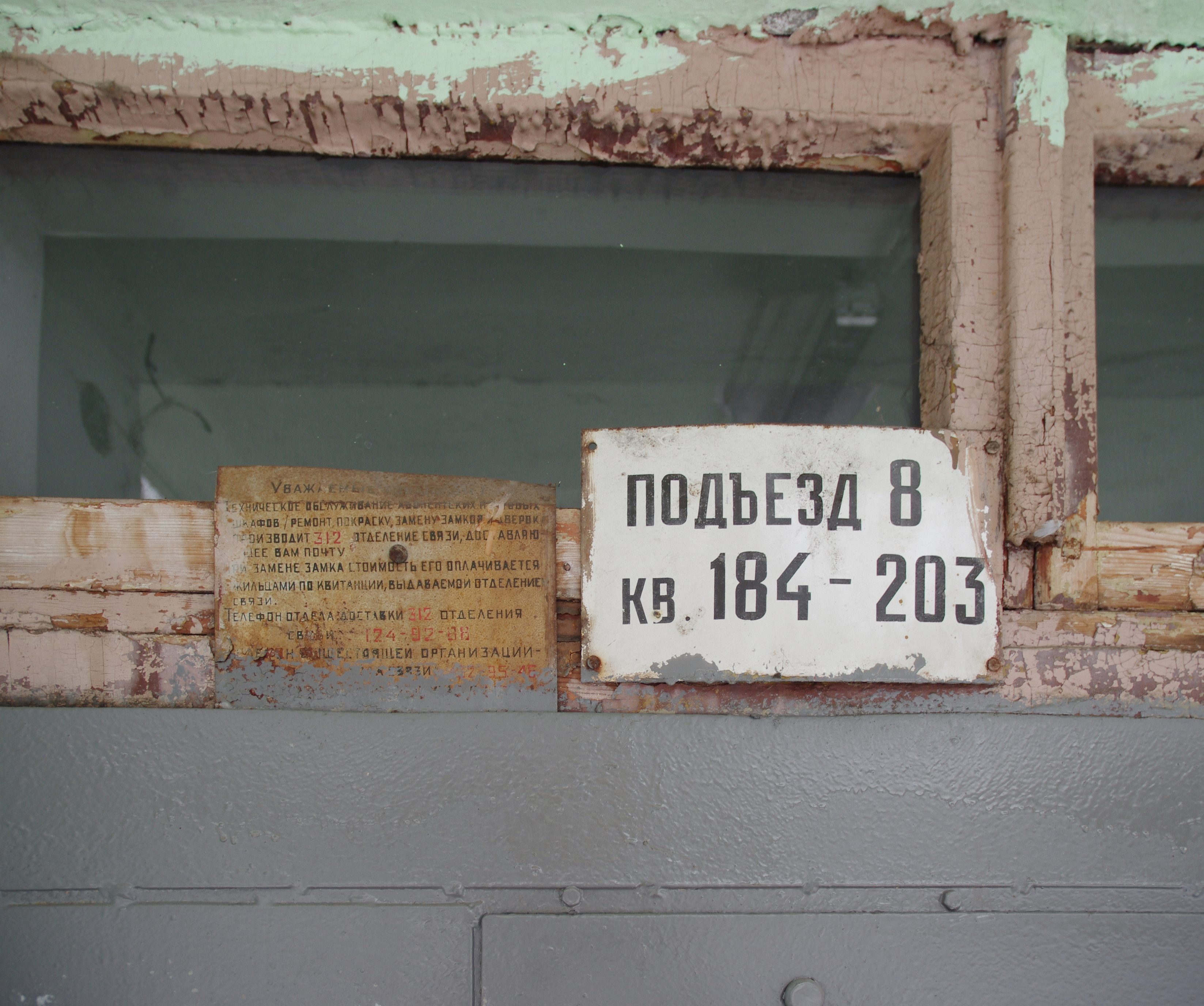
Советские таблички на деревянной фрамуге входной двери дома 1-515 в Москве
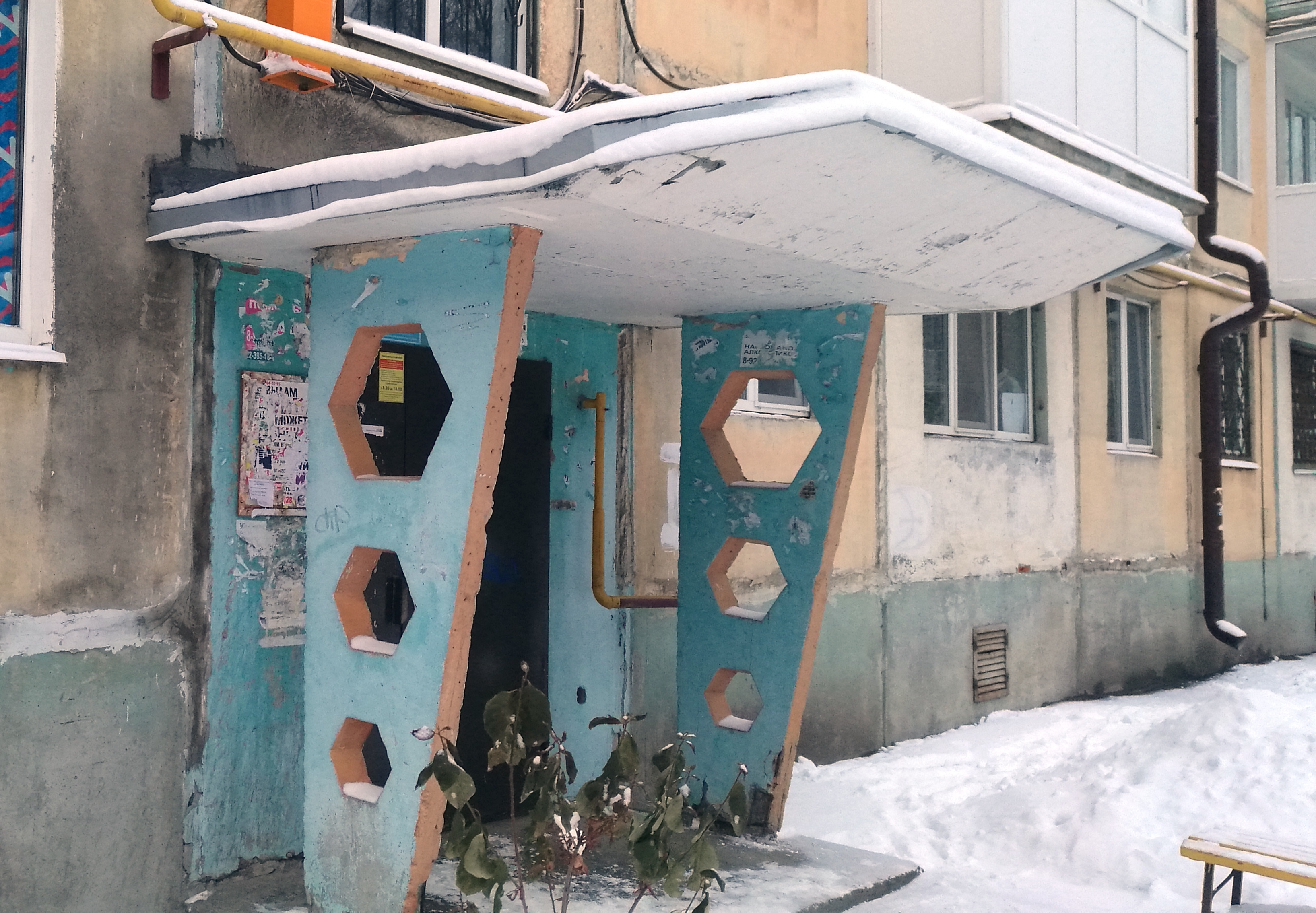
Оформление входной группы дома 1-464 в Тюмени

### Интерьеры
Разворот в советской архитектуре привёл к отказу от излишней декоративности в интерьерах, от лепнины и сложных профилей изделий. Частое членение оконных и дверных заполнений сменилось простыми крупными формами. Стала скрытой электропроводка.
Отделка полов в подвалах — асфальтобетонные, цементные покрытия; в жилых комнатах — дощатые, из ДВП, паркет, линолеум, ПВХ-плитки; в санузлах — метлахские плитки или релин по цементной гидроизоляции или по асбестоцементным листам, между которыми находится гидроизоляция; в кухнях и коридорах — дощатые, линолеум, ПВХ-плитки. Стены оклеивались обоями, окрашивались, в санузлах и кухнях также применялась облицовка керамическими плитками.
Отделочные работы шли по пути индустриализации. Дощатые полы и полы из ДВП зачастую монтировались из заранее изготовленных щитов; предпринимались попытки выполнять полы из гипсоцементобетонных панелей на комнату под последующую отделку; стеновые панели доставлялись на стройку подготовленными к отделке и со вставленными оконными и дверными блоками; сантехнические кабины поставлялись со внутренней отделкой; имелась тенденция к минимизации мокрых процессов на стройплощадке.
Устанавливались деревянные окрашенные оконные блоки с внутренними и наружными распашными створками (спаренными или раздельными) равной ширины и форточками для проветривания. Окна делались без фрамуг, с переплётами как без наплава, так и с наплавом. Оконные блоки имели низкое качество сборки и не удовлетворяли эксплуатационным и теплотехническим требованиям. Предпринимались эксперименты по установке окон со створками разной ширины (Москва), с раздвижными створками (Кострома). Подоконники — железобетонные и деревянные. Межкомнатные двери — щитовые с деревянным каркасом и облицовкой ДВП, ДСП, фанерой, шпоном под окраску эмалями или лаками, глухие и остеклённые. ГОСТ 6629-58 предписывал отказаться от дверей с филёнками к 1960 году. Плинтуса и наличники — деревянные окрашенные.
Пропагандой современного городского образа жизни служила многочисленная рекомендательная литература, нацеленная на переселяющихся из села. Она не только учила этикету, но и пропагандировала модернистскую жилую среду, противопоставляя ей мещанский вкус сталинского «большого стиля»:

Безвозвратно уходят в прошлое громоздкие славянские шкафы, колоссальные буфеты и «трёхспальные» оттоманки, занимавшие больше половины всей площади квартиры. На смену им идёт лёгкая, простая и строгая мебель, дающая максимум удобств и не загромождающая комнат.— В. И. Кантор. «Искусство и быт». — 1961 
Дизайнеры рекомендовали наполнять интерьер индивидуальными элементами: сувенирами, предметами собственного творчества, которые компенсировали бы однообразие архитектуры. Отдавать предпочтение следовало предметам модернистского дизайна, с геометрическими паттернами рисунков, а также предметам народного промысла: русская гжель, туркменские и узбекские ковры. При этом рекомендовалось избегать переизбытка элементов.
Манифестацией ценностей оттепели стала выставка «Искусство — в быт» 1961 года, на которой показали мебель и предметы быта, стилистически единые с продукцией западных стран. Мебель для типовых малометражных квартир сама должна была быть типовой и компактной. Основными типами стали сервант, шкаф-перегородка, шкаф-стенка, встроенный шкаф, антресольный шкаф, полки для книг с отодвигающимися стеклянными дверцами, взятые из опыта конструктивизма диван-кровать, кресло-кровать и другие «трансформеры», журнальные столики. Дизайнеры мебели стремились использовать светлые тона. Мебель расставлялась по периметру комнат, формируя практически идентичные интерьеры. Проблемой была недоукомплектованность встроенных шкафов (полками, штангами).
На смену огромным люстрам и матерчатым абажурам пришли более компактные осветительные приборы с применением пластмасс, плафоны и торшеры.
Фоном образцовых интерьеров служили окрашенные в яркие, светлые и тёплые цвета стены, однотонные обои с минимальным орнаментом. В роли акцентов — яркие красочные пятна мебельной обивки и занавесей. В дизайне текстиля использовались лёгкие шторы без драпировок, хлопчатобумажные скатерти, однотонность, геометрические и стилизованные растительные принты. Однако промышленность отставала от требований дизайна и продолжала выпускать в том числе устаревшие обои и ткани. Жилые интерьеры 1960-х годов сохраняли и старую мебель, а также предметы рукоделия, формируя самодеятельный эклектичный дизайн.

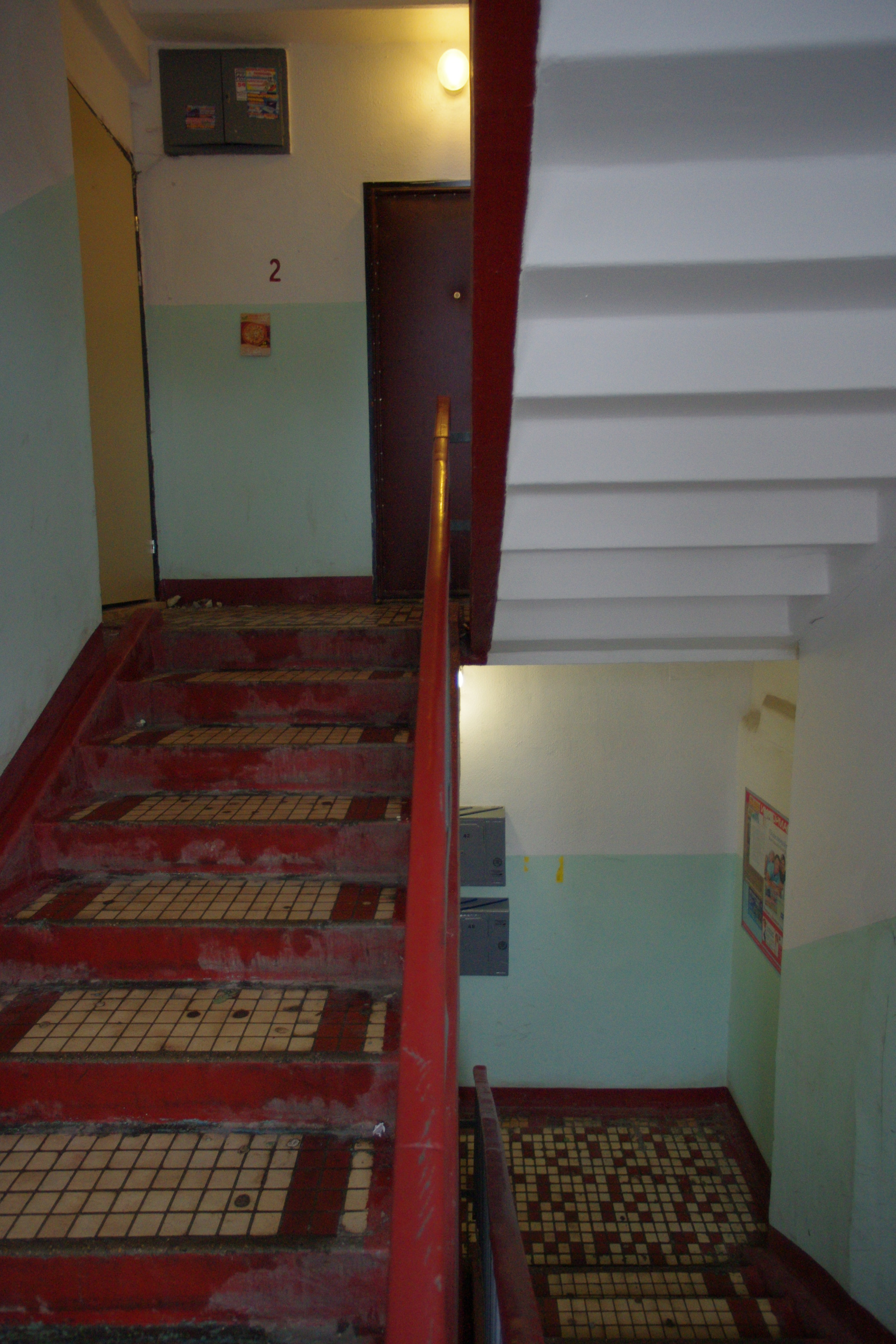
Лестничная клетка К-7 с отделкой плиткой
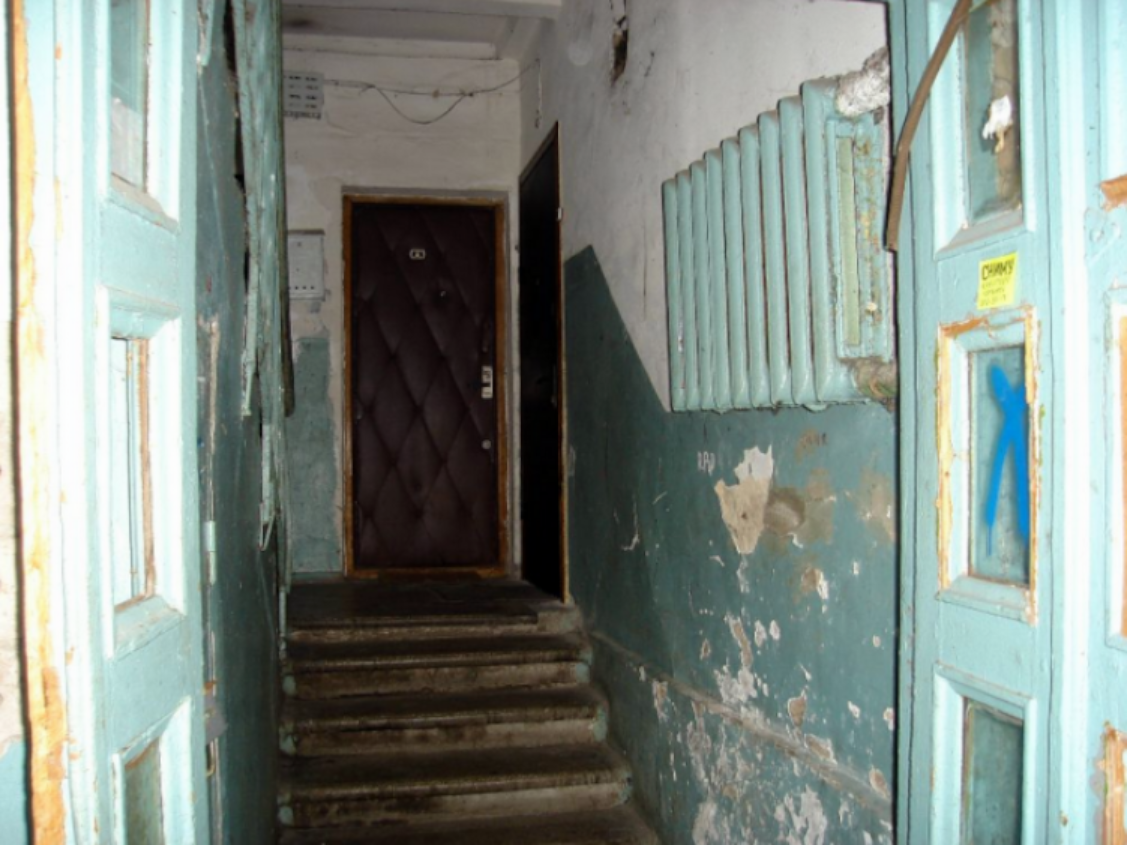
Лестничная клетка 1-438 и тамбурная филёнчатая дверь
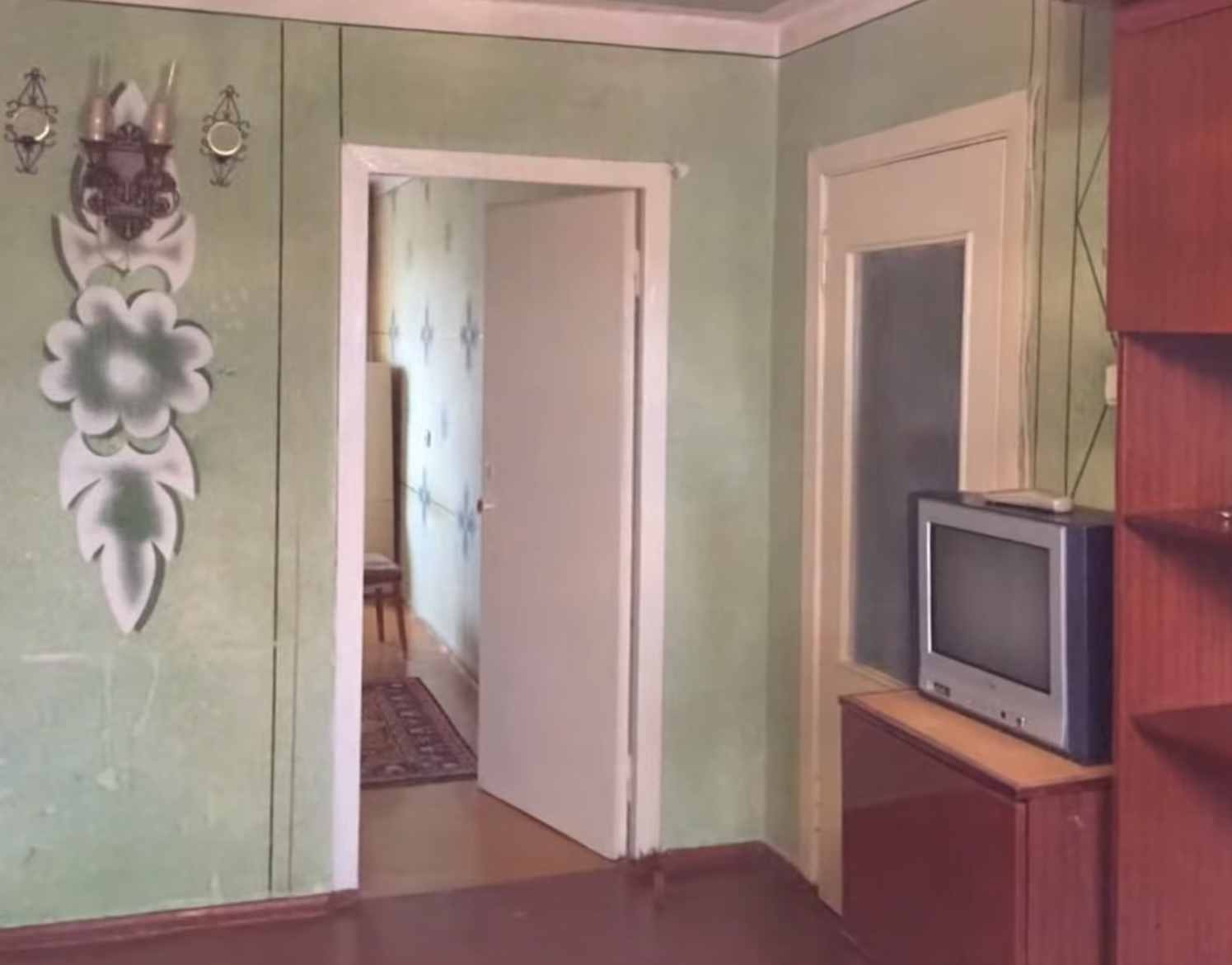
Интерьер комнаты с оригинальными дверями и покрашенным полом
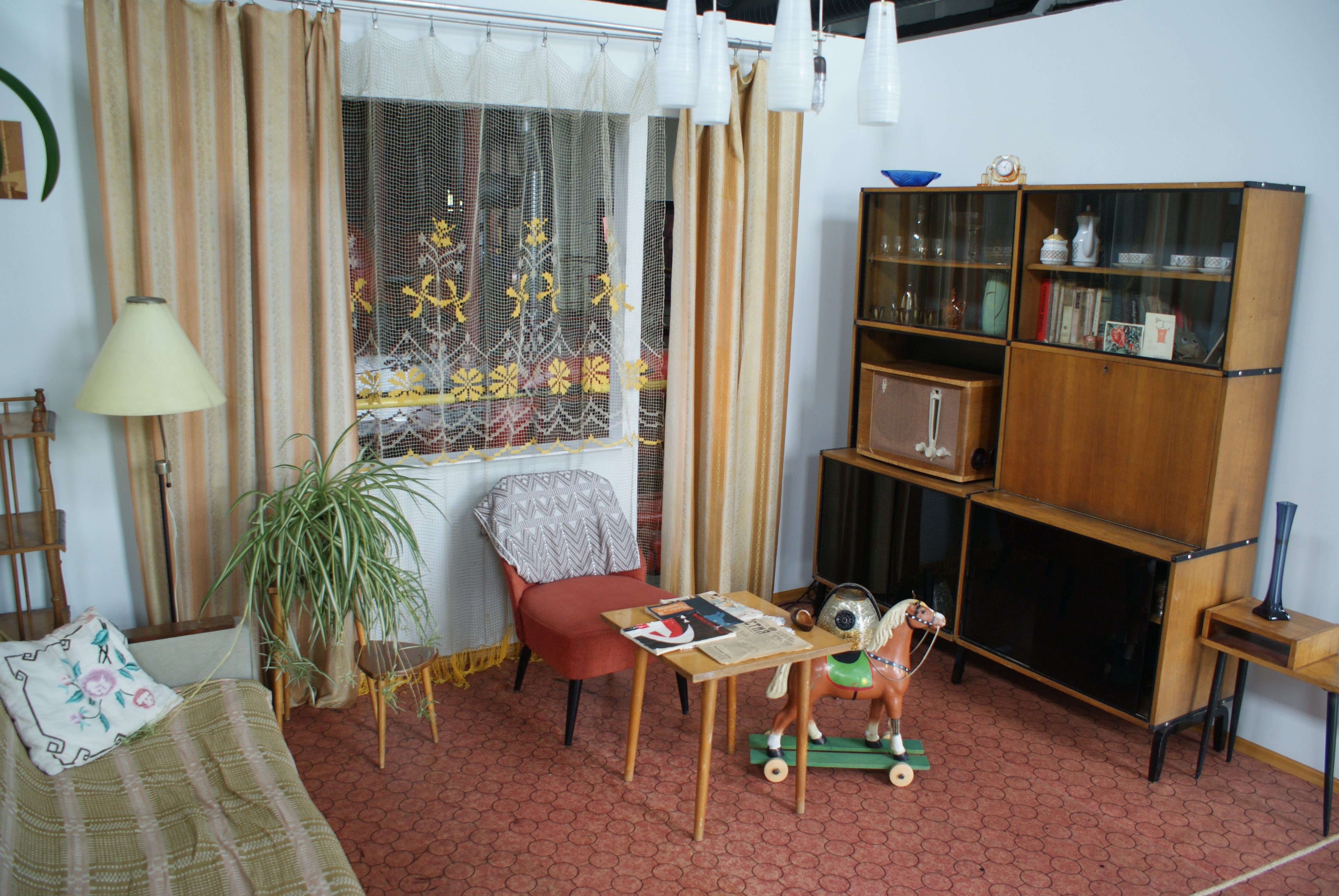
Реконструкция интерьера общей комнаты с типичным сервантом и другой модернистской мебелью. Музей энергетики и техники Литвы
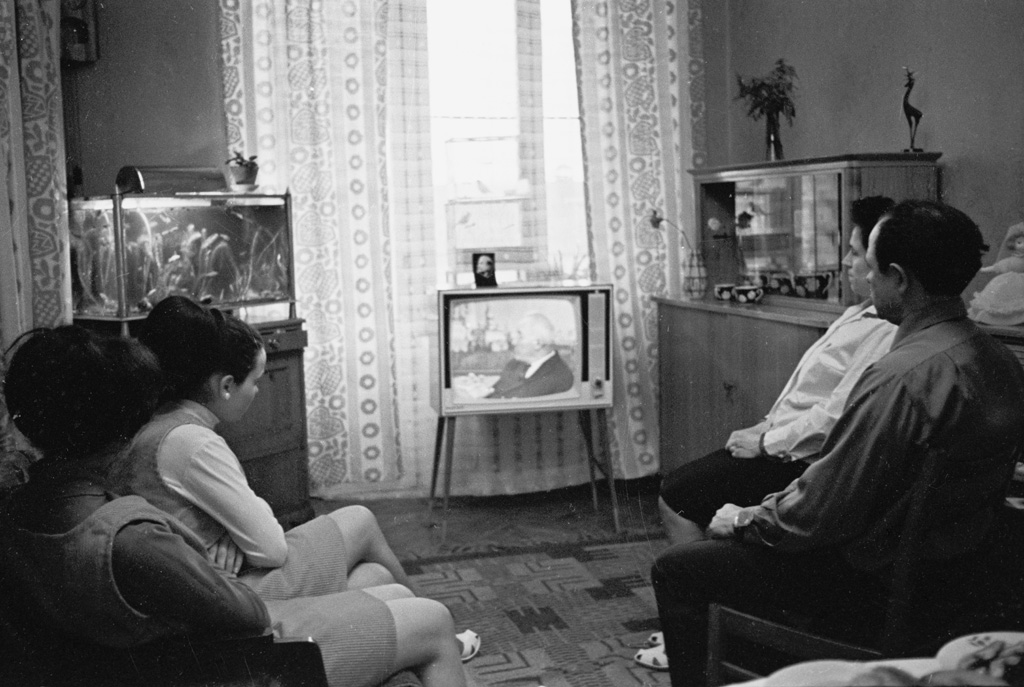
Семья рабочих ткацкой фабрики в общей комнате
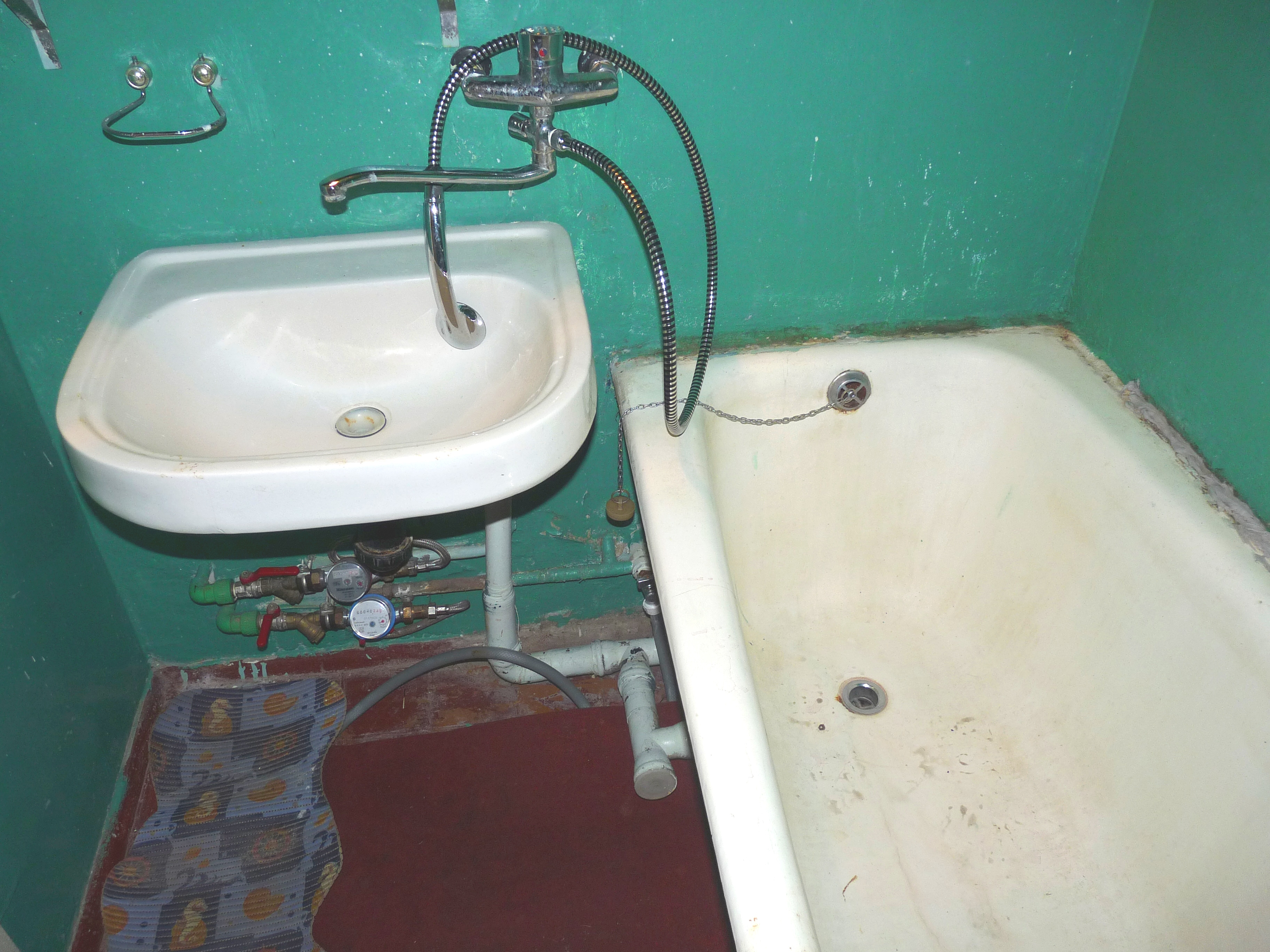
Ванная комната, оборудованная раковиной и ванной
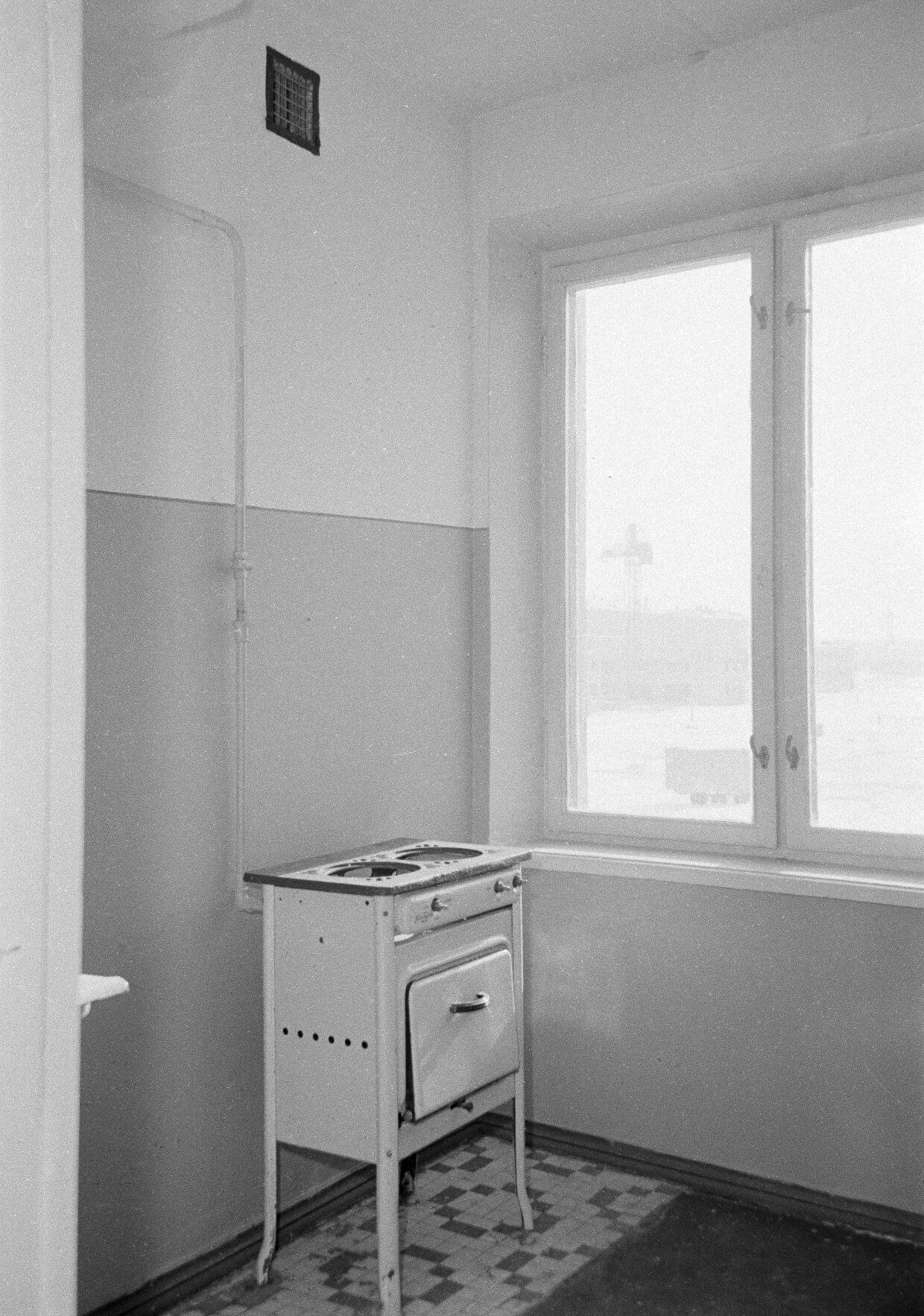
Интерьер кухни при сдаче дома в эксплуатацию

## Инженерные сети
Предусматривались: электричество, водяное или воздушное отопление, водоснабжение, хозяйственно-бытовая канализация, газ, телефон, радио и телевидение.
Наряду с традиционными чугунными радиаторами применялись бетонные отопительные элементы в виде панелей с замоноличенными в них змеевиками, которые устанавливались одновременно с монтажом ограждающих конструкций, а также конвекторы плинтусного типа. Вентиляция — естественная с неорганизованным притоком через неплотности наружных ограждений или через форточки. Вертикальные вытяжные каналы — с вентрешётками на кухне и в санузлах.
ВРУ — в электрощитовых в подвалах или на лестничной клетке под маршем. На лестничных площадках размещались электрошкафы для электропроводки и слаботочных сетей. Электропроводка внутри квартир, как правило, — с алюминиевыми жилами. В крупнопанельных домах выполнялась скрытой путём пробивки борозд и отверстий в поверхностях стеновых панелей с последующей заделкой, в пустотах перекрытий, но затем было освоено образование каналов для электропроводки внутри панелей и плит на стадии их формования, а также замоноличивание электропроводки.
Стояки водопровода и канализации — в углу санузла. Их монтаж мог осуществляться полностью на стройплощадке, также применялись монтажные шахты с установленными на заводе стояками, санитарно-технические блоки (перегородка с замоноличенными стояками и подводками труб к приборам) и сантиарно-технические кабины (пространственная конструкция санузла со смонтированными трубопроводами, приборами и арматурой). Система водопровода — с нижней разводкой, прокладкой магистралей по подвалам и техподпольям, с подачей воды от внешних источников. Горячее водоснабжение могло быть как центральным, так и индивидуальным, с использованием газовых колонок или водонагревателей на твёрдом топливе. Канализационные трубы — чугунные. Санузлы оборудовались ваннами 150×75, 120×70 см или полибанами. В начале 1960-х годов устанавливались тарельчатые унитазы. Внутренний водосток с кровли в большинстве серий отсутствовал. В некоторых сериях имелся мусоропровод, но массового применения не получил.
На ранних этапах ещё применялись кирпичные и «сущёвские» (на твёрдом топливе) плиты, но вскоре их вытеснили газовые и электроплиты.

## Примечательные серии
| Конструктивная система | Конструктивная схема                                                                                     | Наименование            | Изображение | Авторы | Районы основного распространения                                                      |
| --- | --- | ----------------------- | ----------- | --- | ------------------------------------------------------------------------------------- |
| Каркасно-стеновая Ж/б сборный каркас, стеновые панели | Двухпролётная Неполный внутренний каркас, несущие наружные продольные стены                              | 1-335                   |             | Ленгорстройпроект, Ленинград (руководитель Л. Г. Юзбашев)                                                                                             | Бо́льшая часть СССР                                                                    |
| Каркасная Ж/б сборный каркас | Двухпролётная Полный каркас, наружные продольные стены самонесущие                                       | 1-335А, 1-335К, 1-335АК |             | Ленгорстройпроект, Ленинград (руководитель Л. Г. Юзбашев)                                                                                             | Бо́льшая часть СССР                                                                    |
| Стеновая Стеновые панели | Двухпролётная Три продольные несущие стены                                                               | 1-463                   |             | Гипрогражданстрой Госстроя УССР | Украина                                                                               |
| Стеновая Стеновые панели | Двухпролётная Три продольные несущие стены                                                               | 1-465                   |             | Проектный институт № 2 Министерства строительства РСФСР, Москва                                                                                       |                                                                                       |
| Стеновая Стеновые панели | Двухпролётная Три продольные несущие стены                                                               | 1-480 (крупнопанельная) |             | Гипрогражданстрой Госстроя УССР | Украина                                                                               |
| Стеновая Стеновые панели | Двухпролётная Три продольные несущие стены                                                               | 1-507                   |             | Ленпроект, Мастерская № 5 Ленинграда (руководитель Е. А. Левинсон)                                                                                    | Санкт-Петербург и Ленинградская область                                               |
| Стеновая Стеновые панели | Двухпролётная Три продольные несущие стены                                                               | 1-515/5                 |             | МИТЭП, Москва | Москва и Московская область                                                           |
| Стеновая Стеновые панели | Двухпролётная Три продольные несущие стены                                                               | 1Р-303                  |             | Мосгражданпроект, Москва | Москва, Московская область                                                            |
| Стеновая Стеновые панели | Двухпролётная Три продольные несущие стены                                                               | ТКБ-3/ТКБ-4             |             | Промстройпроект, Челябинск | Челябинская область                                                                   |
| Стеновая Стеновые панели | Перекрёстно-стеновая Продольные и поперечные с узким шагом стены несущие                                 | 1-464                   |             | Гипростройиндустрия, Москва (руководитель Н. П. Розанов)                                                                                              | Бо́льшая часть СССР                                                                    |
| Стеновая Стеновые панели | Перекрёстно-стеновая Продольные и поперечные с узким шагом стены несущие                                 | 1-466                   |             | Мастерская им. Веснина Мособлпроекта, совместно с НИИ строительной физики и ограждающих конструкций Академии строительства и архитектуры СССР, Москва | Москва, Московская область                                                            |
| Стеновая Стеновые панели | Перекрёстно-стеновая Продольные и поперечные с узким шагом стены несущие                                 | 1-605а                  |             | Гипростройиндустрия, Москва | Москва и Московская область                                                           |
| Стеновая Стеновые панели | Перекрёстно-стеновая Продольные и поперечные с узким шагом стены несущие                                 | 1МГ-300                 |             | МИТЭП, Москва | Москва                                                                                |
| Стеновая Стеновые панели | Поперечные несущие стены с широким шагом                                                                 | Ги                      |             | Ленпроект, Мастерская № 7, Ленинград (руководитель В. А. Каменский)                                                                                   | Санкт-Петербург                                                                       |
| Стеновая Стеновые панели | Поперечные несущие стены с широким шагом                                                                 | 1-467                   |             | КБ по железобетону Главоблстройматериалов, Москва (руководитель А. А. Якушев)                                                                         | Московская область, Сургут, Тюмень, Томск, Казань и др.                               |
| Стеновая Стеновые панели | Поперечные несущие стены с широким шагом                                                                 | 1-468                   |             | Горстройпроект, Москва | Украина, Россия                                                                       |
| Стеновая Стеновые панели | Поперечные несущие стены с узким шагом                                                                   | II-32                   |             | | Москва и Московская область                                                           |
| Стеновая Стеновые панели | Поперечные несущие стены с узким шагом                                                                   | II-35                   |             | САКБ ГлавАПУ, Москва | Москва                                                                                |
| Стеновая Стеновые панели | Поперечные несущие стены с узким шагом                                                                   | II-07                   |             | МИТЭП, НИИ строительной физики и ограждающих конструкций Академии строительства и архитектуры СССР, Москва                                            | Москва                                                                                |
| Стеновая Стеновые панели | Поперечные несущие стены из балок-стенок с узким шагом                                                   | К-7 ОД                  |             | Моспроект, Мастерская № 7, Москва (руководитель В. П. Лагутенко)                                                                                      | Москва, Московская область, Саратов, Тула, Тольятти, Астана, Санкт-Петербург (как ОД) |
| Стеновая Крупные блоки, кирпич, кирпичные блоки | Поперечные несущие стены с широким шагом                                                                 | Г                       |             | Ленпроект, Мастерская № 7, Ленинград (руководитель В. А. Каменский)                                                                                   | Ленинград                                                                             |
| Стеновая Крупные блоки, кирпич, кирпичные блоки | Поперечные несущие стены с широким шагом                                                                 | II-18/9                 |             | САКБ, Мастерская № 6, Москва (руководитель Н. А. Остерман)                                                                                            | Москва, Донецк                                                                        |
| Стеновая Крупные блоки, кирпич, кирпичные блоки | Двухпролётная Три продольные несущие стены                                                               | 1-308                   |             | | Казахстан                                                                             |
| Стеновая Крупные блоки, кирпич, кирпичные блоки | Двухпролётная Три продольные несущие стены                                                               | 1-310                   |             | ТашЗНИИЭП, Ташкент | Узбекистан                                                                            |
| Стеновая Крупные блоки, кирпич, кирпичные блоки | Двухпролётная Три продольные несущие стены                                                               | 1-316                   |             | | Прибалтика                                                                            |
| Стеновая Крупные блоки, кирпич, кирпичные блоки | Двухпролётная Три продольные несущие стены                                                               | 1-317                   |             | Эстонпроект, Таллин | Прибалтика                                                                            |
| Стеновая Крупные блоки, кирпич, кирпичные блоки | Двухпролётная Три продольные несущие стены                                                               | 1-311                   |             | Молдгипрострой, Кишенёв | Молдова и Украина                                                                     |
| Стеновая Крупные блоки, кирпич, кирпичные блоки | Двухпролётная Три продольные несущие стены                                                               | 1-318                   |             | | Прибалтика                                                                            |
| Стеновая Крупные блоки, кирпич, кирпичные блоки | Двухпролётная Три продольные несущие стены                                                               | 1-338                   |             | Гипрогражданпромстрой, Киев | Молдова и Украина                                                                     |
| Стеновая Крупные блоки, кирпич, кирпичные блоки | Двухпролётная Три продольные несущие стены                                                               | 1-434                   |             | Белгоспроект, Минск | Беларусь                                                                              |
| Стеновая Крупные блоки, кирпич, кирпичные блоки | Двухпролётная Три продольные несущие стены                                                               | 1-437                   |             | Гипроград, Киев | Молдова и Украина                                                                     |
| Стеновая Крупные блоки, кирпич, кирпичные блоки | Двухпролётная Три продольные несущие стены                                                               | 1-438                   |             | Гипроград, Киев | Молдова и Украина                                                                     |
| Стеновая Крупные блоки, кирпич, кирпичные блоки | Двухпролётная Три продольные несущие стены                                                               | 1-439                   |             | Ленинградское отделение Горстройпроекта | Бо́льшая часть СССР                                                                    |
| Стеновая Крупные блоки, кирпич, кирпичные блоки | Двухпролётная Три продольные несущие стены                                                               | 1-447                   |             | Гипрогор, Москва | Бо́льшая часть СССР                                                                    |
| Стеновая Крупные блоки, кирпич, кирпичные блоки | Двухпролётная Три продольные несущие стены                                                               | 1-480 (крупноблочная)   |             | Гипрогражданпромстрой, Киев | Украина                                                                               |
| Стеновая Крупные блоки, кирпич, кирпичные блоки | Двухпролётная Три продольные несущие стены                                                               | 1-510 (II-17)           |             | САКБ, Москва | Москва и Московская область                                                           |
| Стеновая Крупные блоки, кирпич, кирпичные блоки | Двухпролётная Три продольные несущие стены                                                               | 1-511                   |             | САКБ, Москва | Москва и Московская область                                                           |
| Стеновая Крупные блоки, кирпич, кирпичные блоки | Двухпролётная Три продольные несущие стены                                                               | 1-528                   |             | Ленпроект, Ленинград | Россия                                                                                |
| Стеновая Крупные блоки, кирпич, кирпичные блоки | Двухпролётная Три продольные несущие стены                                                               | II-29                   |             | МИТЭП, Москва | Москва, Самара                                                                        |
| Стеновая Крупные блоки, кирпич, кирпичные блоки | Двухпролётная Три продольные несущие стены                                                               | II-34                   |             | САКБ, Москва | Москва                                                                                |
| Объёмно-блочная Ж/б изделия | Пространственные ячейки, состоящие из «колпаков» на всю ширину здания (на две комнаты) и плит перекрытия | II-38                   |             | МИТЭП и НИИ железобетона, Москва | Москва                                                                                |
| Источники для набора примечательных серий: 1. Мойзер Ф., Задорин Д. К типологии советского типового домостроения. Индустриальное жилищное строительство в СССР. — Berlin : DOM, 2018. — С. 167—253. — 448 с. 2. Лебина Н. Хрущёвка. Советское и несоветское в пространстве повседневности. — М. : Новое литературное обозрение, 2024. — С. 410—411. — 424 с. — (Культура повседневности). 3. Шабурников В. Н. Крупнопанельное домостроение (из опыта строительства в Челябинске). — М. : Государственное издательство литературы по строительству, архитектуре и строительным материалам, 1962. — 80 с. 4. Жилищное строительство — под контроль общественности // Архитектура СССР. — 1961. — № 6. 5. Капустян Е. Улучшенные варианты типовых проектов жилых домов // Жилищное строительство. — 1964. — № 5. 6. Много фото: когда и почему в Эстонии появились хрущевки. Postimees (14 февраля 2017). Архивировано 15 февраля 2017 года. 7. Хрущевские панельные, кирпичные и блочные серии домов на RussianRealty.ru | |                         |             | |                                                                                       |

## Износ
Согласно СНиП 1954 года, срок службы ограждающих конструкций жилых домов с количеством этажей не более пяти устанавливался от 50 до 100 лет, более высоких домов — более 100 лет. В 1965 году вышло «Положение о проведении планово-предупредительного ремонта…», установившее нормативный срок службы крупнопанельных и кирпичных домов с железобетонными перекрытиями в целом — 125—150 лет. Какие-либо иные сроки эксплуатации в технических заданиях не фигурировали.
Обследования 2010-х годов показывали, что в большинстве случаев повреждения, влияющие на устойчивость и прочность зданий в целом, отсутствуют и несущие конструкции ещё не исчерпали свой ресурс. Средний процент износа многоквартирных жилых домов 1958—1970 годов постройки в России по данным ГИС ЖКХ в 2024 году составил 40,1 %. По способу управления: 38,6 % для управляющих организаций, 36,6 % для ТСЖ, 33,8 % для ЖК, 47,1 % для домов с непосредственным управлением. Обследования домов серии 1-335 в Ижевске показали, что износ отдельных домов может достигать 60 %. Особенно проблемна ситуация с домами 1-335 в регионах с высокой сейсмичностью.
На состояние конструкций и коммуникаций зданий негативно влияют ошибки строительства, ненадлежащая эксплуатация и отсутствие своевременных ремонтов.
Обследования крупнопанельных домов первого поколения выявляют:
- нарушение гидроизоляции фундаментов[268];
- дефекты подземной части здания ввиду регулярных подтоплений подвалов содержимым систем водоснабжения и канализации[268];
- разрушения и отслоения наружных слоёв панелей 1-335 из газозолобетона[269];
- деградацию и промочки межпанельных швов[268];
- коррозию стальных связей в стыках наружных панелей ввиду снижения герметичности швов[270];
- коррозию закладных деталей[268];
- промерзание внутренних поверхностей наружных панелей, особенно двухслойных панелей, в которых наружный слой тяжёлого бетона способствует избыточному влагонакоплению в слое лёгкого бетона[268];
- разрушения керамзитобетонных слоёв панелей[268];
- разрушение бетона и коррозию арматуры балконных плит, их аварийное состояние[268];
- проседание минеральной ваты[270];
- разрушение водоизоляционных слоёв кровли и промочки покрытия[270].

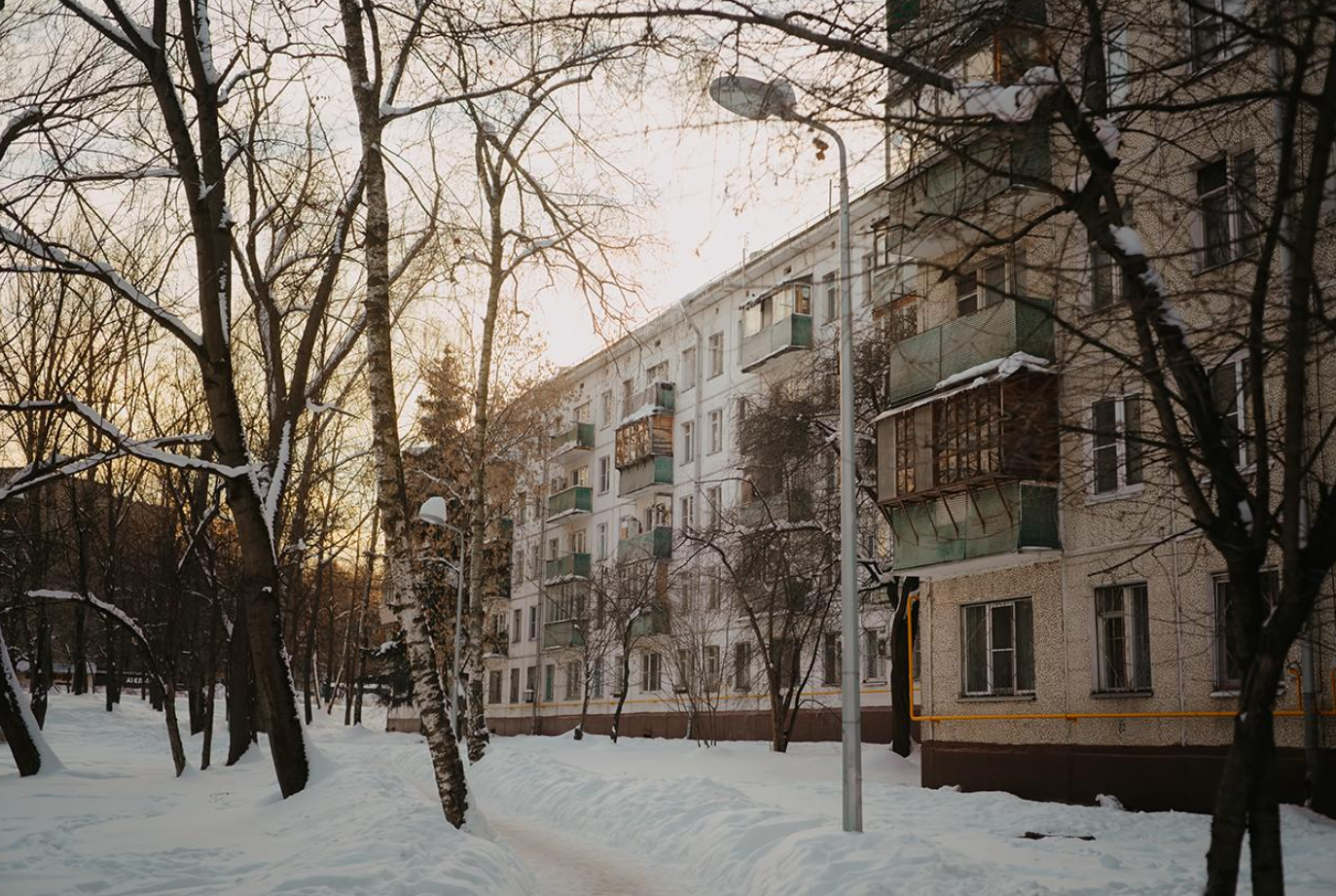
Зимний двор домов 1-510

Характерные дефекты кирпичных домов:
- нарушение гидроизоляции фундаментов и кровель;
- трещины стен;
- превышение допустимых прогибов перекрытий.

Условия эксплуатации систем водоснабжения и канализации в затапливаемых и сырых подвалах приводят к их аварийному состоянию. Вредные испарения из подвалов проникают в квартиры нижних этажей, приводят к разрушению полов и перекрытия над подвалом, антисанитарному состоянию этих квартир.
Должный уход и капитальные ремонты могут продлить срок существования данных домов на десятилетия. Но намного раньше физического наступил их моральный износ. Ещё в 1980-е годы застройка 1960-х годов характеризовалась как несоответствующая «социально-демографическим требованиям» (планировочные недостатки, ограниченный набор типов квартир, архитектурная невыразительность), встал вопрос о её модернизации.

## Реконструкция и модернизация

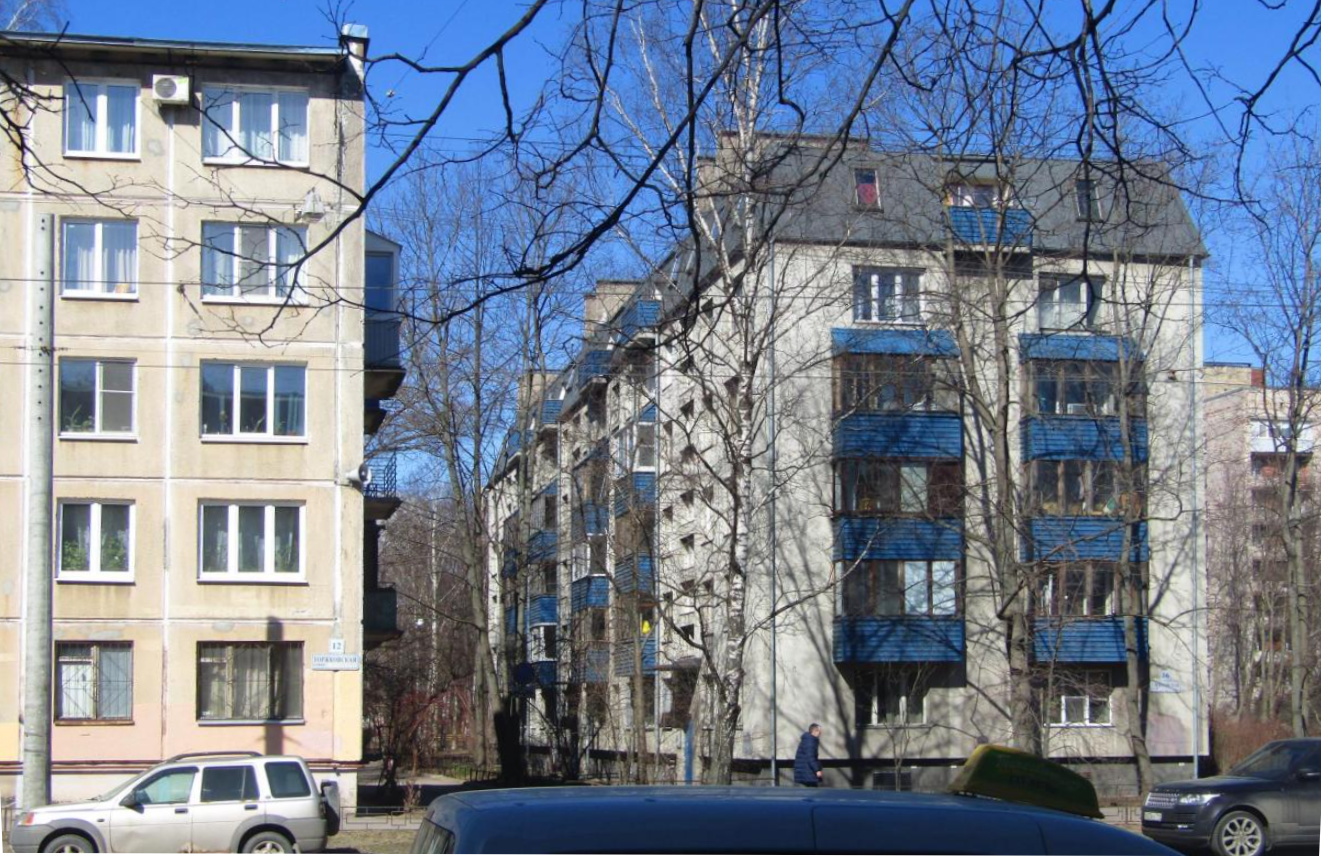
Один из немногих примеров модернизации с надстройкой в России. Дом 1-507 в Санкт-Петербурге

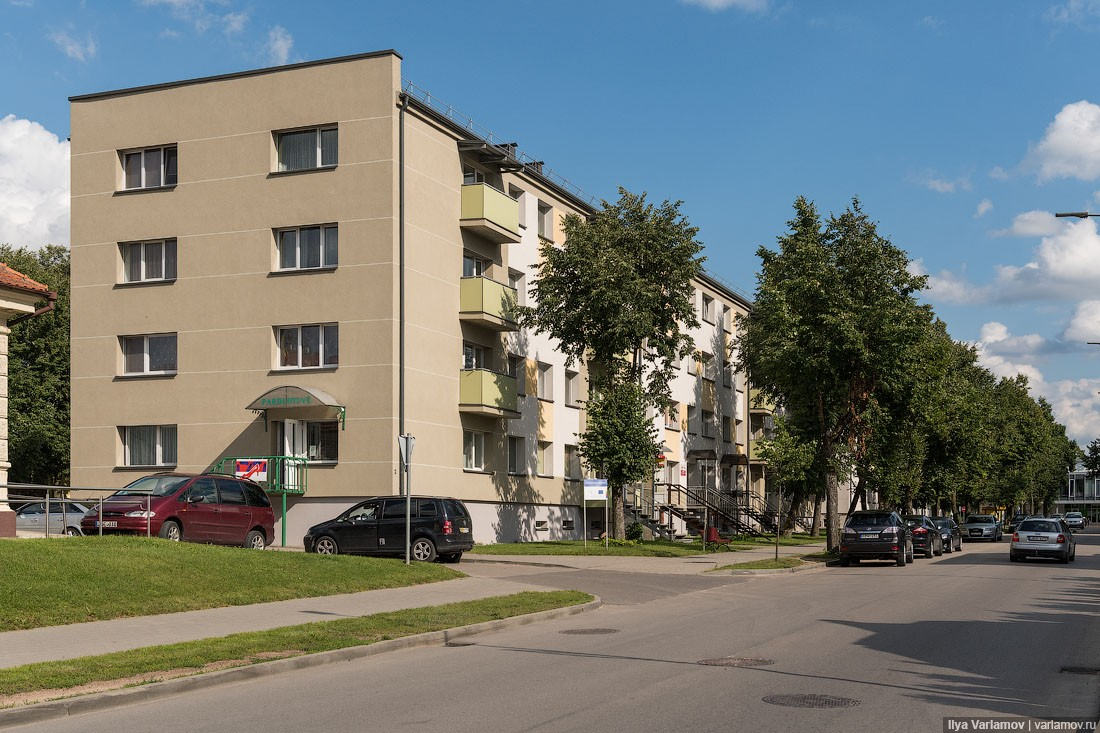
Дом после капитального ремонта в Таураге (Литва)

В 1980-е годы в ЦНИИТИА создана рабочая группа под руководством историка и теоретика архитектуры Ю. П. Волчка для разработки методологии реконструкции и реабилитации домов первого поколения. Ю. П. Волчок отмечал, что их микрорайоны, задумывавшиеся как спальные, уже занимали срединную часть города и превращать их в очередные «спальни» — не разумная трата ресурсов. Он, напоминая, что Черёмушки олицетворяли идею обновления уклада жизни, предлагал вернуть районам «пятиэтажек» этот романтический дух, например, сделав их площадкой для молодёжных жилых комплексов или творческой лабораторией экспериментальных методов строительства.
В 1986 году прошёл Всесоюзный открытый конкурс на проект реконструкции 5-этажного дома. Проект первой премии предусматривал увеличение жилой площади путём надстройки этажей, ликвидацию проходных комнат, увеличение площади кухонь и общих комнат, устройство лифтов и мусоропроводов, более совершенные инженерные системы и использование прогрессивных строительных материалов и конструкций. Для многих представленных на конкурсе проектов были характерны мансарды и скатные кровли. ЦНИИЭП жилища были выпущены Рекомендации по модернизации пятиэтажных жилых домов, которые также рекомендовали надстраивать мансардные этажи.
На практике были проверены следующие способы модернизации объёмно-планировочных решений, позволяющие получить в доме новые квартиры или улучшить планировочные решения существующих (избавиться от проходных комнат, увеличить площади помещений):
- реконструкция с надстройкой мансардного этажа; в большинстве случаев конструкция дома допускает (при соответствующем состоянии основания) надстройку двумя этажами без усиления;
- наружное утепление фасадов с перепланировкой квартир;
- наружное утепление фасадов, реконструкция с увеличением общей площади квартир путём пристройки новых объёмов;
- реконструкция с надстройкой этажей до 9-10, возведение вокруг здания «обнимающего» каркаса на новом фундаменте.

Один из первых примеров надстройки — возведение двух мансардных этажей на доме 1-447 в Лыткарине Московской области в конце 1990-х годов. В 2000 году выполнена надстройка мансардой дома 1-507 в Санкт-Петербурге без отселения. Каркас мансарды выполнен из тонкостенных стальных профилей. Перегородки — каркасные. Надстроенные стены лестничной клетки — монолитные. Одновременно с надстройкой выполнено утепление стен, обшивка балконов, установка клапанов на радиаторы.
В 2007 году в Уфе над 5-этажным домом было надстроено 2 этажа, на которых расположились 16 двухуровневых двух- и трёхкомнатных квартир. Были заменены инженерные сети всего дома. Подрядчиком реконструкции выступила чешская фирма «Брно», уже имевшая опыт возведения подобных надстроек в Чехии. Практика подобных надстроек показала свою рентабельность и техническую доступность, но так и не нашла широкого распространения, в силу несовершенства норм проектирования и российского законодательства.
Больше остальных серий реконструкции требует 1-335. Усиление каркаса выполняют путём установки дополнительных внешних колонн или путём перераспределением нагрузок на существующие конструкции установкой дополнительных балок. Но полностью конструктивные недостатки этой и некоторых других серий (К-7, II-35) практически неустранимы. Рекомендуется их сносить или изменять функциональное назначение. Разумен снос домов, при строительстве которых применялся асбест.
В отличие от России, в странах Евросоюза под реновацией понимается не снос домов, а настоящая реновация — замена и модернизация инженерных сетей, крыш, в отдельных случаях перепланировка, утепление фасадов и устройство системы рекуперации для увеличения энергоэффективности. Пример домов в Таллине показал, что при этом увеличивается площадь квартир, фасады приобретают качественный архитектурный облик, а плата за коммунальные услуги сокращается в два раза. Финансирует программу бюджет Евросоюза Редактор «Рапси» отметил, что есть удачный опыт капитальной реконструкции 5-этажных домов в ГДР без выселения их жильцов, после чего квартиры в этих домах становились ещё комфортнее, чем в новостройках России.

### Воссоздание в XXI веке
В 2025 году в Мариуполе в рамках работ по восстановлению города начался проект по воссозданию нескольких кварталов панельных домов, получивших значительные повреждения в ходе боевых действий. Проект предусматривает строительство с нуля 14 зданий, в частности, между улицами Азовстальской, Волгодонской и Московской. Ключевой особенностью является сохранение оригинальных проектов советского времени, включая планировки квартир. По заявлению представителя подрядной организации, эти дома станут «самыми свежими „хрущёвками“ во всей России». Завершение работ запланировано на начало 2026 года.

## Снос
Массовый снос московских домов первого периода индустриального домостроения было начато при мэре Ю. М. Лужкове в конце 1990-х годов по «программе комплексной реконструкции». «Сносимыми сериями» стали К-7, II-32, II-35, 1МГ-300, 1-605а. Работы поначалу велись частными девелоперами по инвестиционным контрактам с городом. После финансового кризиса 2008—2010 годов московские власти приняли решение завершить программу силами городского бюджета. На начало 2017 года в рамках лужковской программы оставалось снести 71 дом.

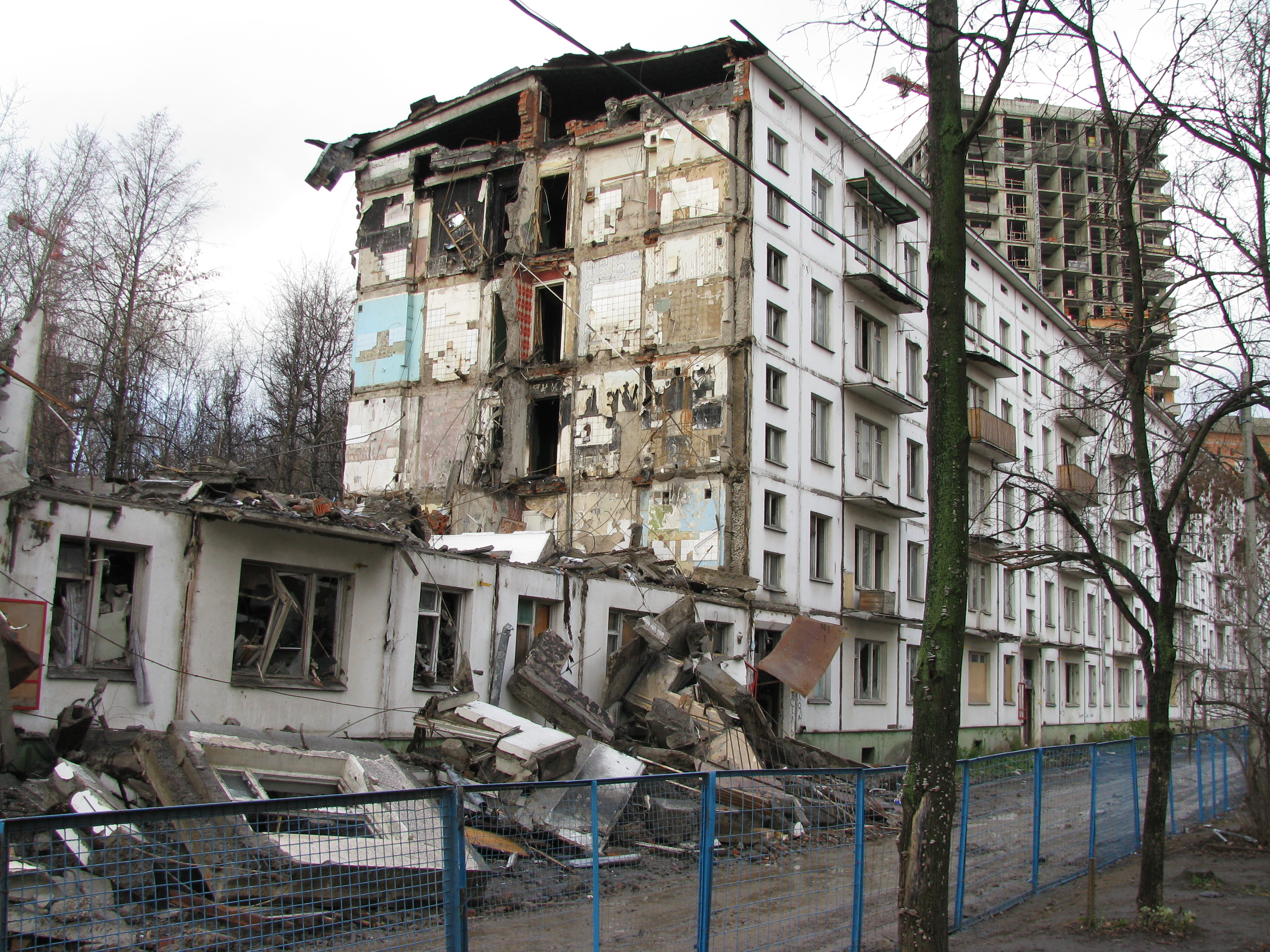
Снос крупнопанельного дома в Москве

В 2017 году в Москве принята новая «программа „реновации“» жилого фонда (на самом деле под реновацией понималось уплотнение). Она предусматривает снос нескольких тысяч жилых домов общей площадью 25 млн м² с последующим строительством на их месте новых многоквартирных домов. Формальными критериями для включения стали 1957—1968 годы постройки, использование типовых изделий стен и перекрытий, состояние и высота не более 9 этажей. Но кроме домов первого поколения в список вошли дореволюционные дома, «сталинки», дома периода архитектурного авангарда, дома индивидуальных проектов, дома более поздних проектов. Район экспериментальной застройки в Новых Черёмушках градозащитниками было предложено сохранить, а в одном из зданий организовать музей с интерьерами 1960-х годов.
На старте программы «реновации» в 2017 году она вызвала протесты жителей районов, включённых в программу, а экологическая организация Greenpeace предупредила о вреде экологической обстановке из-за массового сноса зелёных насаждений.
Архитекторы подвергли критике реализацию программы за снижение инсоляции и озеленённости, слишком высокую плотность и высотность новой застройки. Так, например, почётный строитель Москвы архитектор А. В. Кротов, один из авторов проекта реконструкции «хрущёвки», считает, что в Москве «морально устаревшие пятиэтажки меняют на уже морально устаревшие „человейники“». Жители новых домов жалуются на качество строительства, неудобные планировки, неразвитую инфраструктуру.
Программа «реновации» в первую очередь выгодна застройщикам. Согласно опросу РБК, ей было заинтересовано большинство крупных застройщиков. Московскую практику задумано расширить и на другие города России после принятия закона о «комплексном развитии территорий» (КРТ) в начале 2020-х годов. Законопроект внесён в Госдуму Заксобранием Санкт-Петербурга.
Юристы отмечают, что при разработке закона о КРТ не учитывается мнение самих жителей, которых касается КРТ. Петербургские архитекторы и градостроители опасаются низкого качества градостроительства: перестраиваемые районы могут лишиться немногих своих положительных качеств (высокая озеленённость, сложившиеся за десятилетия соседские сообщества) и при этом, учитывая опыт жилищного строительства Санкт-Петербурга последних лет, не приобрести ничего нового с точки зрения качества городской среды. Учитывая нежелание части жителей участвовать в программе, есть риск, что перестраиваться районы будут фрагментарно: в результате новые огромные дома посреди небольших советских домов будут выглядеть нелепо, как считает архитектурный критик М. Элькина. Кроме того, возникает вопрос необходимости такого большого количества квартир, который предлагается возводить, учитывая, что значительная их часть, приобретаемая как инвестиция, будет пустовать, М. Элькина отмечает::

То, что планируют в Петербурге это не реновация, это уплотнение. И ход мысли у него другой: у нас много земли недалеко от центра, давайте пятиэтажки снесём и построим 12 этажей. А что делать с этим дальше, через 50 лет эти дома начнут ветшать, будете строить 24 этажа? Есть риск, связанный с рынком недвижимости. Все почему-то уверены, что он будет до конца функционировать, и будет спрос. А он не обязательно будет. Мы видим падения, а роста никто не обещал. Не думаю, что это устойчивая модель. Это мышление одним днём. В случае с реновацией мы должны думать на 50-100 лет вперёд. А то, что нам предлагают сейчас — это 3-5 лет вперёд: вот сейчас мы можем заработать, и что будет через 20 лет, никого не волнует.